# Église Saint-Étienne de Cambronne-lès-Clermont
Pour les articles homonymes, voir église Saint-Étienne.
L'église Saint-Étienne est une église catholique paroissiale commencée au XIIe siècle et terminée au XIIIe siècle de style gothique et roman située à Cambronne-lès-Clermont, dans l'Oise, en région Hauts-de-France en France. L'édifice fait l'objet d'un classement au titre des monuments historiques depuis 1875. Il se compose de deux parties bien distinctes, la nef avec ses deux collatéraux dissemblables et le chœur avec ses deux collatéraux, séparés par l'un des rares clochers octogonaux à deux étages qui domine le transept, non identifiable extérieurement. Parmi les églises de taille moyenne de l'Oise, c'est l'une des plus considérables sur le plan archéologique et artistique, avec l'église voisine Saint-Lucien de Bury celle de Villers-Saint-Paul. Son intérêt réside dans la visibilité des quatre campagnes de construction successives ; la quasi-absence de modifications depuis sa dédicace en décembre 1239 ; la disposition curieuse du bas-côté sud de la nef où deux rangs de colonnes à chapiteaux ont été superposés ; l'une des premières nefs à avoir été conçues dès le départ pour être voûtées d'ogives, vers 1130 ; l'une des plus anciennes voûtes d'ogives de la région, dans le croisillon nord ; son chœur à l'élévation à trois niveaux avec un étage de galeries ouvertes sur combles ; et sa vaste baie de chevet, qui comporte la première apparition d'un remplage de trois lancettes identiques surmontées d'un trèfle. S'y ajoutent les peintures murales encore assez nombreuses et pour la plupart toujours déchiffrables. Dès la première moitié du XIXe siècle, l'église de Cambronne-lès-Clermont a attiré l'intérêt des archéologues sur elle et a fait l'objet de nombreuses publications, quoiqu'aucune monographie longue ne lui ait encore été consacrée. Elle est affiliée à la paroisse Saint-Martin du Liancourtois.

## Localisation

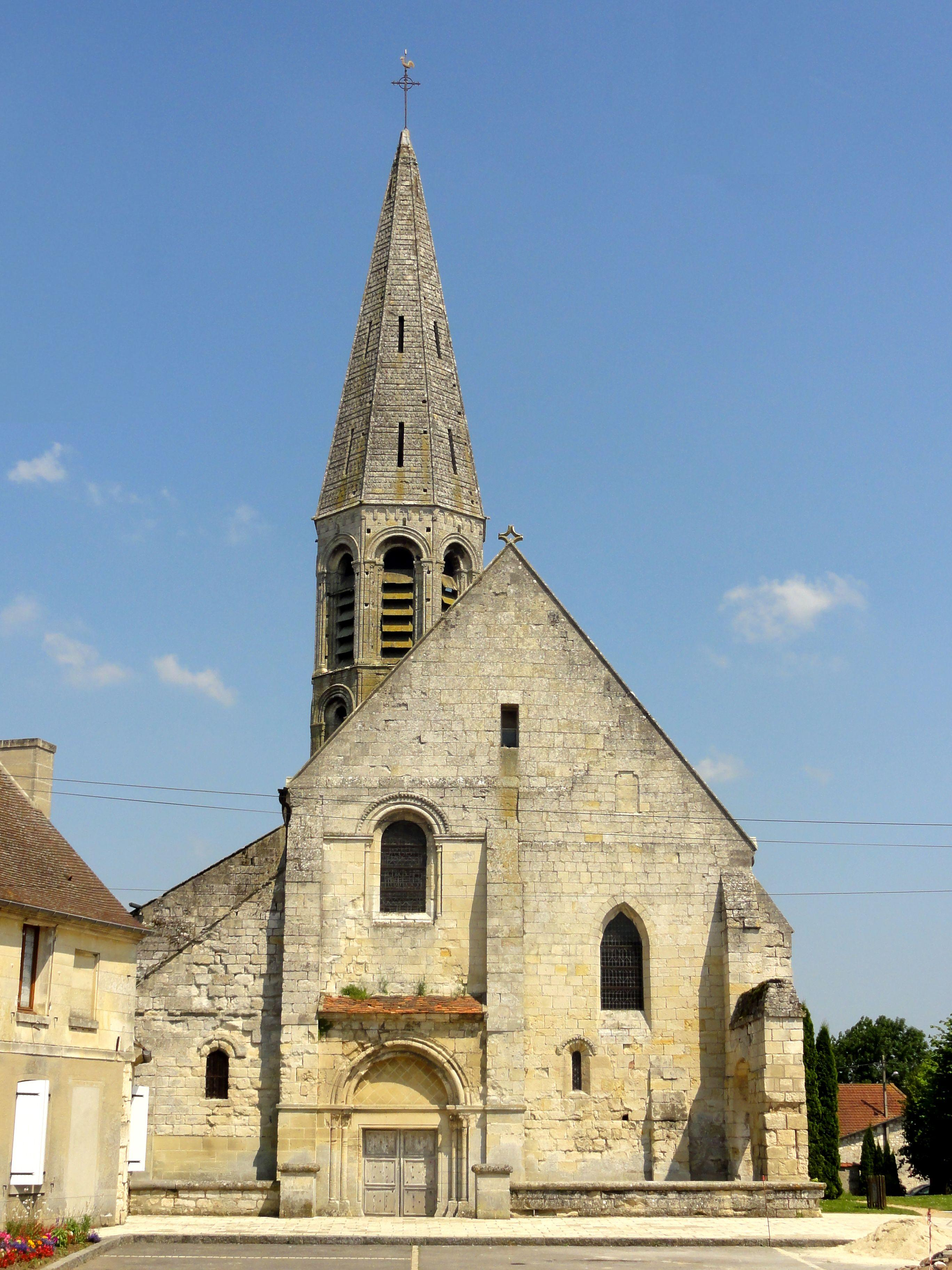
La façade occidentale, comportant des éléments romans, remaniée vers 1220.

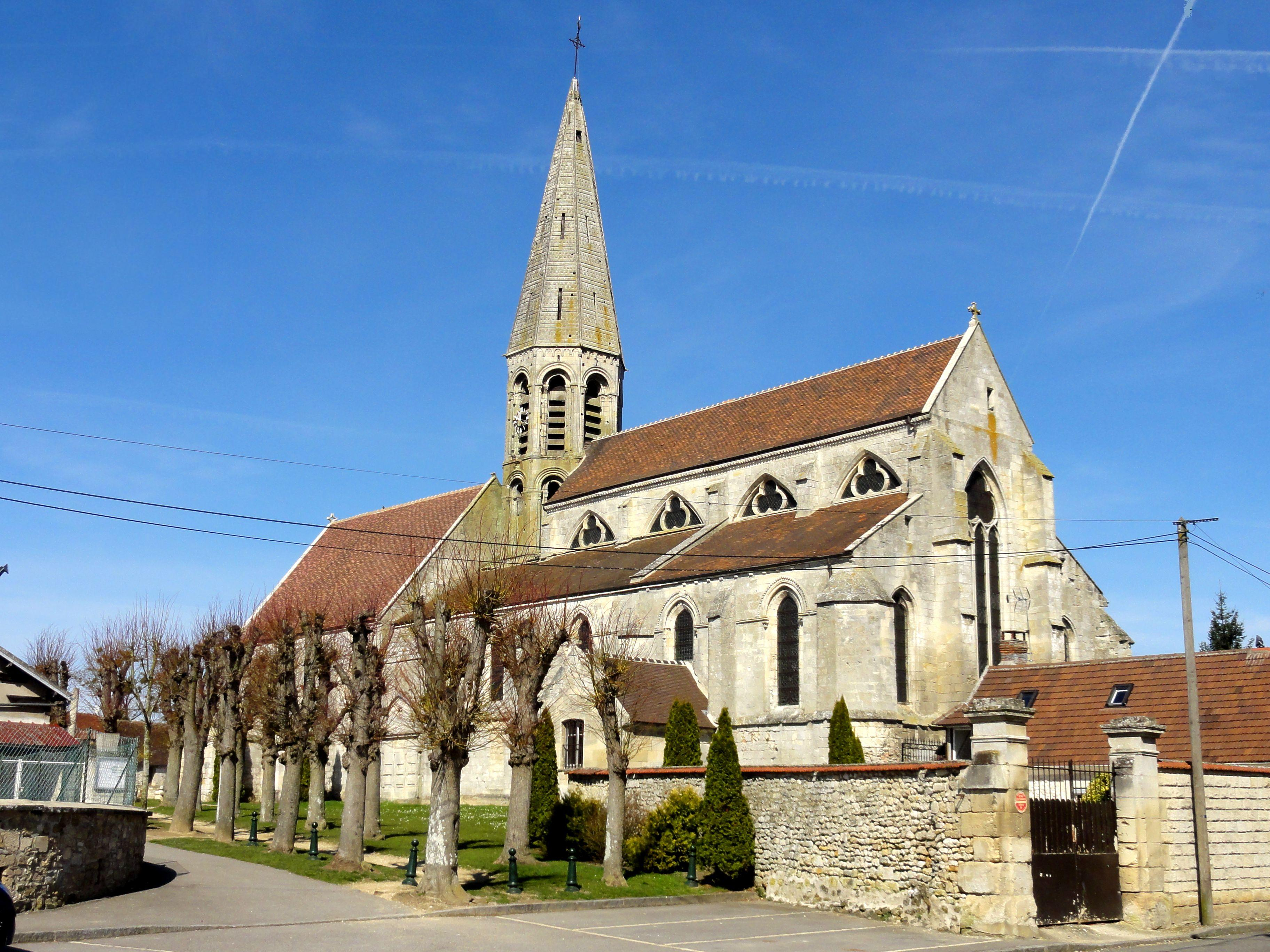
Vue depuis le sud-est ; au premier plan, le chœur gothique.

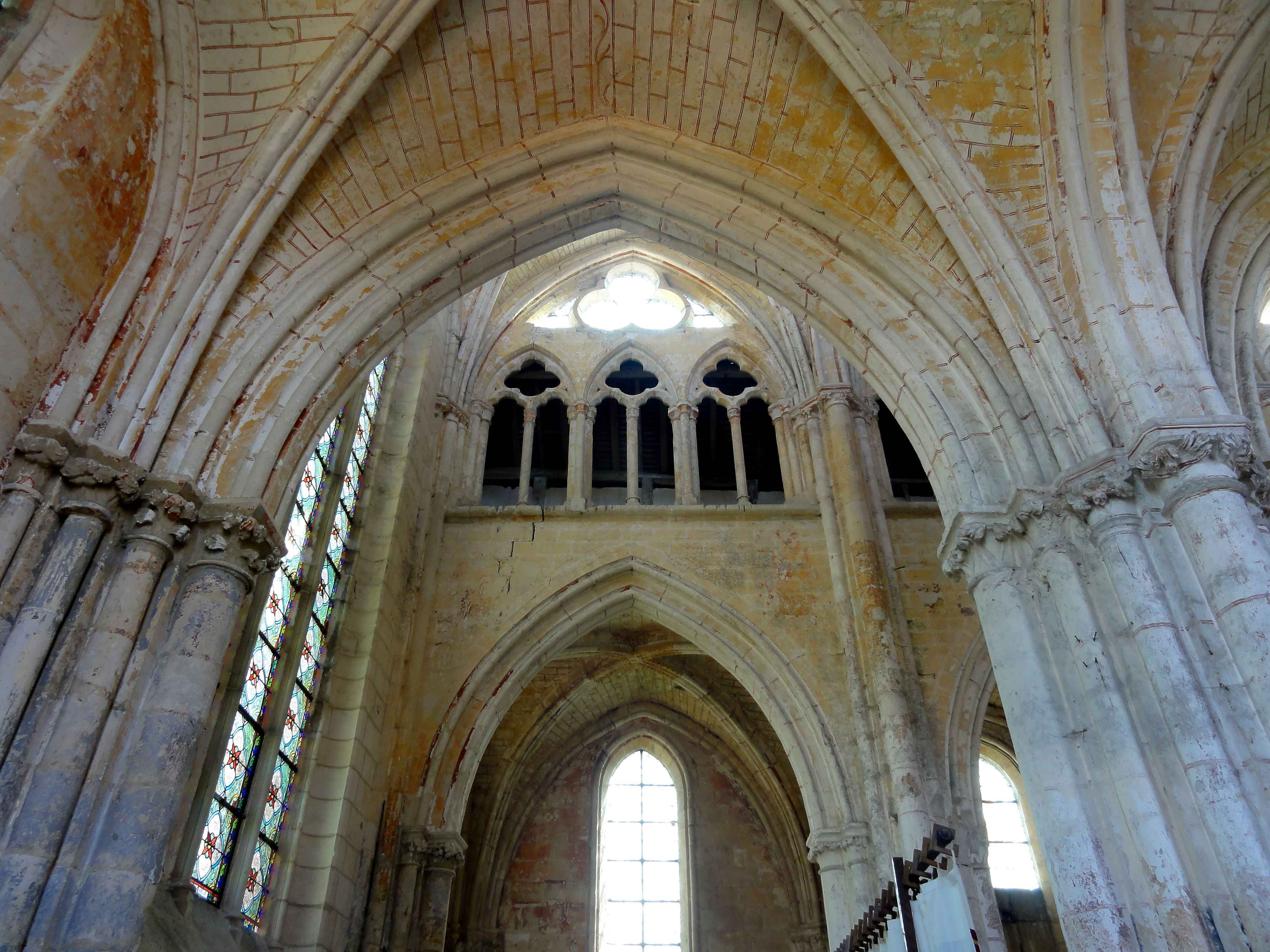
Chœur, vue depuis la dernière travée du collatéral nord vers le sud.

L'église Saint-Étienne se situe en France, en région Hauts-de-France et dans le département de l'Oise, au centre de la commune de Cambronne-lès-Clermont. L'on peut presque faire le tour complet de l'édifice, mais l'élévation septentrionale est mal visible car donnant presque immédiatement sur des propriétés privées. Le parvis de l'église devant la façade occidentale donne sur la rue de Clermont (RD 110), l'axe principal du village. Le chevet est proche de la rue de l'Église. Il est en partie accessible, mais sa partie gauche jouxte l'ancien presbytère. Au sud de l'église, se trouve un petit jardin public qui occupe l'ancien cimetière. L'on peut y voir les restes du calvaire de Cambronne-lès-Clermont du XVe siècle, inscrits monument historique par arrêté du 2 avril 1927.

## Histoire

### Les origines
Si le toponyme de « Camboriacum » apparaît dans les textes dès le XIe siècle, le village de Cambronne-lès-Clermont est en réalité un village de défrichement remontant au début du XIIe siècle. L'église est mentionnée pour la première fois en 1136 dans une charte publié par Pierre Louvet, historien du Beauvaisis, au début du XVIIe siècle. Dans cette charte, l'évêque de Beauvais Eudes ou Odon II confirme à l'abbaye voisine de Saint-Paul une liste de biens, parmi lesquels se trouve un autel à Cambronne-lès-Clermont. Il avait été donné à l'abbaye par Richilde de Mello et son frère Bernier de Clermont, tous les deux enfants de Hugues II, comte de Clermont. La charte elle-même est aujourd'hui perdue. Elle indique qu'une église doit exister à Cambronne en 1136. Les documents les plus anciens conservés aujourd'hui ne remontent qu'au début du siècle suivant. Pour la période de 1218 à 1311, ils concernent pour la plupart un long différend entre l'évêque de Beauvais et l'abbesse de Saint-Paul relatif à un partage de revenus de l'église et d'une chapellenie fondée en 1217 par l'évêque Philippe de Dreux au moment de sa mort. Le seul acte intéressant pour la construction de l'église est celui de la consécration de l'église par l'évêque Robert de Cressonsacq en décembre 1239. S'agissant d'une période de paix, l'on peut supposer que la consécration a lieu peu de temps après l'achèvement de l'église. Elle demeure la possession des moniales pour encore quatre siècles environ, jusqu'à ce qu'elle ne soit cédée au chapitre Saint-Nicolas de Beauvais au milieu du XVIIe siècle, avec ses revenus,.

### La construction de l'église
L'étude archéologique du monument permet d'identifier quatre campagnes de construction bien distinctes. La première donne l'église romane qui existe en 1136. Il en subsiste le bas-côté nord de la nef, le portail occidental, les grandes arcades de la nef, le transept, la totalité du clocher octogonal et les parties basses du bas-côté sud, rehaussé au début du XIIIe siècle. Toutes ces parties ont été conçues dès le départ pour recevoir des voûtes d'ogives, comme le prouvent les colonnes et colonnettes engagés dans les piliers des grandes arcades et les murs des bas-côtés, contemporaines des grandes arcades. Or, il paraît que seul le bas-côté nord et croisillon sud du transept sont voûtés pendant la première campagne. La seconde campagne de travaux vers 1145-1150 porte donc sur l'achèvement de la nef et du transept, et les voûtes du bas-côté nord sont déjà remaniées à cette période, bien qu'encore récentes. Comme déjà évoqué, le bas-côté sud est rehaussé vers 1220 environ, pendant la troisième campagne. Sa hauteur est presque dédoublée et il est également élargi, en l'alignant sur le croisillon sud. Le mur du sud est donc démoli, mais les chapiteaux sont en grande partie récupérés, et par mesure d'économie, le rehaussement des grandes arcades se fait par superposition de colonnettes à chapiteaux sur les anciennes, qui restent toutes en place. C'est ici que les chapiteaux des colonnettes engagées dans le mur du sud sont remployés, et les chapiteaux supplémentaires dont l'on a besoin imitent les anciens. Alors que leur sculpture est enracinée dans l'art roman, depuis longtemps dépassé, les nouvelles voûtes et le début du nouveau chœur commencé sous la même campagne sont résolument gothiques. Concernant le chœur, la troisième campagne ne porte que sur les parties basses des deux premières travées jusqu'à l'appui du triforium, y compris les collatéraux. En conséquence, la quatrième campagne de travaux entamée vers 1230 / 1235 porte sur l'achèvement du nouveau chœur, doté d'une élévation sur trois niveaux avec grandes arcades, étage du triforium et fenêtres hautes. L'ensemble du chœur est d'un style rayonnant bien affirmé. Une fois terminée, l'église ne subit plus de transformations notables, si bien qu'elle se présente encore à peu près comme au moment de sa consécration fin 1239,. D'après Eugène Müller, les transformations des années 1220 et le nouveau chœur auraient été financés par Mathilde de Dammartin, épouse du roi Alphonse III de Portugal, alors que Maryse Bideault et Claudine Lautier attribuent ces travaux aux libéralités de Philippe de Dreux.

### Les évolutions depuis 1239

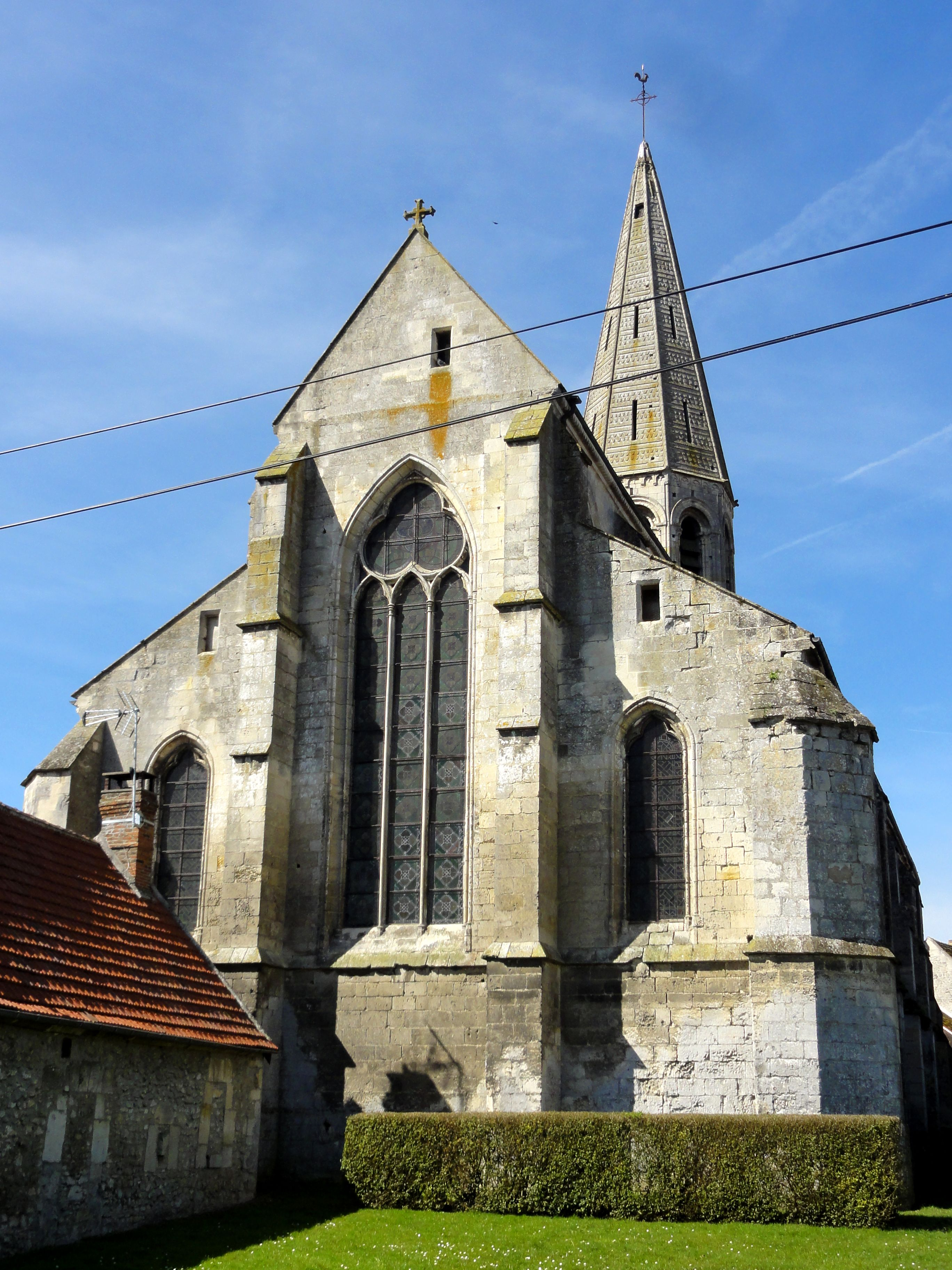
Le chevet, terminée en 1239.

Des modifications mineures sont apportées à l'édifice avant le XIXe siècle : Elles concernent les toitures des bras du transept, qui ne sont plus identifiables comme telles depuis l'extérieur, la toiture de la nef et le pignon occidental. Au début du XIXe siècle, la nef est dépourvue de pavage, les fenêtres sont partiellement bouchées, le clocher est déversé, et les arcades du triforium sont également bouchées. L'église est classée monument historique par liste de 1875, ou par liste de 1862 selon Maryse Bideault et Claudine Lautier. Le dossier de protection qualifie l'église de ruines, et parle même de vestiges, ce qui semble être une lourde erreur d'appréciation, car pas tous les auteurs du XIXe siècle comme Eugène Woillez et Eugène Müller n'insistent particulièrement sur le mauvais état de l'édifice. Antoine-Joseph Warmé déplore « son triste état d'entretien dans lequel ce bel édifice se trouve depuis un certain nombre d'années [et] l'état de dépérissement dans lequel on le voit, tant à cause de l'humidité qui y contribue puissamment, au point de vue architectural, que sous d'autres rapports, est tel, que l'on se croit dans l'impossibilité, sans doute, de faire face aux dépenses qui seraient à faire maintenant pour sa restauration. »,.
La restauration commence en 1874, un an après la rédaction de ces lignes, sous la direction de l'architecte diocésain Paul Selmersheim. Il fait repaver la nef, réparer le mur du bas-côté nord, remplacer le tympan manquant du portail occidental, déboucher les fenêtres et galeries, reprendre les contreforts et certains doubleaux ou arcades du chœur, restaurer le pignon du chevet et fait installer des arcs-boutants sous les combles des collatéraux du chœur, afin de consolider les murs hauts de celui-ci. En 1898, la suite de la restauration est confiée à Henri Chaine, qui fait enlever les badigeons recouvrant l'intérieur de l'église et reprendre les maçonneries et contreforts de la nef. Après 1920, le troisième architecte qui intervient à Cambronne est André Collin, qui s'occupe notamment de la révision des toitures et de la consolidation du clocher. En 1952, Jean-Pierre Paquet lui succède. Il munit la nef d'étrésillons pour contrer le déversement des murs et effectue des travaux sur les voûtes et leurs supports.

## Description

### Aperçu général

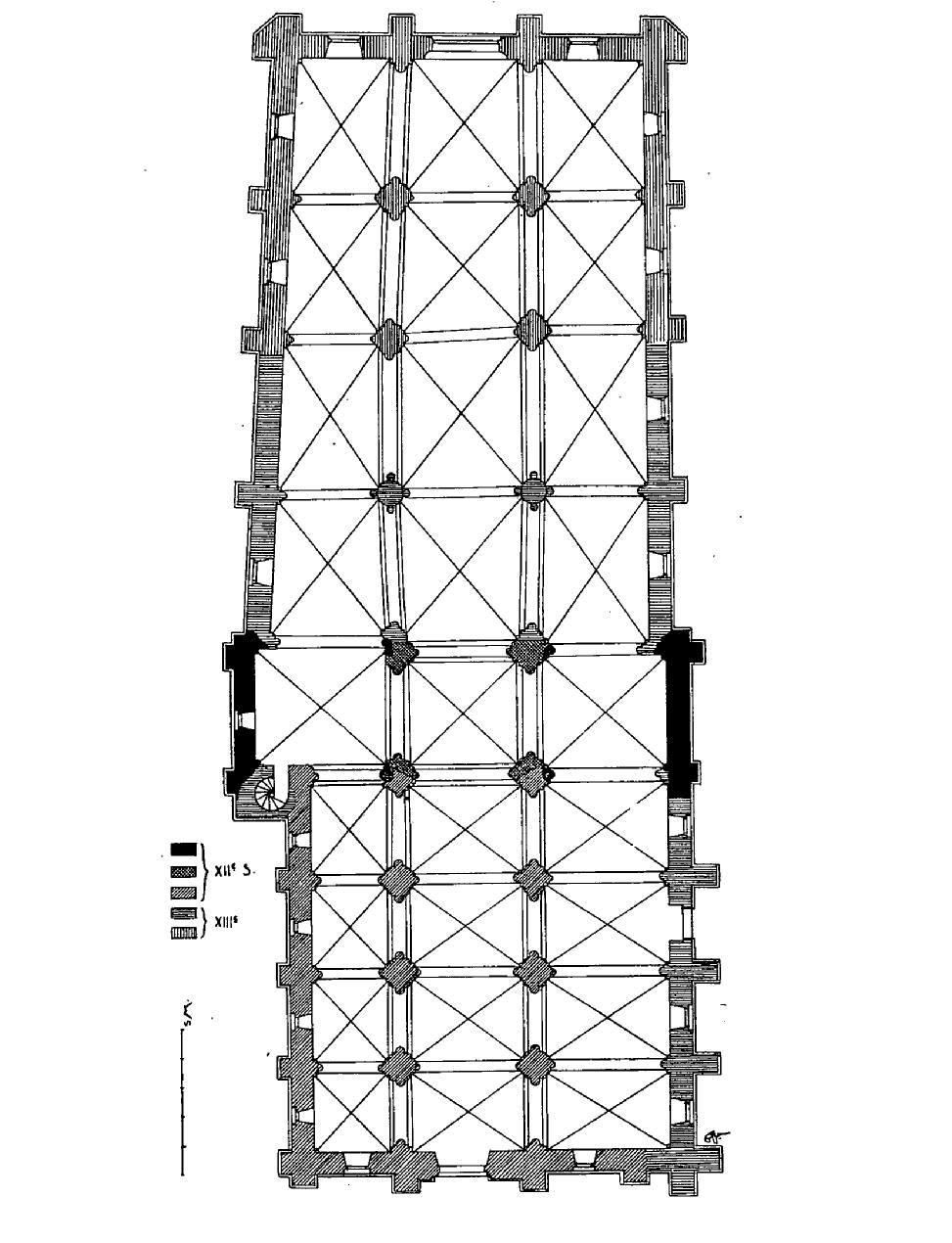
Plan de l'église.

Régulièrement orienté, l'édifice comprend une nef de quatre travées flanquée de deux bas-côtés, celui du sud plus large que celui du nord ; un transept non débordant au sud ; un chœur au chevet plat de quatre travées, beaucoup plus long que la nef et dévié légèrement vers le sud ; deux collatéraux du chœur se terminant également par un chevet plat ; et un clocher octogonal se dressant au-dessus de la croisée du transept. Une petite sacristie a été ajoutée devant la troisième travée du collatéral sud du chœur. — L'ensemble des travées est voûté sur croisées d'ogives quadripartites ordinaires, dont le bas-côté nord et le croisillon nord depuis les années 1130. La nef comporte une élévation sur deux niveaux, avec l'étage des grandes arcades et l'étage des fenêtres hautes. Les fenêtres hautes ne subsistent toutefois qu'au nord, le rehaussement du bas-côté sud ayant entraîné l'obturation des fenêtres hautes situées au-dessus. Le transept est voûté à peu près à la même hauteur que les collatéraux du chœur, et sépare ainsi l'église en deux parties bien distinctes, avec une continuité visuelle limitée à l'intérieur. Le chœur comporte une élévation sur trois niveaux, avec les grandes arcades, des galeries ouvertes sur les combles des collatéraux, et des fenêtres hautes sous les lunettes des voûtes. Les bas-côtés de la nef, les croisillons du transept et les collatéraux du chœur sont recouverts par des toits en appentis s'appuyant contre les murs du vaisseau central, si bien que l'église ne dispose que de deux pignons, l'un en haut de la façade occidentale, et l'autre du côté du chevet. Deux portails donnent accès à l'église, le portail occidental et le portail méridional dans la troisième travée du bas-côté sud de la nef,.
D'après les relevés d'Eugène Woillez, l'église mesure environ 38,25 m de longueur à l'intérieur, dont 13,00 m incombent à la nef, 5,25 m au transept et 20,00 m au chœur. La largeur maximale est réalisée au niveau du transept, où elle est de 14,35 m. La nef est très étroite : elle ne mesure que 3,35 m de largeur entre les piliers, moins que son bas-côté sud qui atteint 3,75 m, mais nettement plus que son bas-côté nord qui ne fait que 2,10 m. Avec les piliers, l'ensemble nef et bas-côtés cumule une largeur de 12,50 m, soit presque autant que sa longueur, et les piliers le long des murs ainsi que ceux des grandes arcades totalisent donc 3,40 m de largeur, ce qui illustre qu'ils sont assez encombrants. Bien que plus récent, le chœur n'est pas beaucoup plus large que la nef, soit 3,55 m en moyenne entre les piliers (il se rétrécit vers le chevet), et ses collatéraux représentent une largeur de 2,85 m seulement. Avec les piliers, l'ensemble chœur et collatéraux cumule une largeur de 13,10 m, ce qui le rend sensiblement plus long que large. L'étroitesse des vaisseaux les fait apparaître assez élevés, mais en réalité, la hauteur sous voûtes n'atteint que 9,15 m dans la nef et 11,50 m dans le chœur, pour une hauteur du faîtage du toit de respectivement 14,50 m et 16,60 m. À titre de comparaison, le clocher mesure 32,25 m de hauteur. La hauteur des collatéraux est assez homogène, exception faite du bas-côté nord de la nef : 7,70 m pour le bas-côté sud de la nef, 4,30 m pour son bas-côté nord, 7,20 m pour les croisillons du transept et 7,70 m pour les collatéraux du chœur.

### Façade occidentale

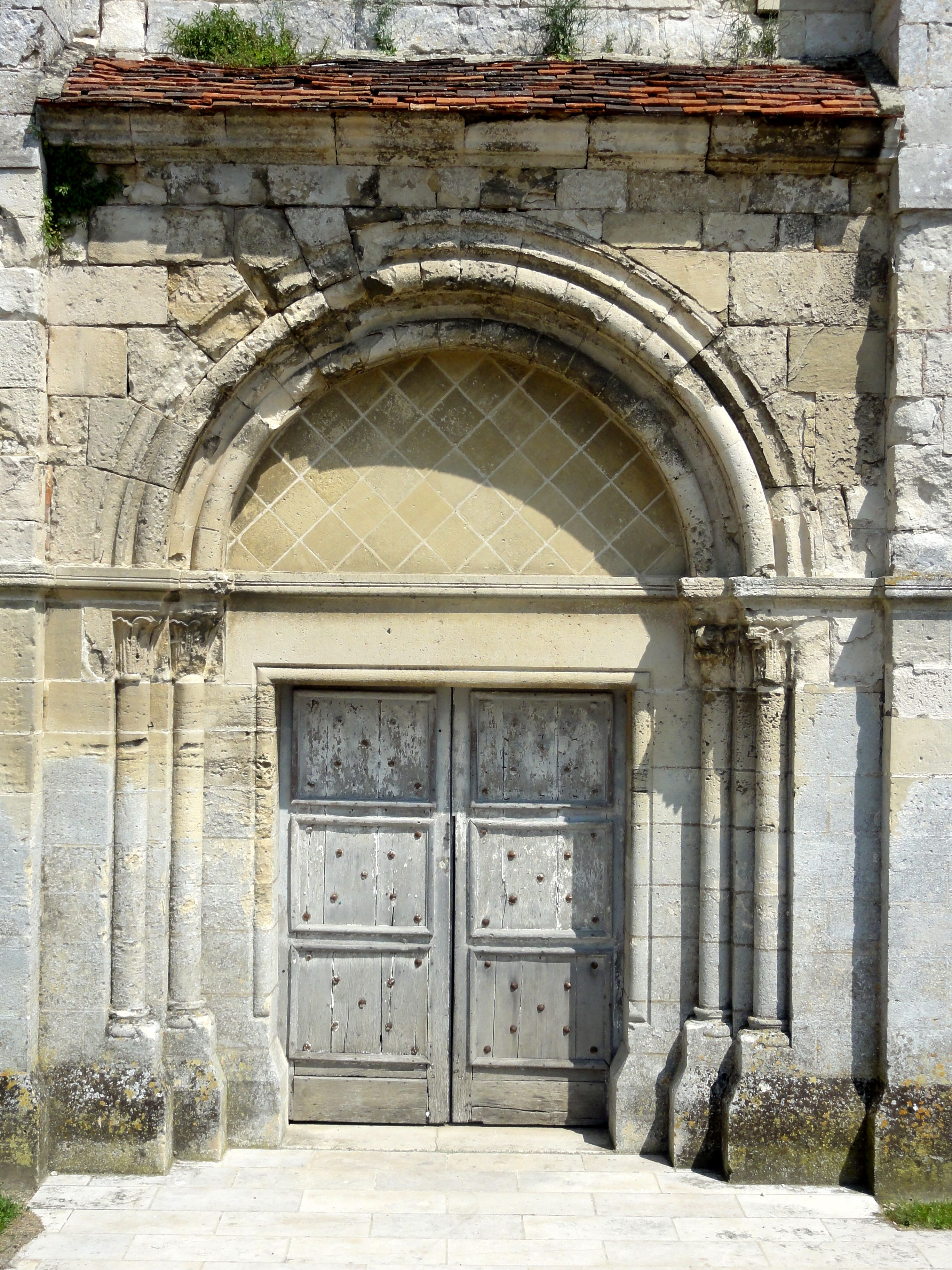
Portail occidental.

La façade occidentale a connu trois états antérieurs avant de prendre sa physionomie actuelle. La partie centrale comprise entre les deux contreforts à ressauts faiblement saillants correspond à la nef. Ce type de contrefort n'apparaît qu'autour de 1130 et prendra une forme plus accentuée pendant la seconde moitié du XIIe siècle. Utilisé jusqu'au début du XIIIe siècle, il devient l'un des éléments caractéristiques des églises gothiques primitives de la région. Dans le premier état, la partie à droite de la façade de la nef est identique à la partie de gauche. La façade de la nef est dominée par un pignon nettement plus étroit et moins élevé, permettant de bénéficier d'une vue sur le clocher depuis le parvis de l'église. Même dans ce premier état, les fenêtres occidentales des bas-côtés ne sont pas identiques, et celle de droite n'est pas centrée. Celle de gauche n'est pas ébrasée à l'extérieur et un peu plus large que celle de droite, et elle est décorée simplement d'un bandeau en forme de sourcil. Celle de droite est dotée d'un double ébrasement, et un rang d'étoiles perlées la décore, retombant sur deux petites têtes grimaçantes. — Dans le second état, la nef est voûtée vers 1145 / 1150, et c'est à ce moment que le pignon de la nef est sans doute légèrement rehaussé et percé de la grande baie romane tardive toujours en place. Elle est flanquée par deux colonnettes à chapiteaux, et surmontée d'un archivolte torique décorée d'une frise en pointe-de-diamant, reposant sur un bandeau mouluré qui sert en même temps de tailloir aux chapiteaux. — Dans le troisième état, le bas-côté sud est exhaussé et élargi vers 1220 environ, et recouvert par un toit en bâtière dont les contours du pignon demeurent visibles dans la structure de l'appareil. Le nouveau pignon est percé d'une lancette simple, non décorée, et le contrefort roman au droit de l'ancien mur gouttereau sud est maintenu. — Dans le quatrième état, les pignons de la nef et du bas-côté sont réunis par un haut pignon commun, se terminant par une croix ajourée en antéfixe. Aucun auteur n'avance une date pour cette modification, mais il est entendu qu'elle soit postérieure à l'achèvement de l'église en 1239. Le seul détail susceptible de fournir une piste pour une datation serait l'antéfixe, à moins qu'il ne s'agisse d'un réemploi. La façade est discutable sur le plan esthétique, mais elle a l'avantage de donner de nombreux renseignements sur les différentes campagnes de construction de son église. À ce propos, Eugène Woillez dit que « bien souvent, lorsqu'on visite un édifice remanié du moyen âge, on regrette de n'en pas voir les parties hétérogènes s'enchainer par succession immédiate de styles. L'église de Cambronne, telle qu'elle est aujourd'hui, produit un effet tout contraire ». Le portail principal est formé d'une double archivolte en plein cintre, moulurées de tores reposant dans chaque ébrasement sur deux colonnettes engagées à chapiteaux. Le tympan losangé est une création de Paul Selmersheim de la fin du XIXe siècle, mais comme le remarque Eugène Lefèvre-Pontalis, des tympans semblables se trouvent sur les portails des églises Saint-Laurent du Fay-Saint-Quentin et Saint-Lucien de La Rue-Saint-Pierre,,.

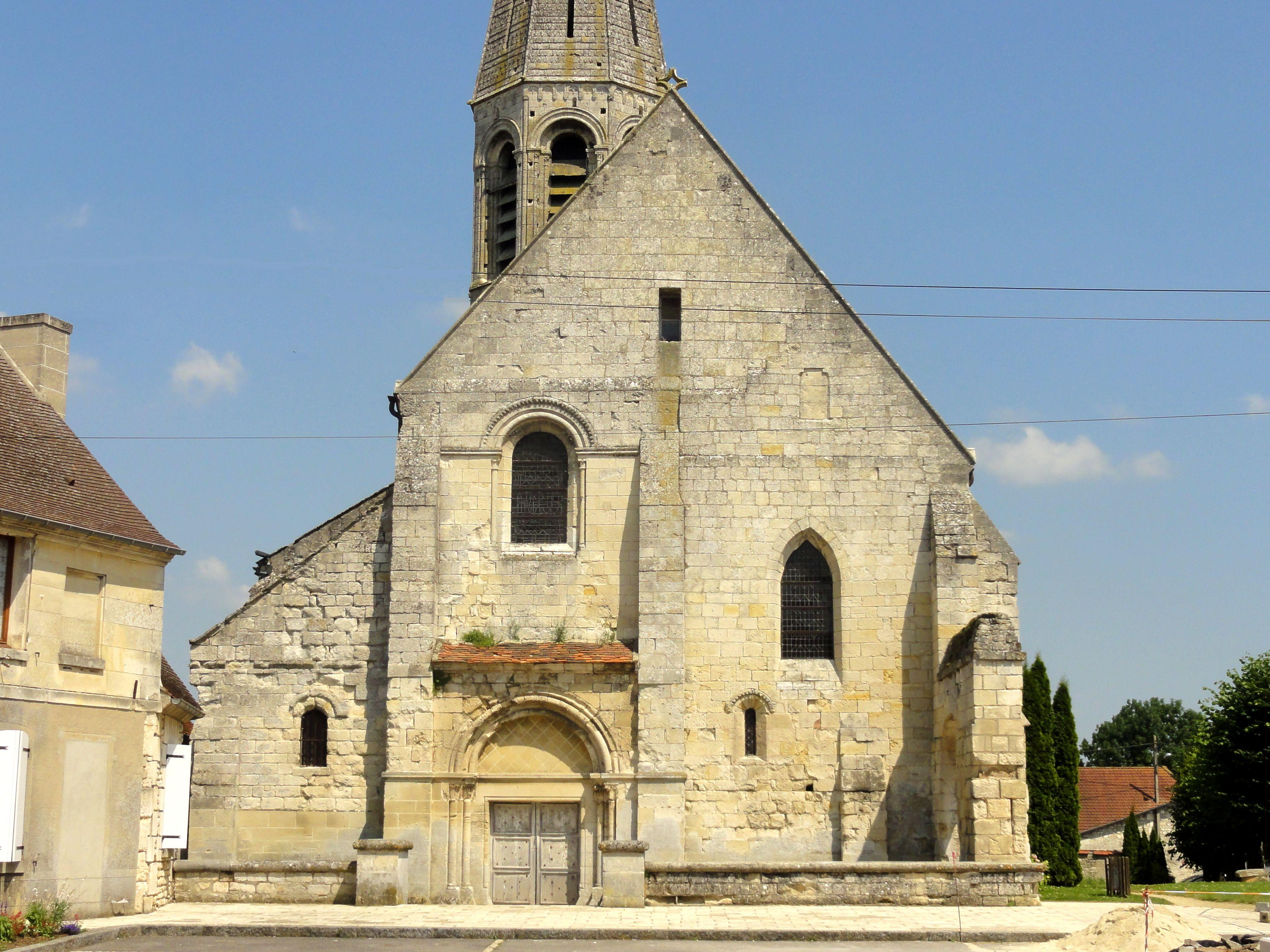
Vue d'ensemble.
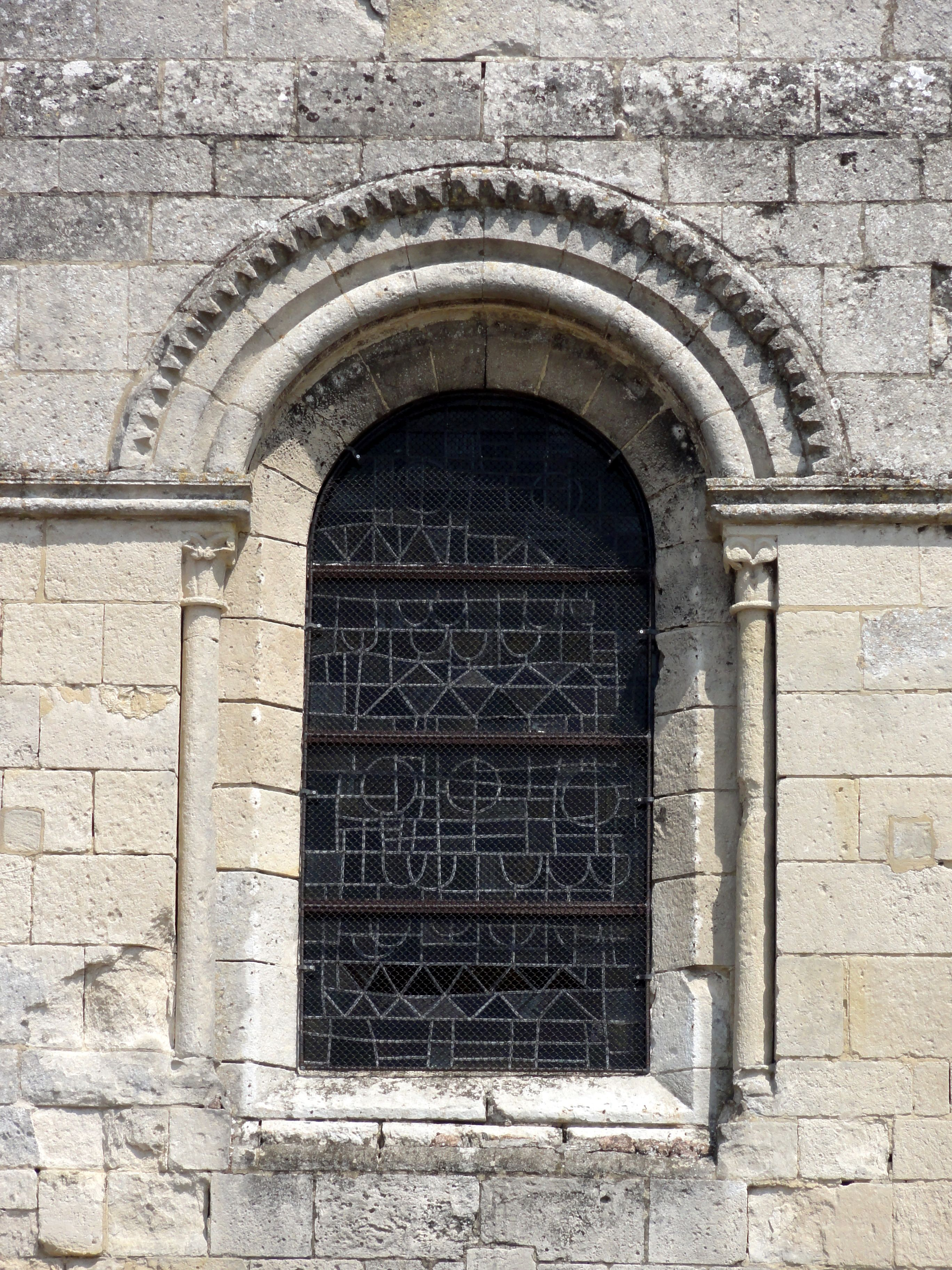
Fenêtre haute de la nef.
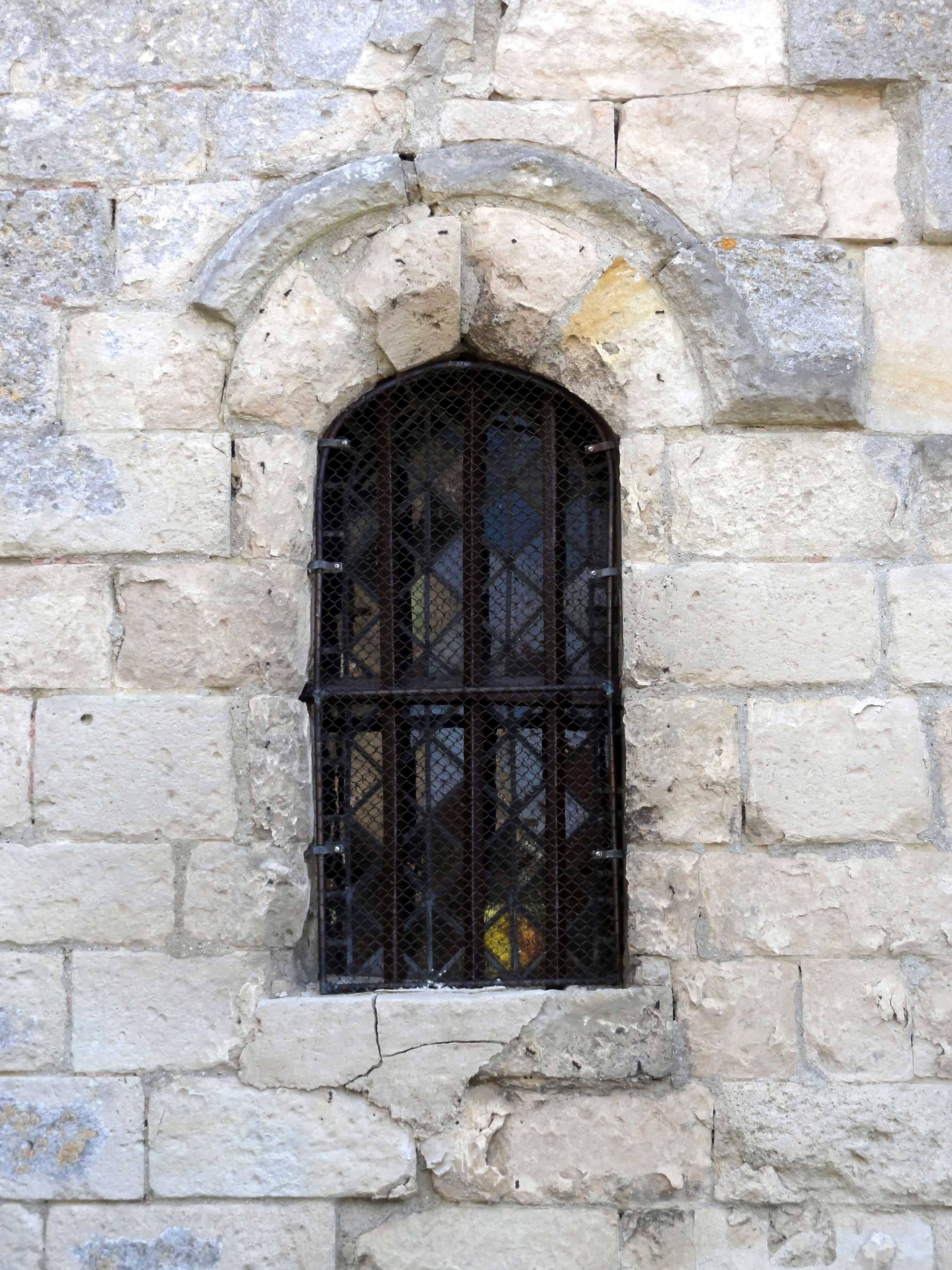
Fenêtre du bas-côté nord.
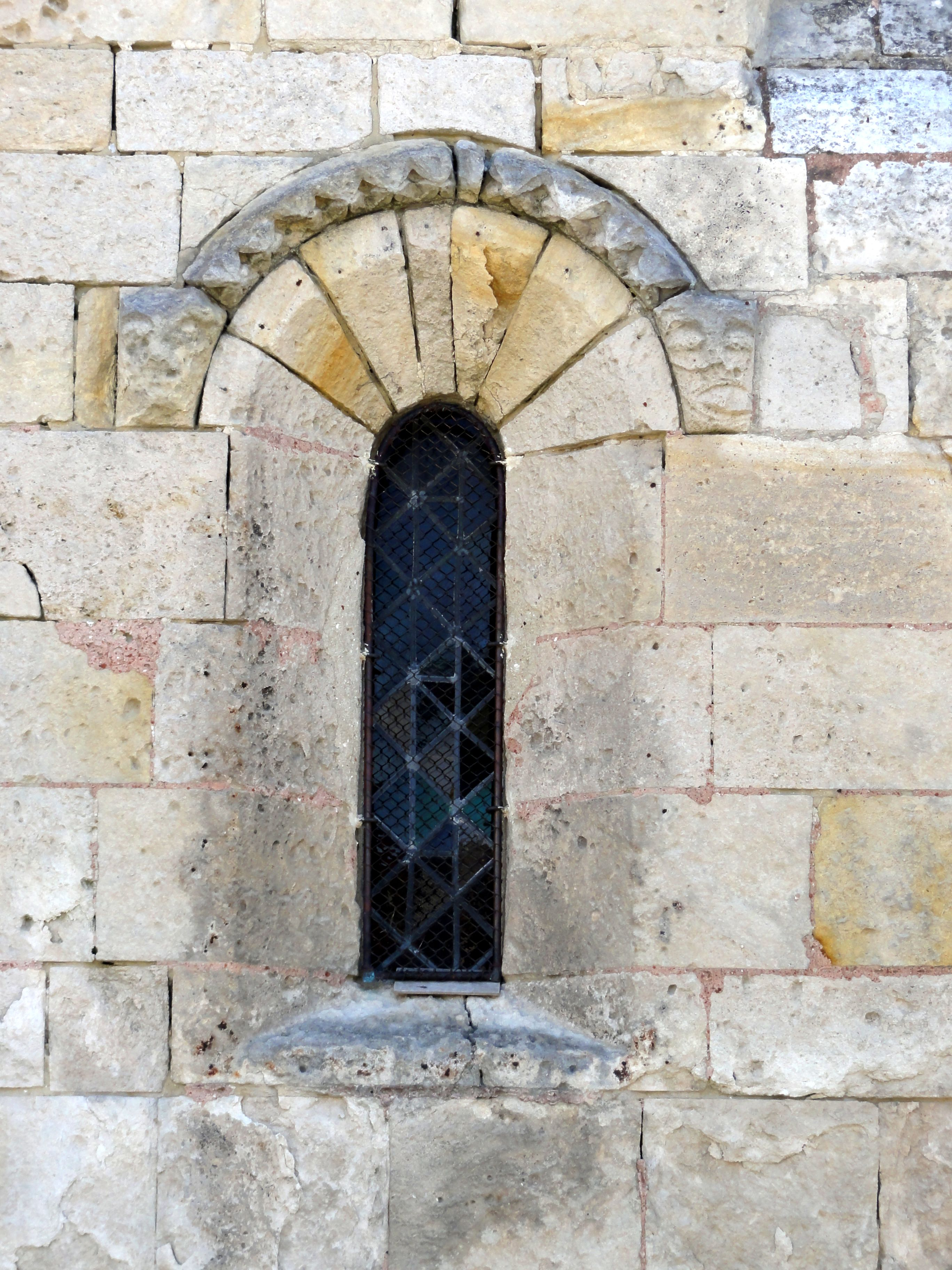
Fenêtre du bas-côté sud.
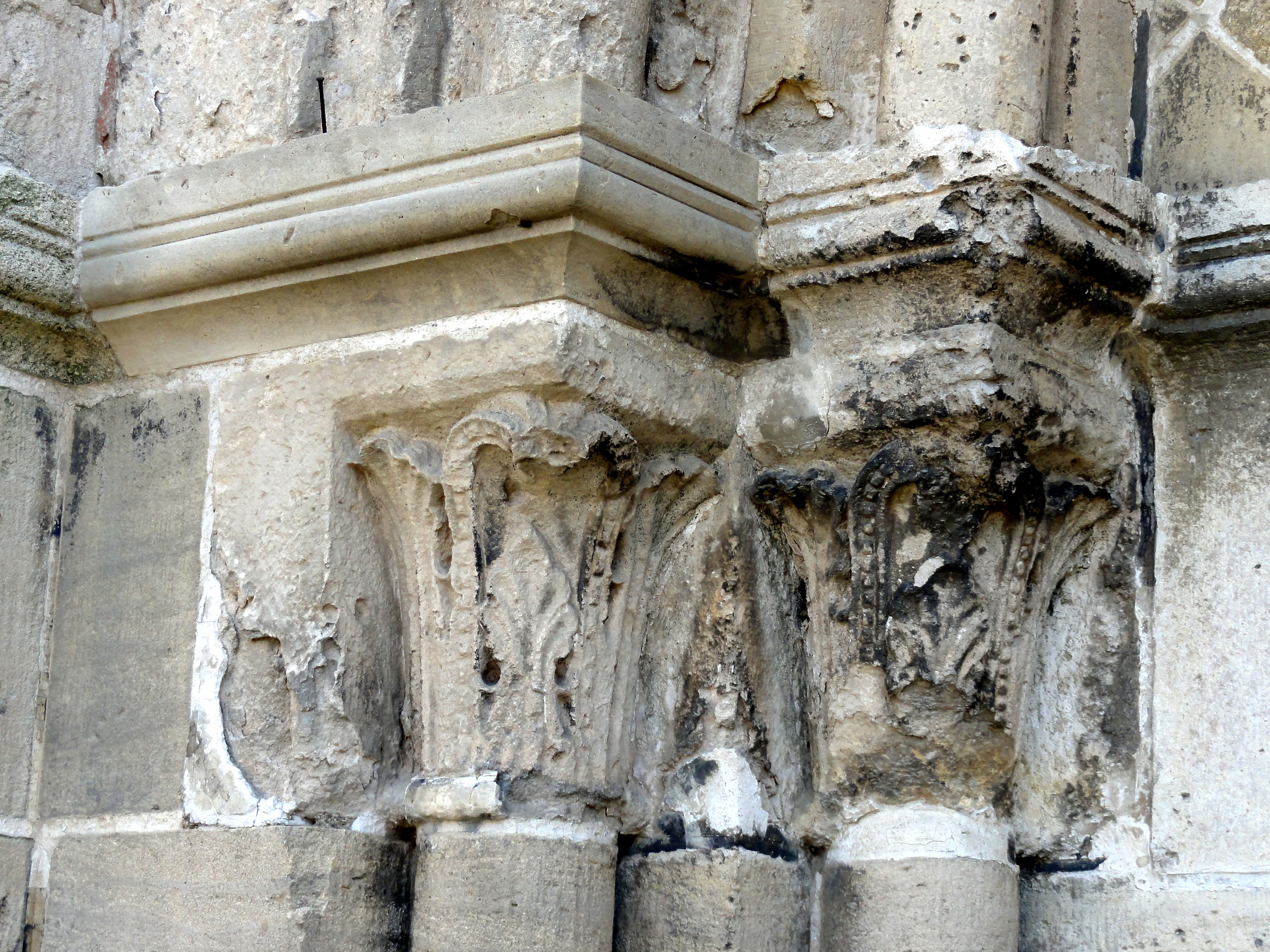
Chapiteaux du portail.

### Élévations latérales

#### Nef

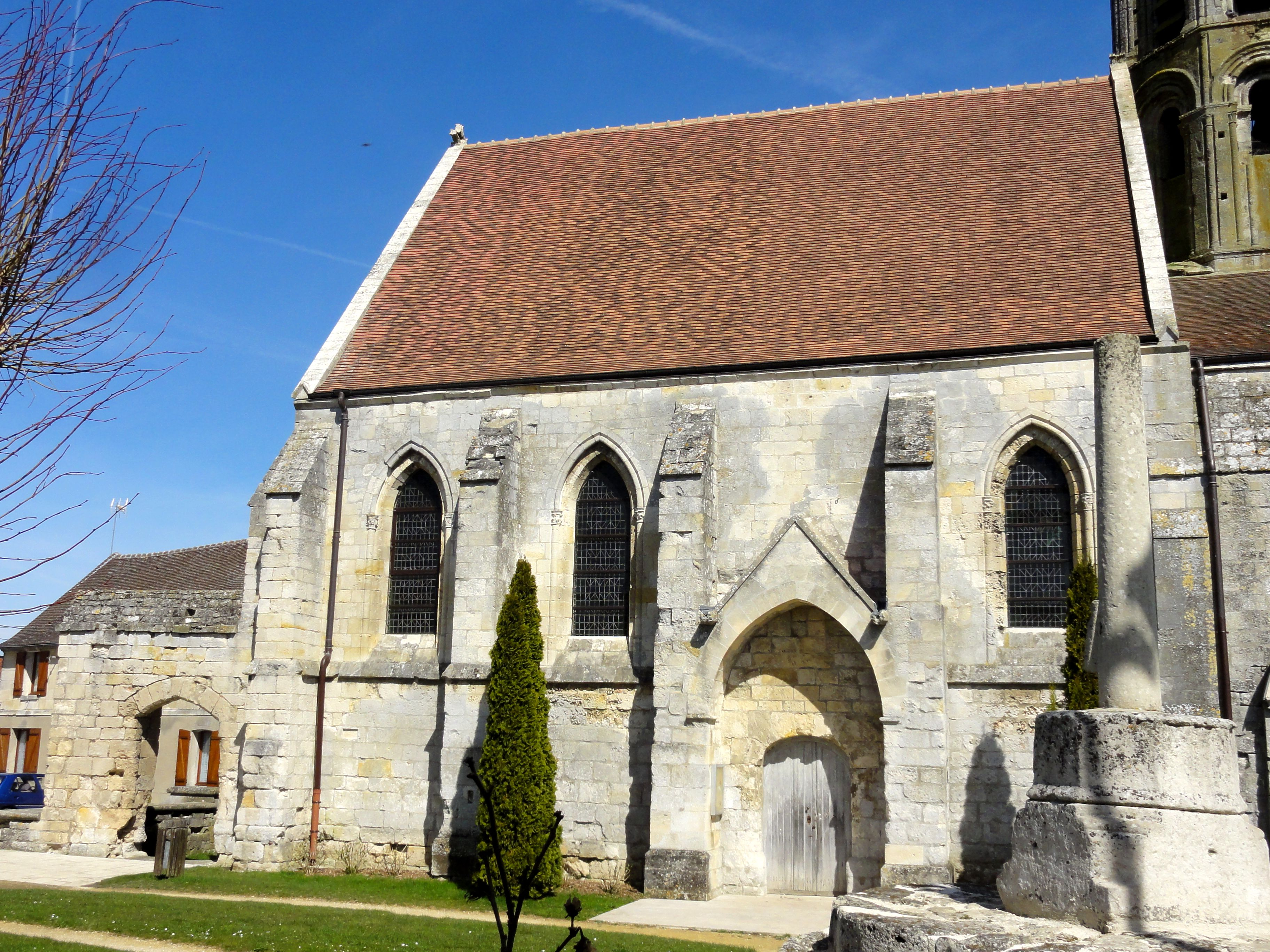
Collatéral sud et toit de la nef.

Seul le côté nord montre l'aspect primitif de l'édifice au XIIe siècle. Le bas-côté est percé de petites baies en plein cintre, sans aucune décoration et sans ébrasement. Son mur est couronné d'une corniche beauvaisine à fort relief, en grande partie refaite lors d'une restauration. Contrairement à l'usage général, les intervalles non sculptées de la corniche ne reposent pas sur des modillons sculptés en masques. Au niveau de chaque travée, un contrefort à glacis épaule le mur à l'endroit où retombent les poussées des ogives et doubleaux, pour le bas-côté comme pour le vaisseau central. Les fenêtres hautes de ce dernier, en plein cintre également, sont à double ébrasement (plus fort à l'intérieur qu'à l'extérieur) et soulignées d'un bandeau sous forme de sourcil. Au sommet du mur gouttereau, la corniche se présente sous la forme d'une série d'ovales doublement biseautés, dont les intervalles reposent sur des modillons sculptés en masques. Cependant, les sections refaites lors d'une récente restauration ne comportent plus ces modillons. Du côté sud, remanié au XIIIe siècle, de grandes fenêtres en tiers-point s'ouvrent dans l'axe de la première, de la seconde et de la quatrième travée. Leur archivolte torique repose sur deux colonnettes appareillées à chapiteaux, décor presque identique à la baie romane dans la façade de la nef, le cordon en pointe-de-diamant en moins. La troisième travée est occupée par un petit portail tout simple en cintre surbaissé, s'ouvrant sous un gâble refait lors d'une restauration. Il recouvre une arcade en tiers-point dont les piédroits forment un appareil homogène avec les contreforts. Ces contreforts sont largement saillants et se terminent par un long glacis. Ils sont dépourvus du larmier intermédiaire qui scande les trois autres contreforts au sud du bas-côté, et qui se poursuit sur les murs pour ne former qu'un avec les seuils des fenêtres, fortement inclinés.

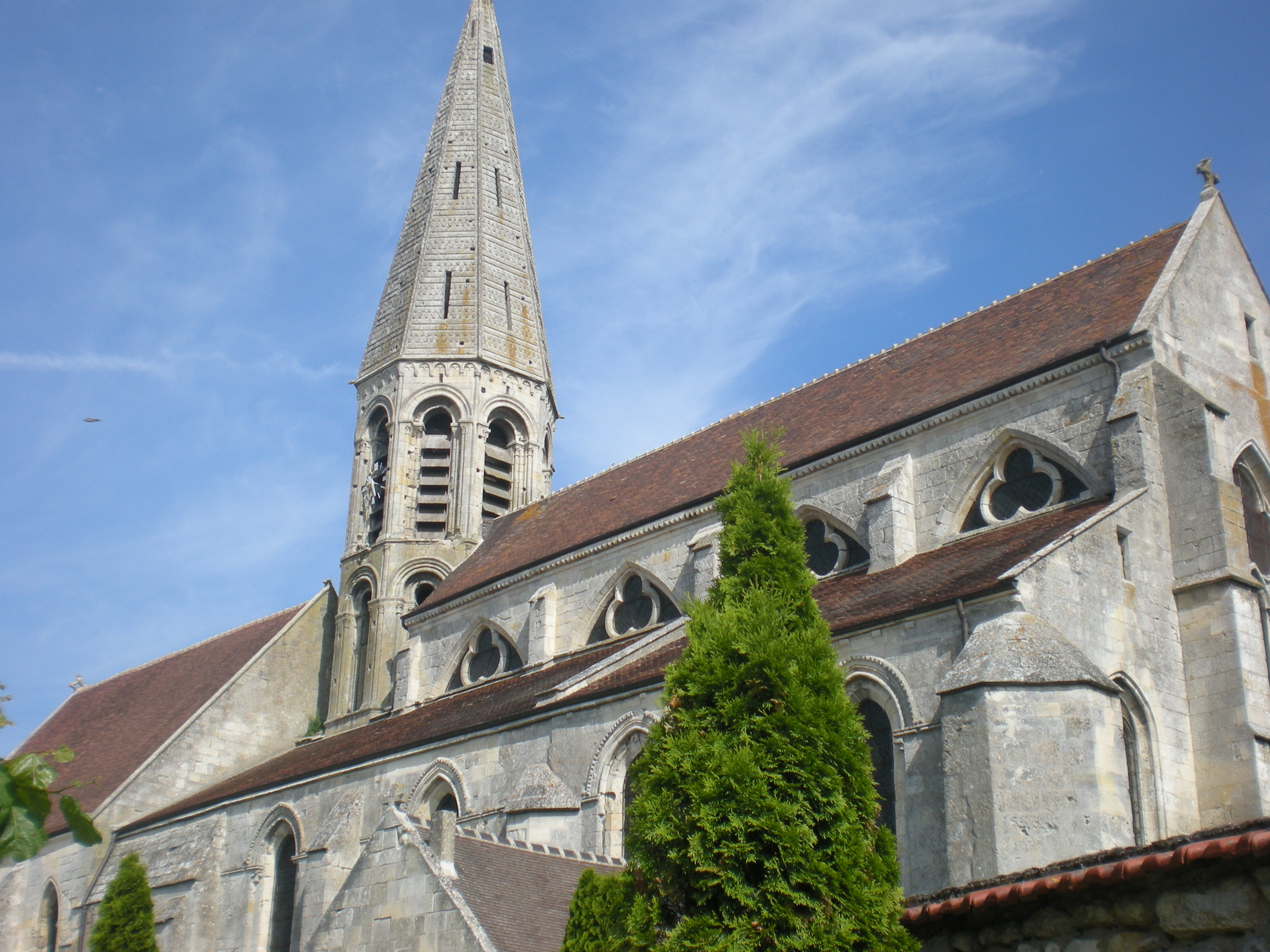
Façade méridionale.
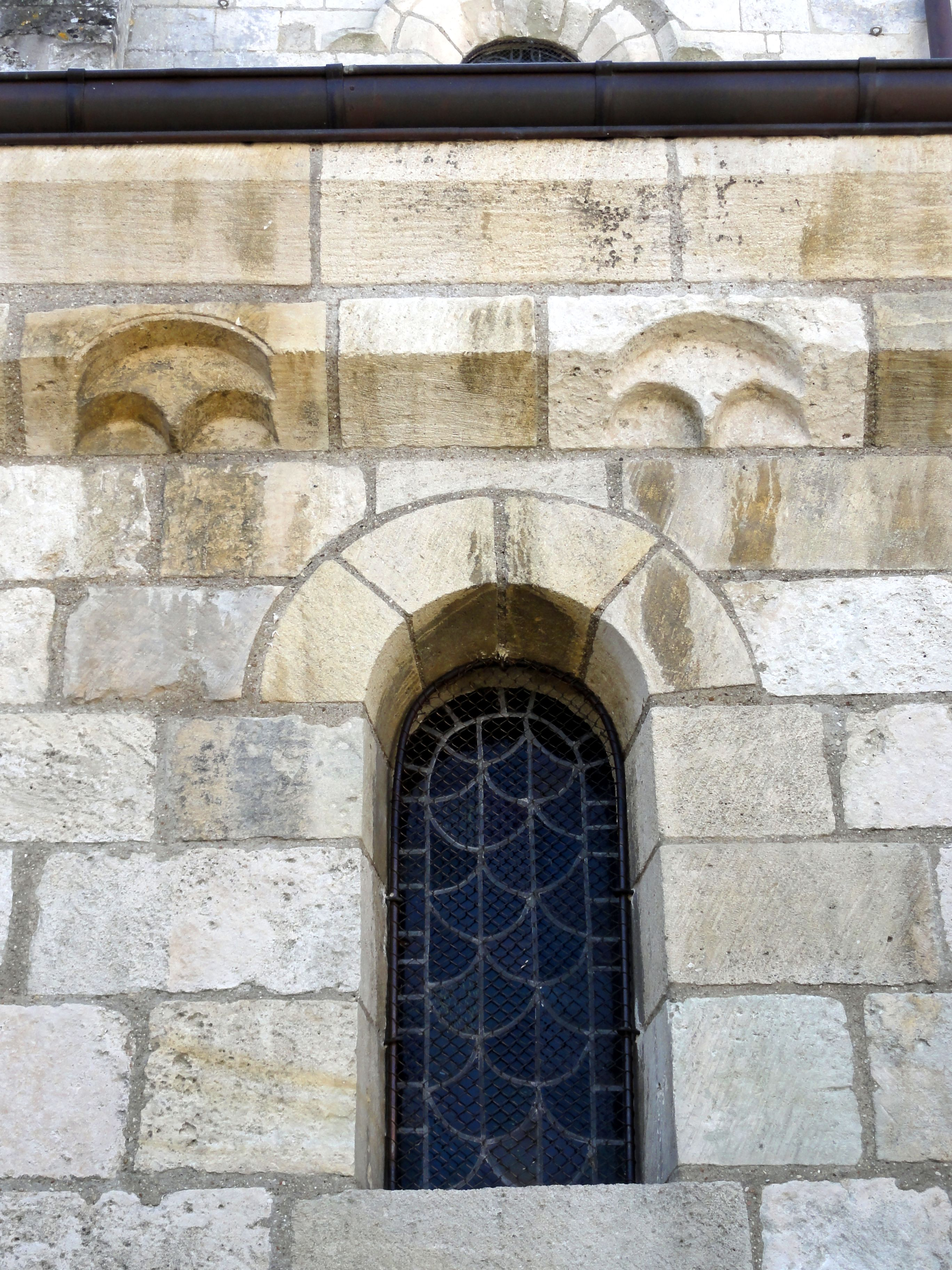
Fenêtre du bas-côté nord.
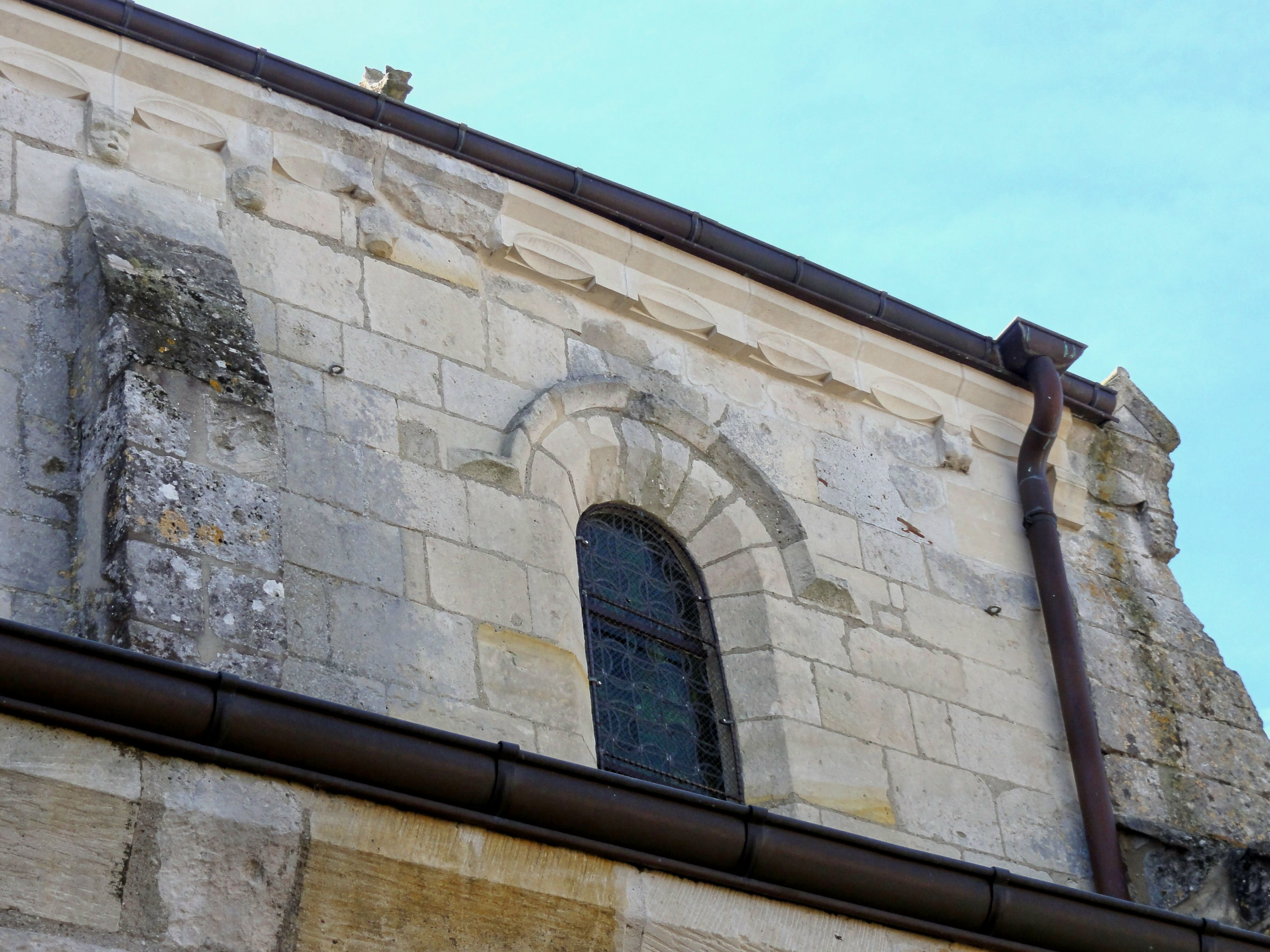
Fenêtre haute de la nef.
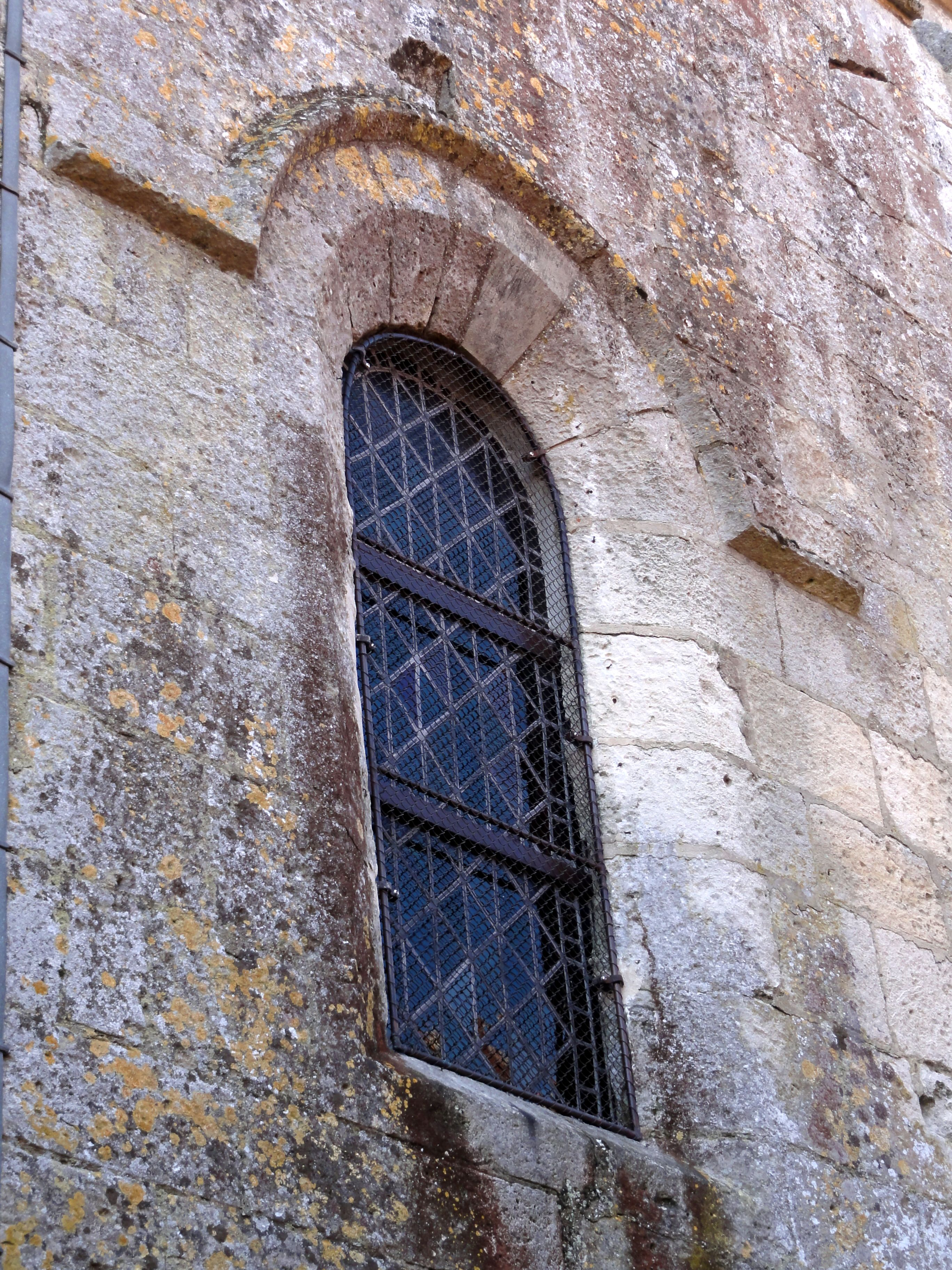
Fenêtre du croisillon nord.
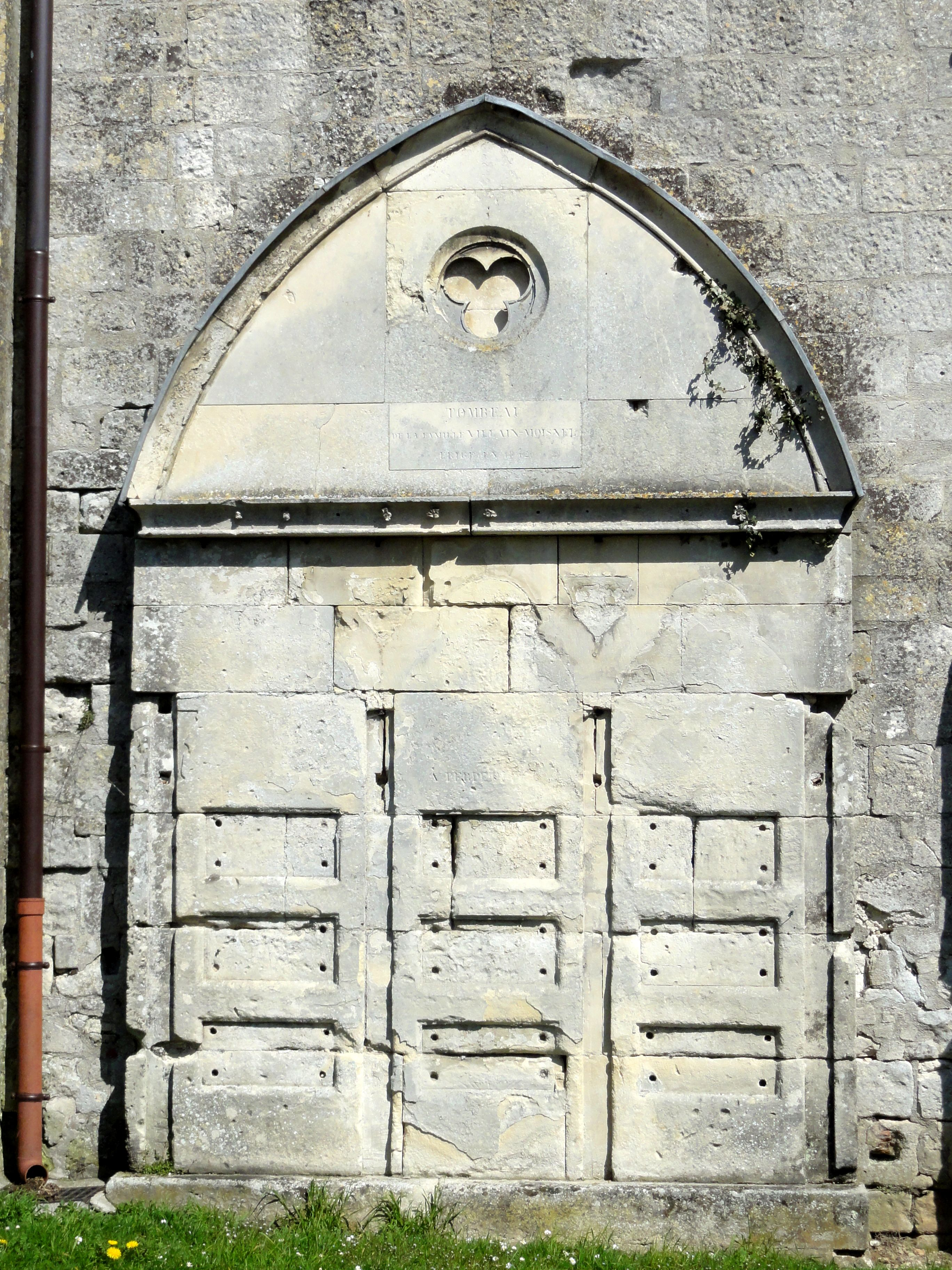
Aspect du croisillon sud.

#### Transept
Le transept a été profondément remanié au cours des siècles. À l'origine, les bras du transept avaient leur propre couverture (toit à double pente), comme le montre la présence de leurs anciens solins sur la souche du clocher. Au XIIIe siècle, les toitures des bas-côtés du chœur furent étendues sur le transept. Le croisillon nord fait légèrement saillie devant le mur du collatéral nord du chœur, mais pas devant celui du bas-côté nord de la nef. Il est flanqué de deux contreforts plus larges qu'épais, qui se terminent par une retraite en larmier, qui se prolonge en haut du mur d'un contrefort à l'autre. Ce larmier délimite un glacis qui recouvre le sommet du mur. Au-dessus, se prolongent la corniche et le toit du collatéral nord du chœur. Le contrefort oriental du croisillon reste toujours visible. Il est engagé dans l'appareil du mur du collatéral du chœur et prouve que l'ancien chœur devait être plus étroit. L'unique fenêtre du croisillon nord est similaire aux fenêtres hautes de la nef. La disposition est presque identique au sud, sauf que les contreforts sont plus simples, et que la fenêtre fait défaut. À sa place, s'élève un monument funéraire de l'ancien cimetière, datant de 1812 seulement mais profondément mutilé. Seule l'inscription mentionnant le nom de la famille reste en place,.

#### Chœur

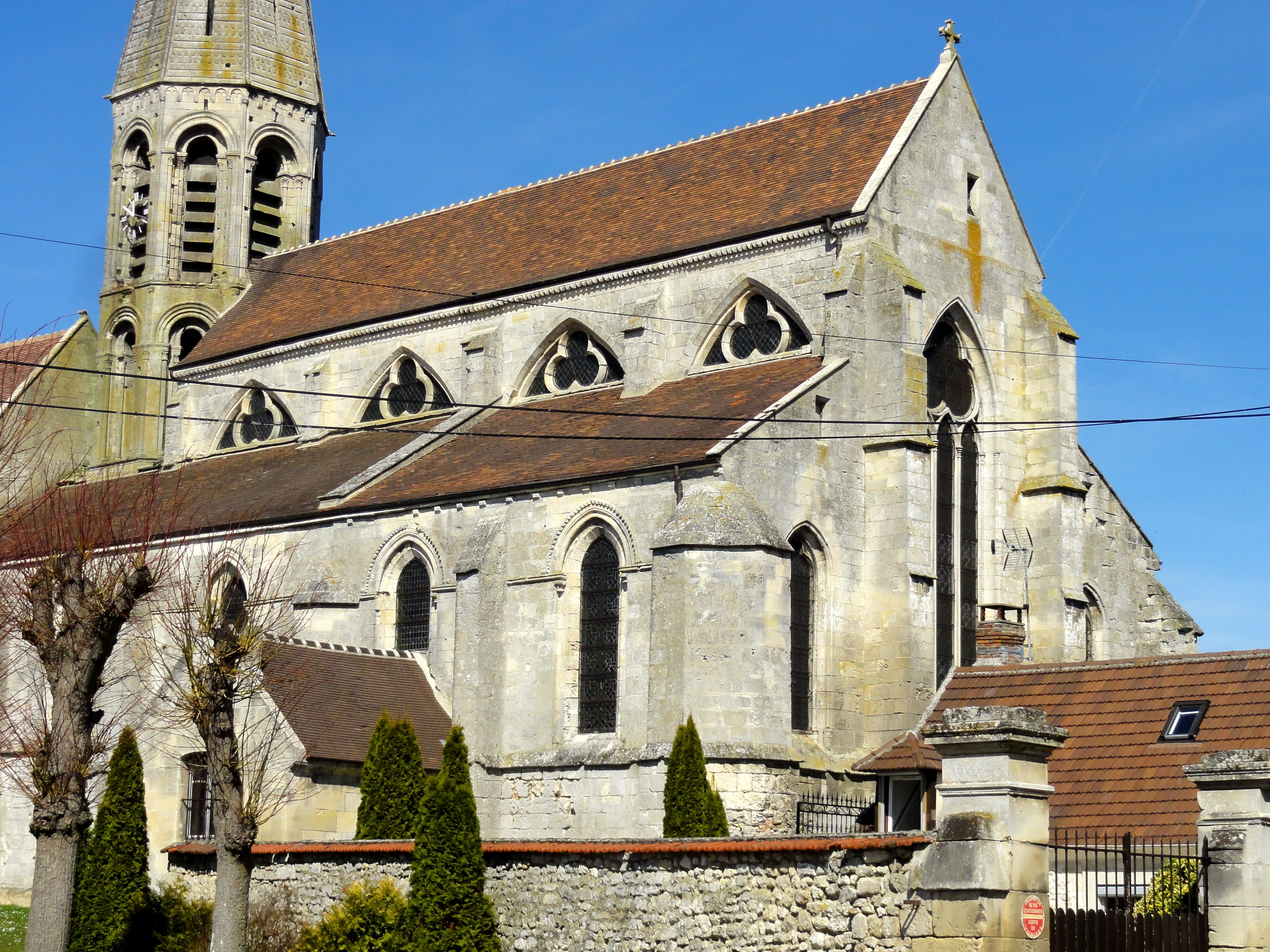
Chœur, vue depuis le sud-est.

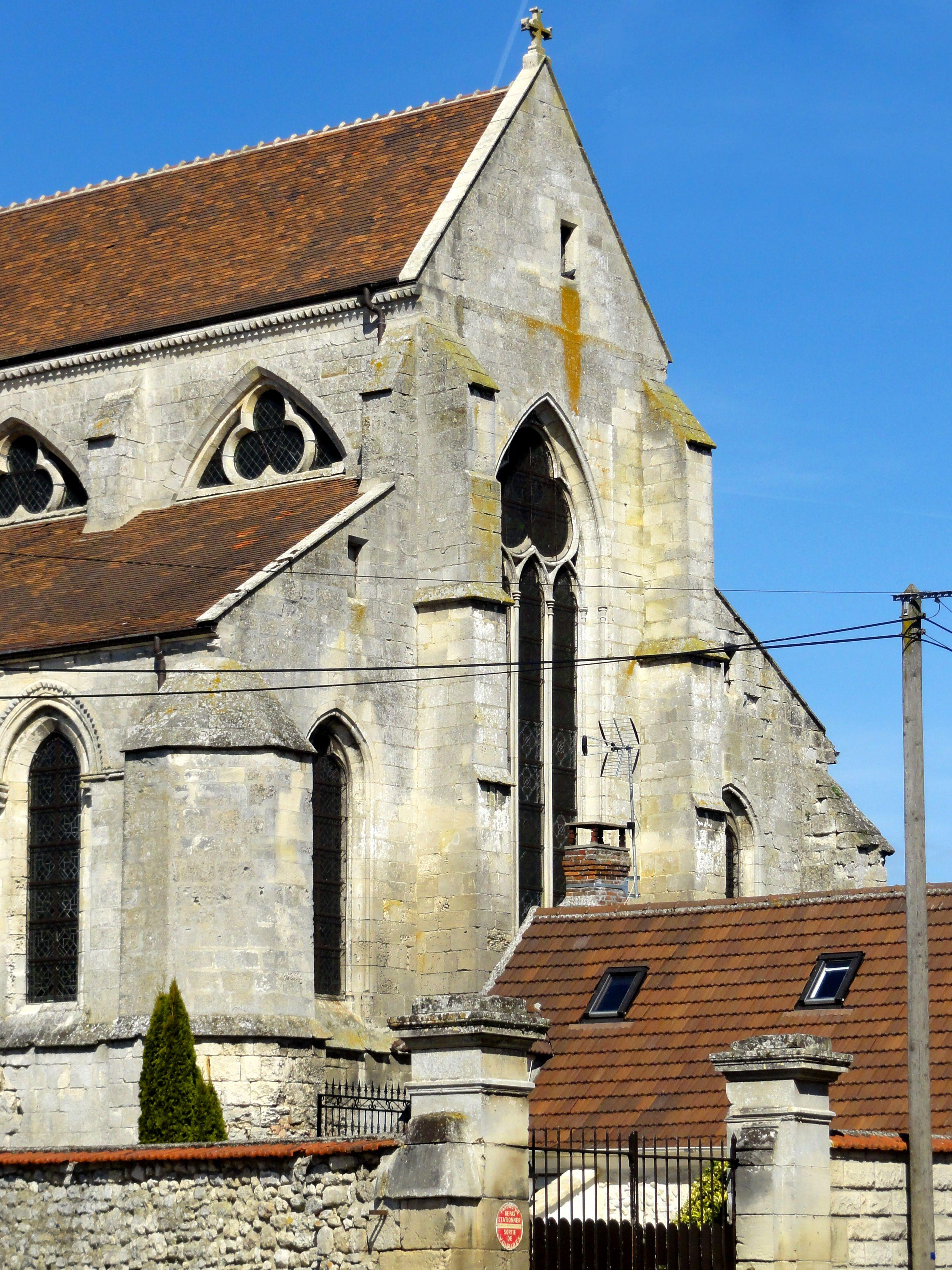
Chevet, vue depuis le sud-est.

Le chœur présente beaucoup plus d'unité extérieure, même si la trace de la reprise de la construction est visible entre la seconde et la troisième travée des collatéraux, où le toit comporte un pignon intermédiaire. Le côté sud, mieux conservé, malgré l'adjonction d'une sacristie, présente, dans l'axe de chaque travée, de grandes fenêtres en tiers-point surmontées d'archivoltes toriques ornées de pointes-de-diamant qui retombent sur des bandeaux moulurés au niveau des impostes. Dépourvues de remplage, ces fenêtres étaient initialement cantonnées de colonnettes, dont seuls les tailloirs des chapiteaux et les ébrasements restent en place, ainsi que partiellement les chapiteaux. Abstraction faite de leur arc en tiers-point, ces fenêtres sont très proches de la fenêtre romane tardive de la façade occidentale. Elles appartiennent au style gothique primitif, ce qui paraît logique pour les deux premières travées édifiées vers 1220, mais ce qui s'explique uniquement par un souci d'homogénéité pour les deux autres travées, d'une quinzaine d'années plus tardives. Le seuil des fenêtres se poursuit sur les murs sous la forme d'un court glacis, y compris sur les contreforts. Les deux travées plus anciennes ne comportent pas de corniche, et les deux autres présentent une simple corniche de corbeaux. Le contrefort à l'angle du chevet est particulier, car il est réuni au contrefort voisin par un mur en biais, si bien que ces deux contreforts ne forment qu'un. Comme concession au style résolument rayonnant de la vaste baie du chevet, la fenêtre orientale du collatéral sud a été dotée d'une tête trilobée, et l'on a renoncé aux colonnettes à chapiteaux et au cordon en pointe-de-diamant. Les fenêtres hautes sont chacune composées d'une simple ouverture de forme triangulaire recoupée en son centre par un grand trilobe. Une corniche en pointes-de-diamant court au sommet du mur gouttereau. Le chevet plat est éclairé par trois baies, la principale se situe au niveau du vaisseau central. Elle prend la quasi-totalité de la largeur et de la hauteur du mur oriental avec ses trois lancettes aux têtes trilobées peu prononcées et son vaste trèfle. Ce même dessin se rencontre aux chevets de Cramoisy, Rully et Saint-Martin-aux-Bois, certaines baies du bas-côté nord de la cathédrale de Senlis, et la baie de la chapelle nord de Saint-Christophe-en-Halatte. Les meneaux en délit sont très fins et munis de minuscules chapiteaux ronds seulement ébauchés, qui s'observent également sur la moulure qui entoure toute la fenêtre. Quant au collatéral nord, il est identique à son homologue au sud, et l'une des fenêtres a conservé ses deux colonnettes.

### Clocher

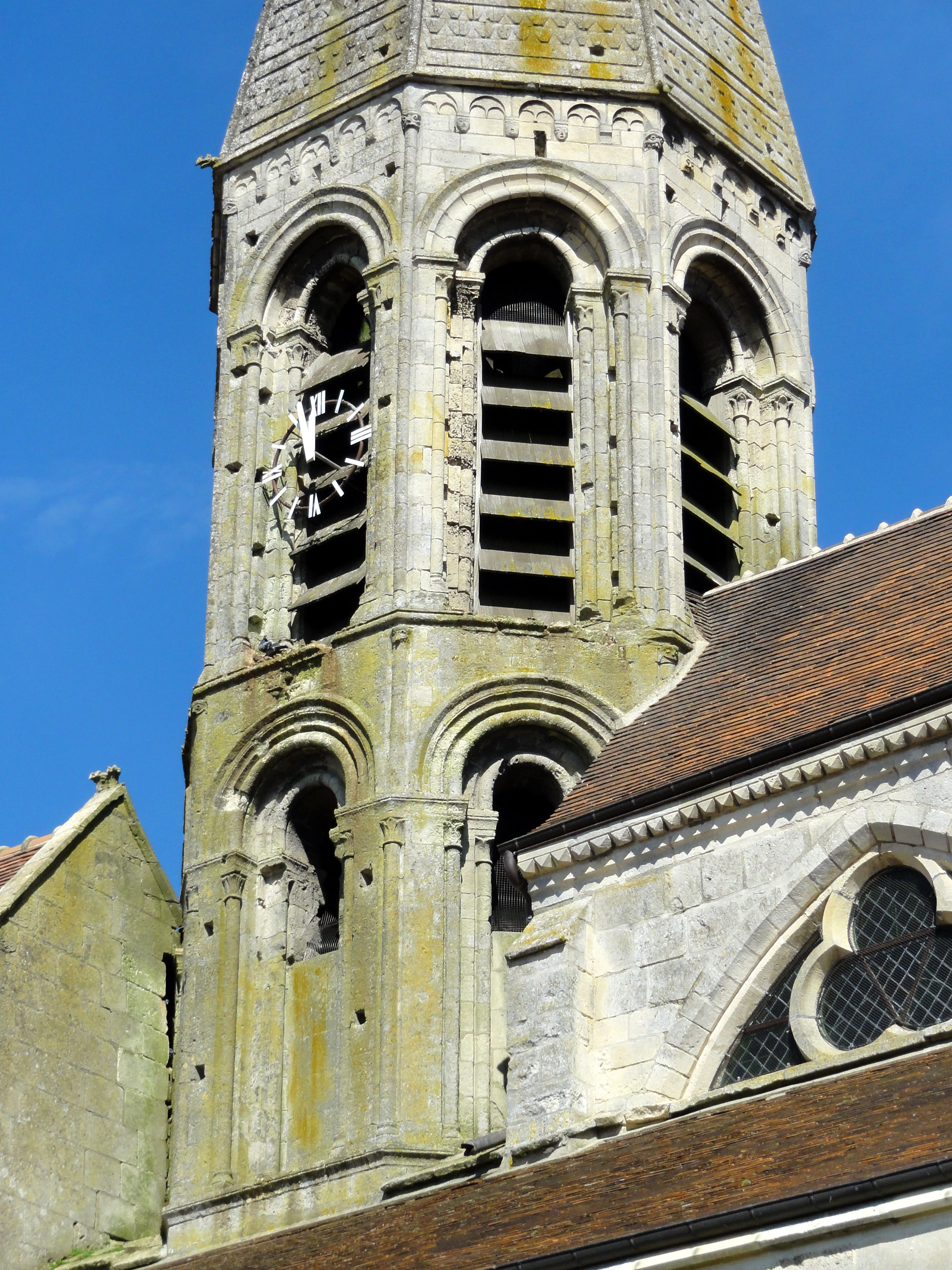
Le clocher, côté sud-est.

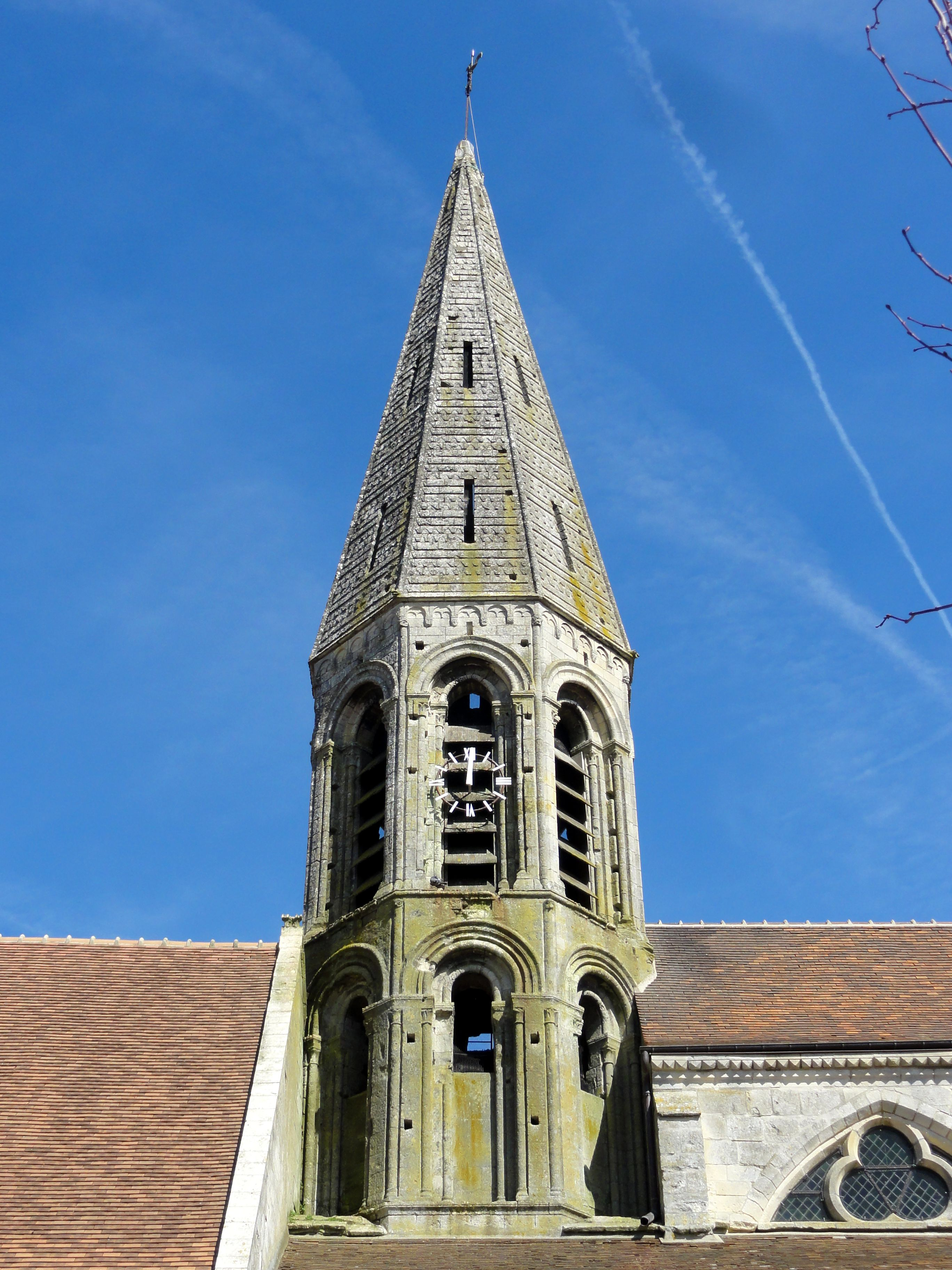
Vue depuis le sud.

Le clocher s'élève sur la croisée du transept, contemporain de la première campagne de construction. Haut de trente-deux mètres environ, il comprend trois niveaux : deux étages octogonaux totalisant neuf mètres, surmontés d'une flèche de pierre de douze mètres. Le premier étage est caché à l'est par le chœur, et partiellement dissimulé à l'ouest par le pignon commun de la nef et du bas-côté nord. Ce type de clocher, à un ou deux étages, se retrouve par exemple à Bouconvillers, Cauvigny, Foulangues, Lierville et Rieux (de façon mutilée) dans l'Oise, à Condécourt dans le Val-d'Oise ou encore à Feucherolles et Orgeval dans les Yvelines. Les auteurs s'accordent en disant que le clocher représente l'élément le plus remarquable de l'extérieur de l'église. Philippe Bonnet-Laborderie et Maryse Bideault / Claudine Lautier ne l'évoquent que sommairement. Selon eux, le clocher fait partie de la première campagne de travaux. Le premier auteur à fournir une description détaillée du clocher est Eugène Woillez, qui livre aussi le plus grand nombre de détails. Il ne se fixe pas sur une période de construction concrète, mais estime qu'il fut bâti alors que la plupart des autres parties de l'église étaient déjà édifiés, en parlant sans doute de l'église romane. Cette période serait donc le troisième quart du XIIe siècle. Pour Eugène Lefèvre-Pontalis, le clocher de Cambronne est l'une des tours octogonales les plus jeunes de la région, avec celui de l'église Saint-Éloi de Tracy-le-Val. Ce sont les arcs brisés des fenêtres de l'étage supérieur, utilisés plus tardivement pour les baies que pour les arcades et portails, et le faible relief de la corniche beauvaisine qui le lui indiquent. Il estime que la construction ne peut être datée avant 1160. Dominique Vermand a étudié le développement du relief de la corniche beauvaisine dans le contexte de sa monographie de l'église Saint-Nicolas d'Angy. Elle apparaît vers 1125 et s'efface dans la région peu après 1200. Vers 1150 / 1160, la saillie serait encore de cinq à six centimètres, comme à Angy, et pendant les dernières années, elle n'aurait plus une épaisseur que de deux à trois centimètres, comme à Foulangues. Dans ce cas, il faudrait encore repousser la date d'achèvement du second étage du clocher et de la flèche vers la fin du XIIe siècle. Eugène Müller envisage donc l'hypothèse que le remaniement de la voûte de la base du clocher et le renforcement des piliers orientaux s'explique par une reconstruction totale du clocher, la tour actuelle ayant donc eu un prédécesseur plus rudimentaire, peut-être carré.
Le clocher est accessible grâce à un étroit escalier en colimaçon dans l'angle entre bas-côté nord et croisillon nord, où se trouve la porte d'accès. Il faut ensuite traverser la voûte du croisillon nord et entrer dans le clocher par une baie de porte en plein cintre. Celle d'en face, conduisant vers les combles du croisillon sud, est rectangulaire, et il existe aussi la grande ouverture de cloches vers la nef. Le passage du plan carré vers le plan octogonal s'opère avant que le clocher n'émerge des toitures, grâce à quatre trompes en dessous des pans placés en biais. Il n'y a pas de plafond intermédiaire, et la flèche est entièrement creuse à l'intérieur. Eugène Woillez démontre par l'analyse de vestiges sous les combles que le toit initial de la nef ne devait pas cacher le clocher, et explique le remaniement des toitures de la nef et du bas-côté sud par la nécessité de mieux contrebuter le clocher, qui est effectivement dépourvu de contreforts. Les deux étages de baies ont comme points communs une baie par face, et une colonnette appareillé à chacun des huit angles, et se terminant par une tête grimaçante. Les baies du premier étage sont surmontées d'archivoltes moulurées, qui reposent sur des tabliers communs avec les colonnettes d'angle, puis sur les chapiteaux à feuilles d'eau de deux colonnettes. Par rapport à ces colonnettes, la baie proprement dite prend du recul et est moitié moins large. Elle est à son tour cantonnée de deux colonnettes à chapiteau identiques aux précédentes, et l'arc en plein cintre est décoré d'un gros tore, de la même épaisseur que les colonnettes. Un bandeau mouluré sépare le premier du second étage. Au niveau du second étage, les colonnettes d'angle ne sont pas interceptés par les tailloirs des chapiteaux des archivoltes, et ces dernières ainsi que les baies elles-mêmes prennent une largeur plus importante, qui correspond à la largeur maximalement possible pour les archivoltes. En plus, les baies du second étage sont en arc légèrement brisé. Les murs du second étage se terminent par la corniche beauvaisine déjà mentionnée. Certains angles sont encore garnis de petits chimères nettement saillants, qui ne sont pas des gargouilles, car il n'y a point de gouttière. Les huit faces de la flèche en pierre sont séparées par des arêtes et décorées, au niveau de chaque troisième et quatrième assise, par des écailles triangulaires. Chaque face est également percée de deux étroites ouvertures rectangulaires superposées,,,,.

### Intérieur

#### Bas-côté sud

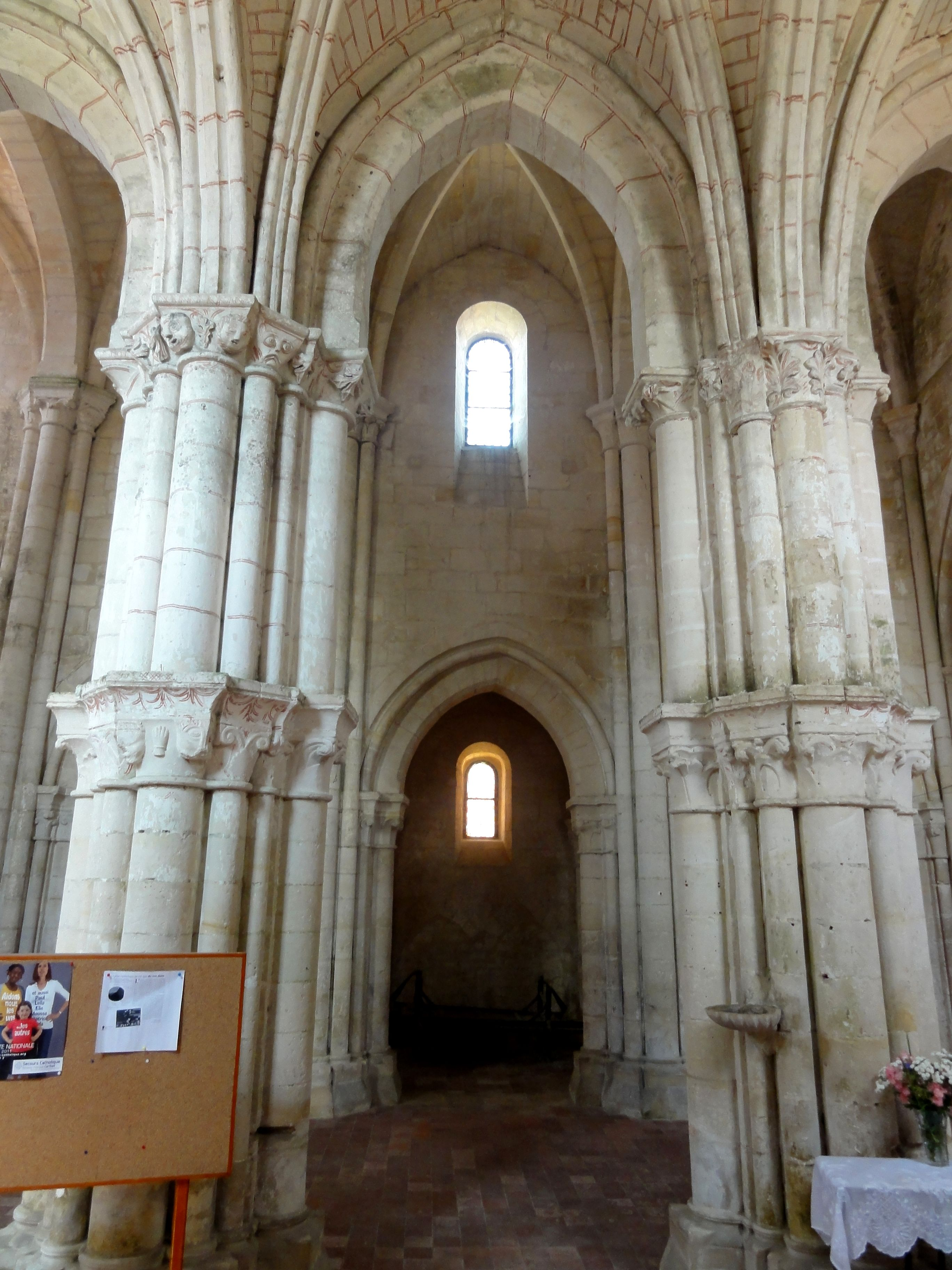
Troisième grande arcade du sud, face au portail méridional.

C'est par le bas-côté méridional que l'on entre habituellement dans l'église. Élargie et surélevée vers 1220 lors de la troisième campagne de construction, c'est la partie la plus inhabituelle et la plus déroutante de l'édifice. Curieusement, l'on a superposé aux colonnes et chapiteaux des piles composées du XIIe siècle des piles similaires, dont certains chapiteaux proviennent des supports contre l'ancien mur du sud, qui a été démoli du fait de l'élargissement. D'après Philippe Bonnet-Laborderie et Maryse Bideault / Claudine Lautier, certains chapiteaux du XIIIe siècle pastichent purement et simplement ceux du siècle précédent. Leur analyse reste partielle, et ils n'entrent pas dans les détails. Eugène Müller écrit au même sujet : « Les chapiteaux de ce nouvel ordre laissent voir à côté de feuilles de nénuphar, de gouet, de chêne, de trèfle, de fougère, de vigne même dont l'apparition annonce le premier quart du XIIIe siècle, certains détails, mains, tête grimaçante, personnage (jongleresse) dansante sur les bras, dont le faire brutal et d'une barbarie perfectionnée (Eugène Woillez) est comme un pastiche du roman avoisinant ». — Les piles « rallongées » reçoivent les retombées des grandes arcades, doubleaux et ogives, dont le profil est tout à fait comparable à celui des voûtes des deux premières travées occidentales du chœur, à savoir deux boudins séparés par une arête. Ces voûtes sont dépourvues de clés de voûte apparentes. Le long du mur méridional, les doubleaux et ogives retombent sur des faisceaux d'une colonne et de deux colonnettes dont les chapiteaux de crochets reflètent parfaitement la période de construction. Les formerets ne disposent pas de supports propres. Dans les angles sud-ouest (au revers de la façade) et sud-est, une seule colonne à chapiteau a été logé. Comme son homologue au nord qui n'a pas subi de transformations majeures, le bas-côté sud a été conçu d'emblée pour être voûté d'ogives. En effet, les piles au noyau cruciforme des grandes arcades comportent dans chacun des quatre angles deux colonnettes, soit huit au total, dont quatre pour les doubleaux secondaires des grandes arcades et quatre pour les ogives. Les chapiteaux ont tous des tailloirs rectangulaires ou carrés, et ceux destinés aux ogives sont placés de façon oblique pour répondre aux lignes diagonales décrites par les ogives. Il n'est plus possible de déterminer si les voûtes d'ogives de la période romane ont jamais été exécutées dans le bas-côté sud. Restent à remarquer deux arcatures aveugles en plein cintre dans le mur occidental du bas-côté, décorés simplement d'un chanfrein et dépourvues de colonnettes et chapiteaux. Une petite fenêtre romane au double ébrasement subsiste au-dessus, débouchée sans doute par Paul Selmersheim. Sinon, l'éclairage du bas-côté est assuré par quatre fenêtres à lancette simple en tiers-point, une à l'ouest et trois au sud. Intérieurement, ces fenêtres sont décorées par un tore aux bases octogonales, qui harmonise avec le profil des formerets situés à proximité,,.

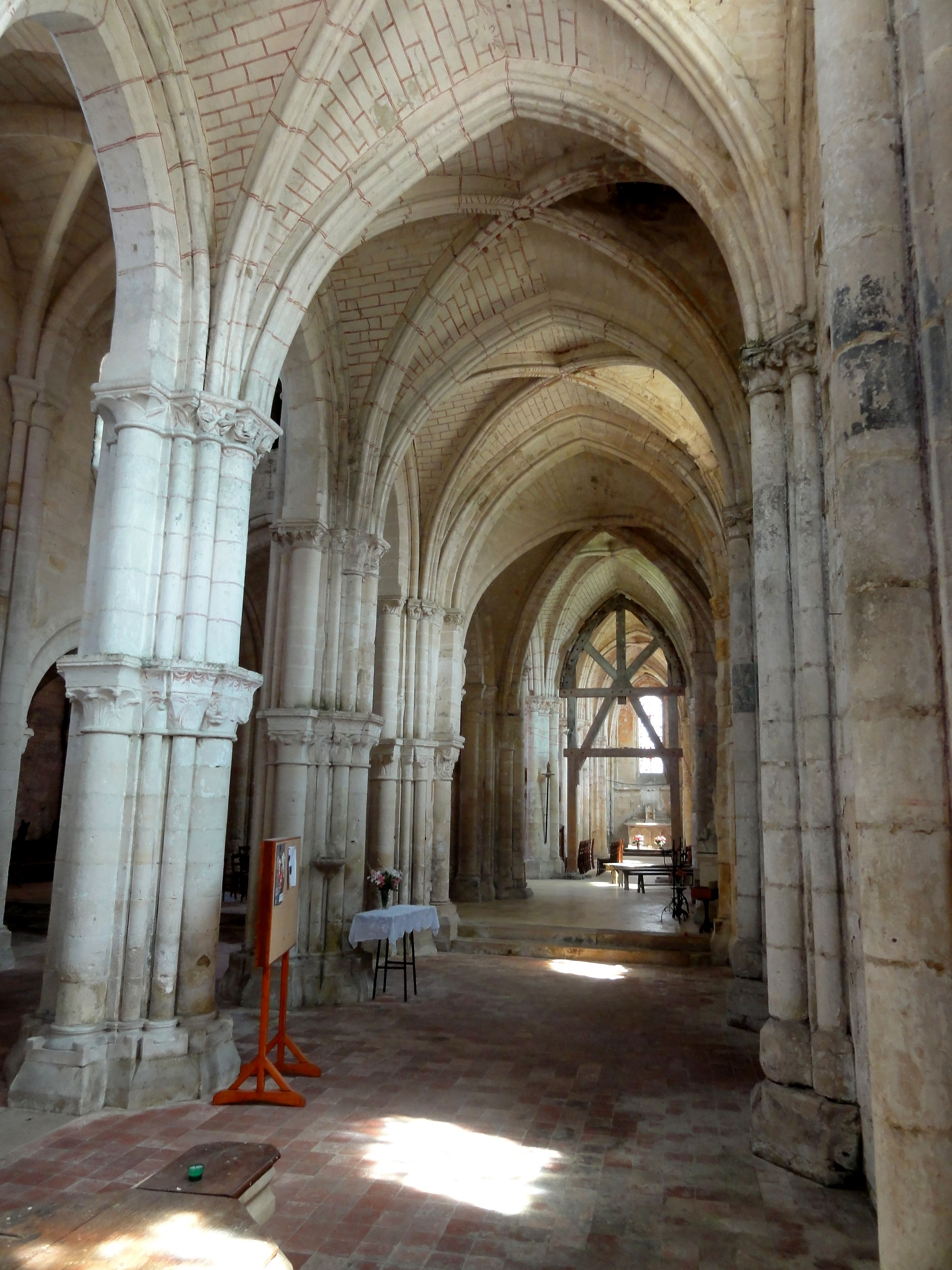
Bas-côté sud, vue vers l'est depuis la première travée.
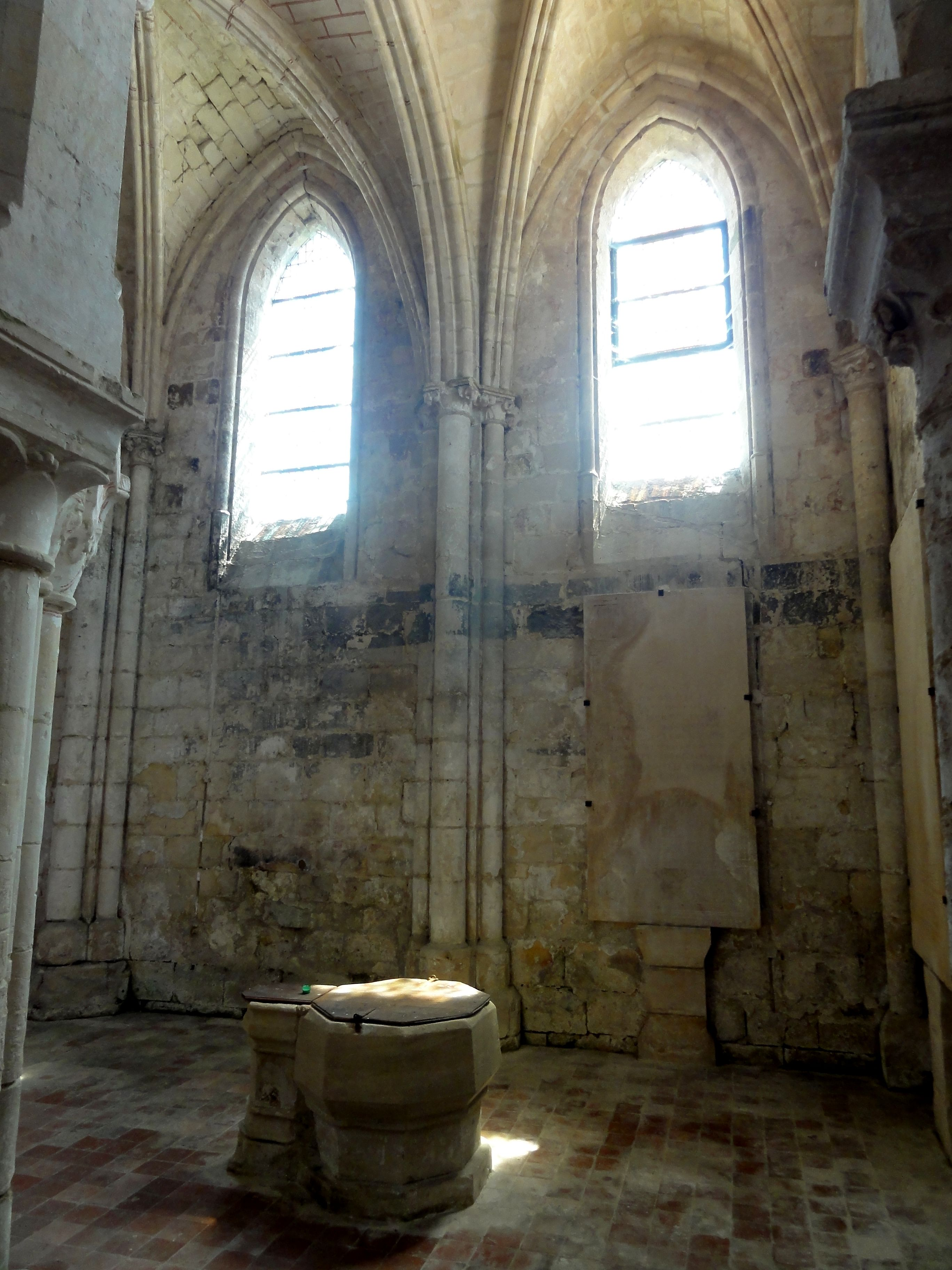
Fenêtres et murs des deux premières travées.
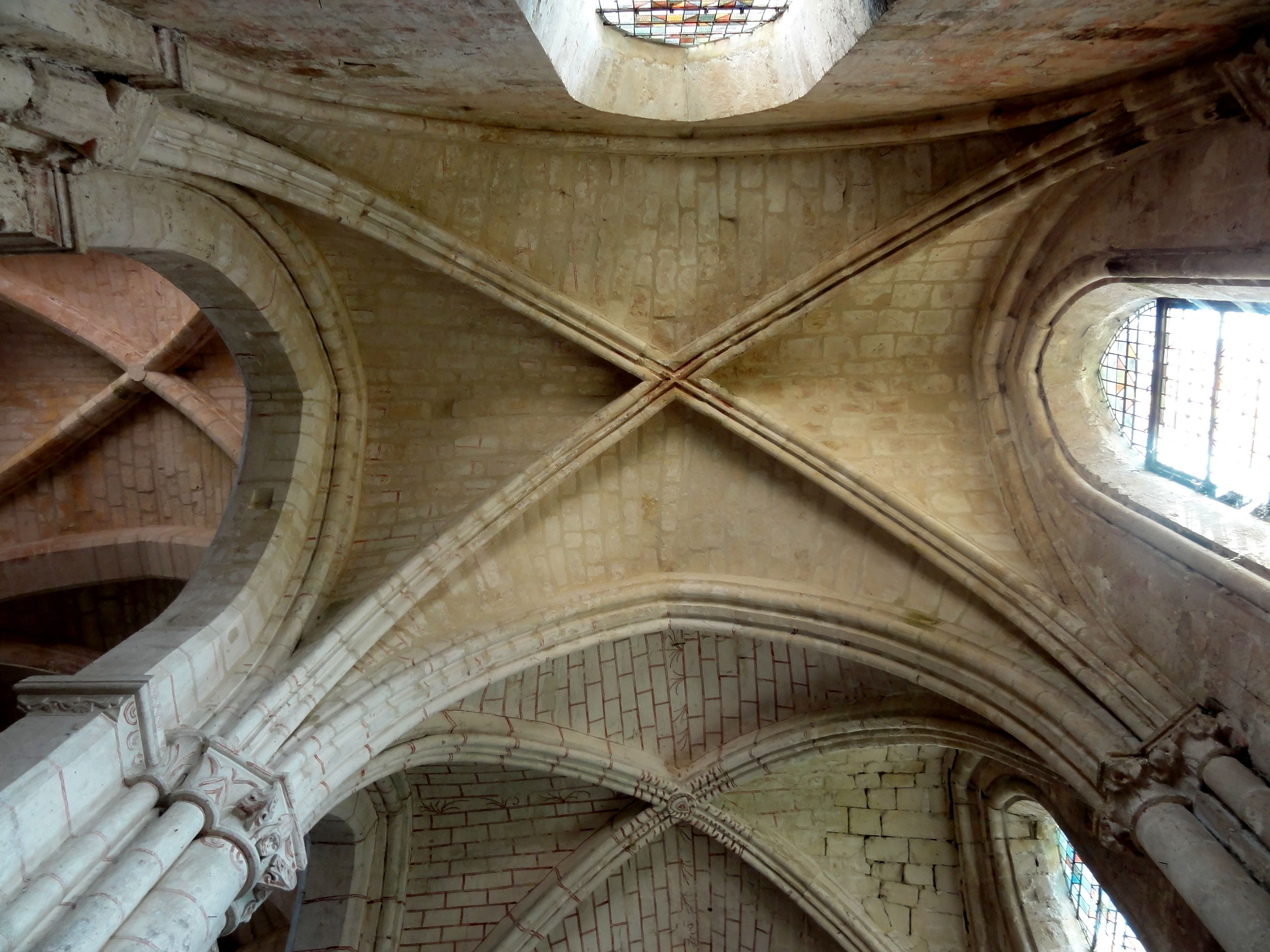
Voûte de la première travée.
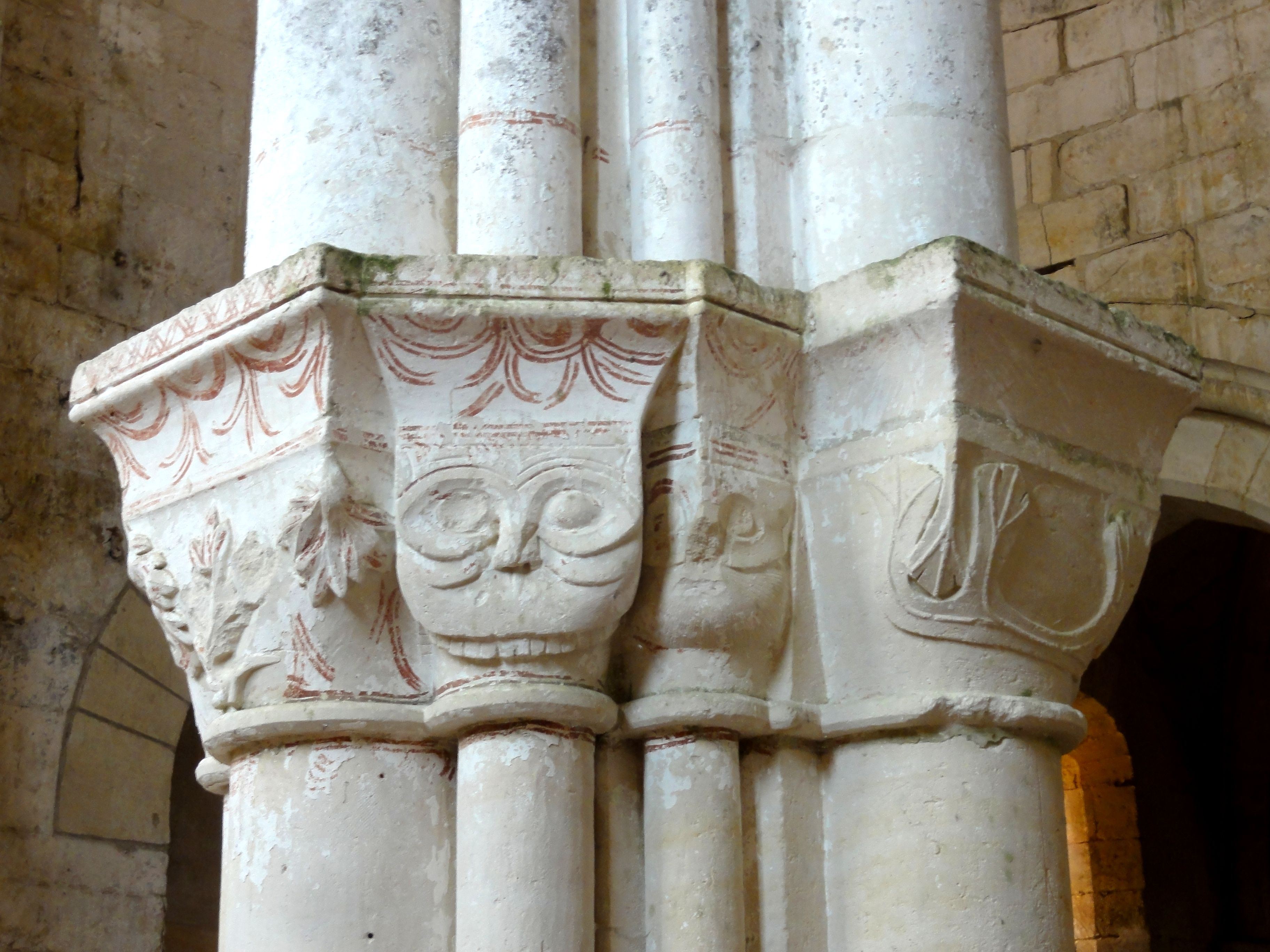
Exemple des chapiteaux du 1er ordre (années 1130).
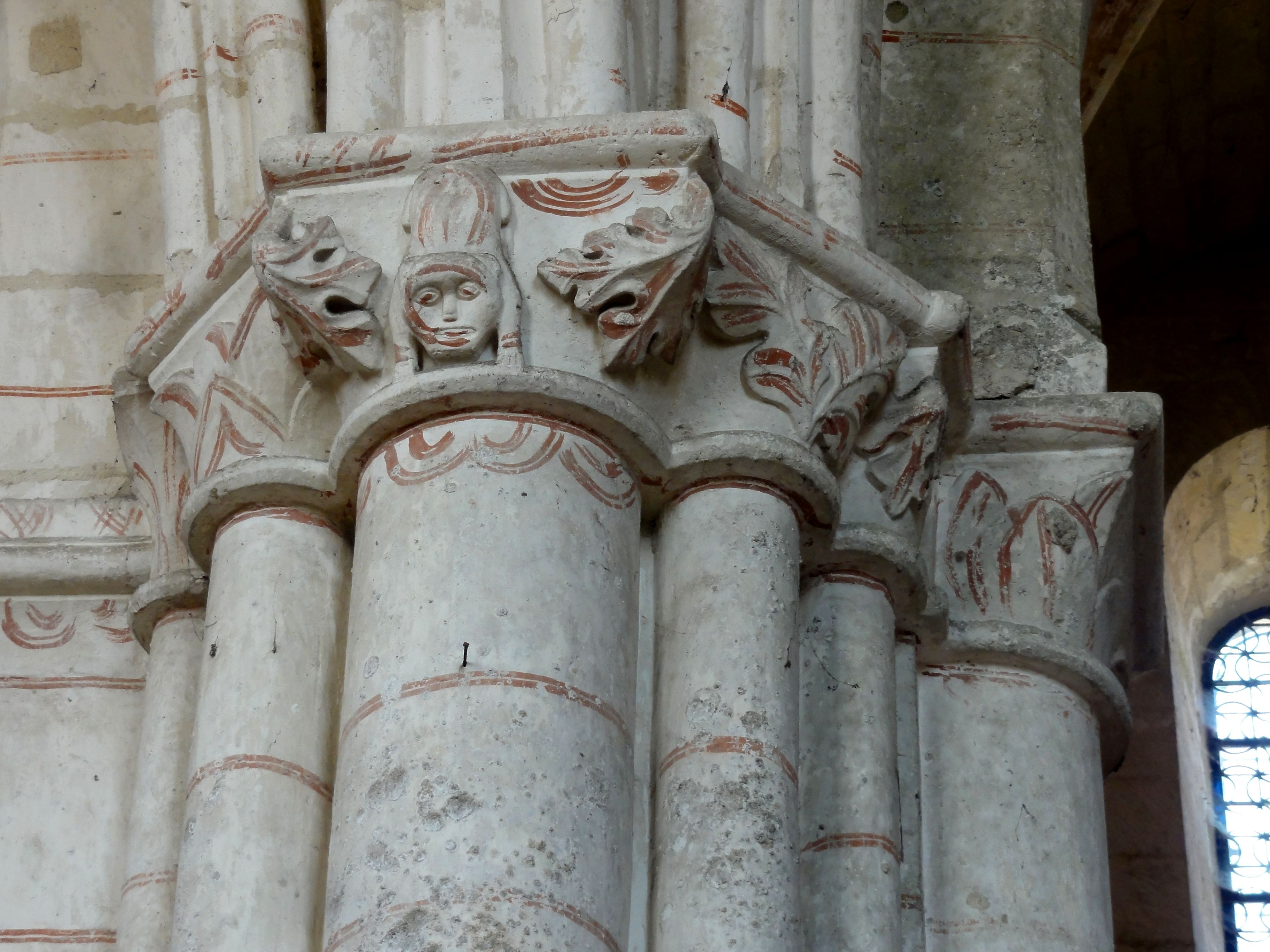
Exemple des chapiteaux du 2e ordre (vers 1220).
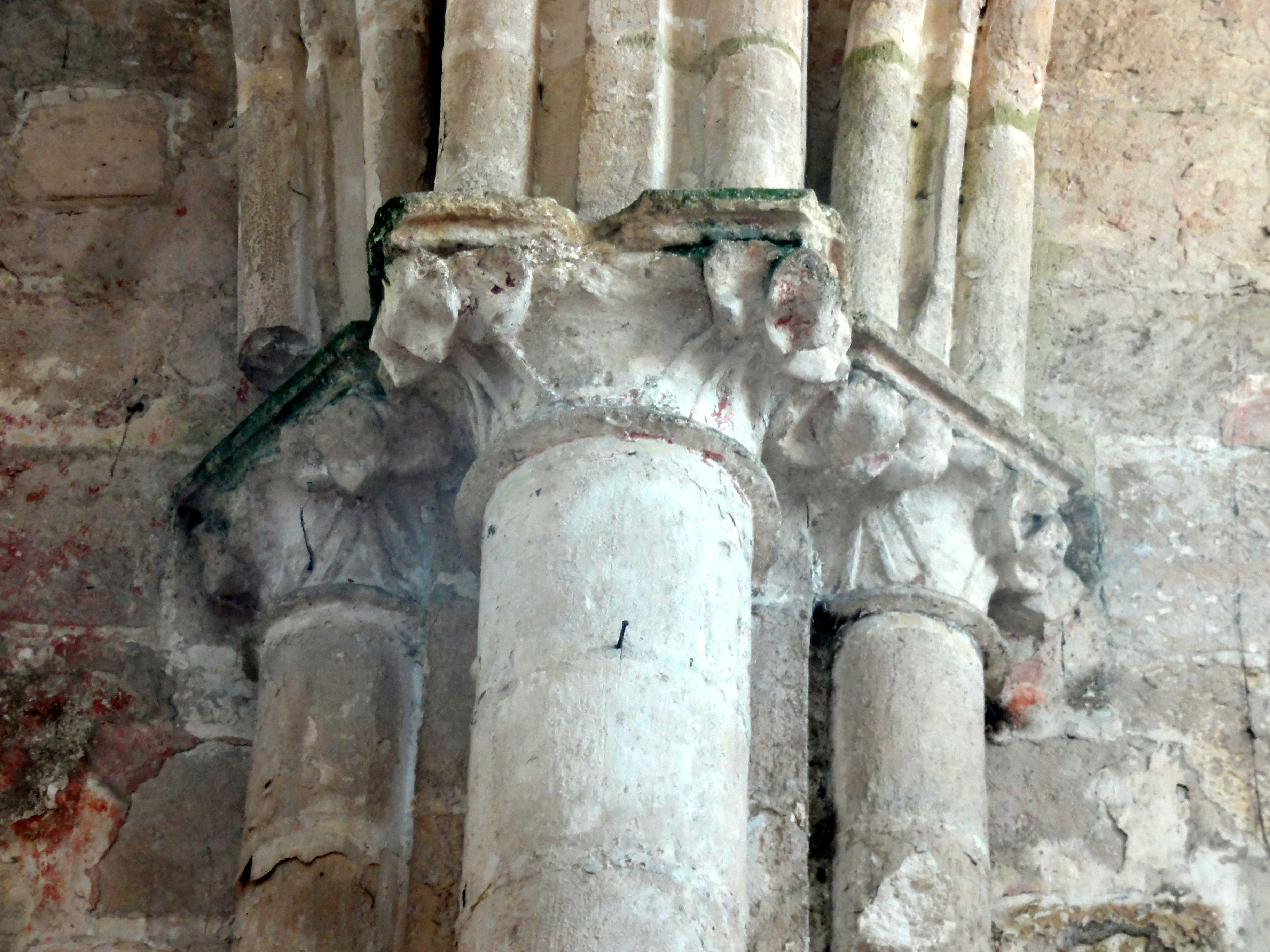
Chapiteaux contre le mur sud (vers 1220).

#### Nef

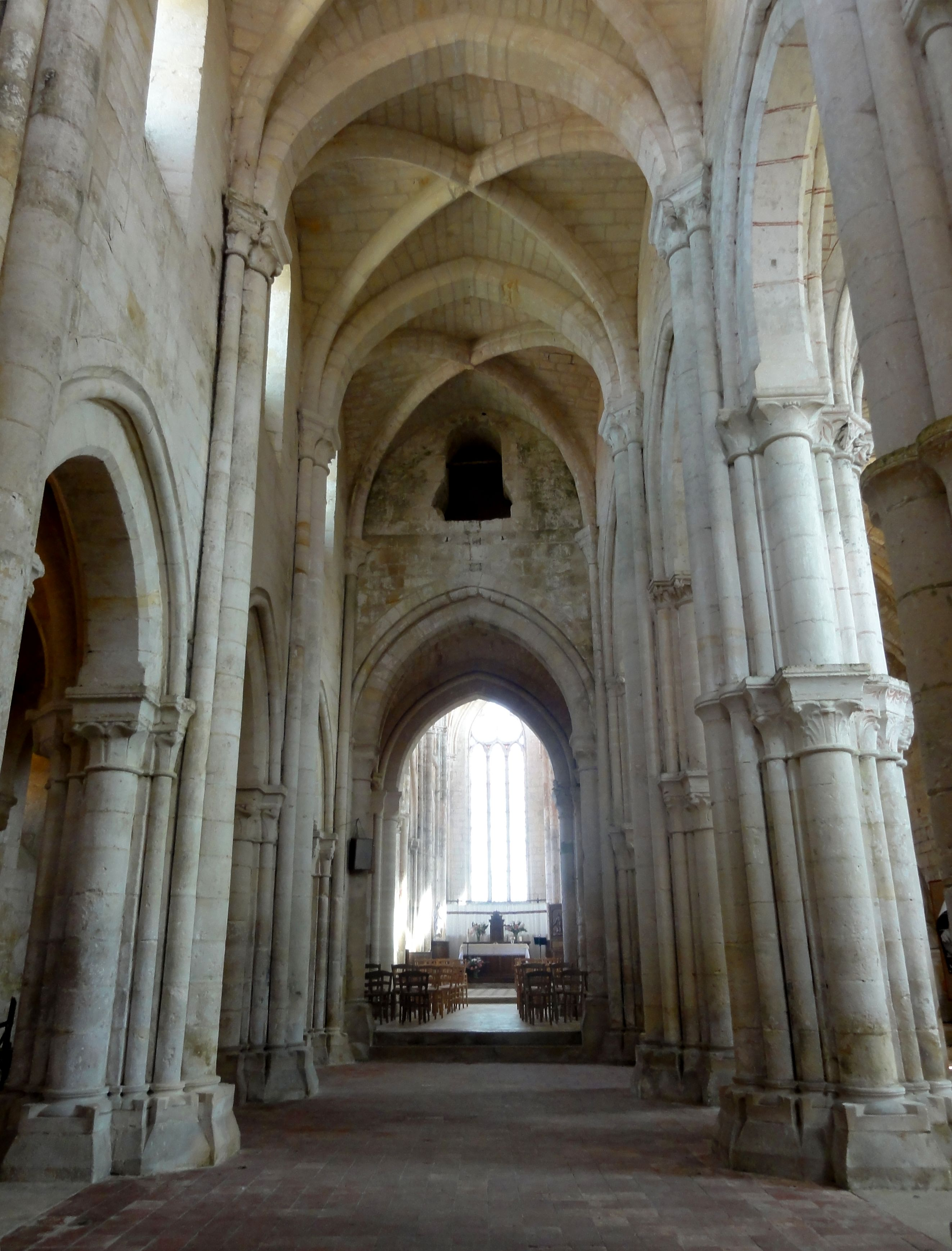
Nef, vue vers l'est.

En entrant dans la nef par le bas-côté sud, l'on est surpris par ses dimensions réduites en comparaison avec ce premier. D'après Philippe Bonnet-Laborderie, elle aurait pourtant été exhaussée dès le milieu du XIIe siècle, comme le prouveraient les traces des anciennes fenêtres hautes sur le mur gouttereau sud, visibles dans les combles du bas-côté sud. Maryse Bideault et Claudine Lautier ne reprennent pas tout à fait cette hypothèse et estiment que la nef n'aurait reçu ses voûtes, pourtant initialement prévues, que peu avant le milieu du XIIe siècle. Eugène Woillez abonde dans le même sens, car il parle aussi d'un exhaussement tout en insistant sur le caractère strictement identique des deux murs latéraux de la nef : il n'y a pas eu de fenêtres hautes différentes de celles toujours en place au nord. L'exhaussement ne porterait donc que sur les lunettes des voûtes. En tout cas, les anciennes fenêtres hautes du sud sont invisibles depuis l'intérieur de la nef. Par contre, elles subsistent au nord, et une baie béante s'ouvre à l'est dans la base du clocher : en l'absence de trou de cloches dans la voûte de la croisée, elle servait à remonter les cloches. En haut du mur occidental, une grande baie de style roman tardif procure un éclairage supplémentaire. La nef reste pourtant assez sombre, car bien peu de lumière entre par le bas-côté nord, qui a conservé de petites fenêtres romanes, qui donnent de surcroît presque immédiatement sur le mur d'enceinte d'une propriété voisine. Contrairement à la baie occidentale de la période 1145 / 1150 qui est plein cintre, les grandes arcades du nord sont déjà brisées, et celles du nord affichent un profil en tiers-point prononcé. Dans les deux cas, les grandes arcades se composent de deux rangs de claveaux, dont le rang inférieur est simplement chanfreiné, et dont le rang supérieur est plus soigneusement mouluré au sud qu'au nord. Comme déjà évoqué, les piles des grandes arcades ont un noyau cruciforme. Leurs quatre extrémités servent de dosserets aux demi-colonnes qui supportent les grandes arcades et les doubleaux de la nef et des bas-côtés, et deux colonnettes sont logées dans chaque angle. Du côté de la nef, une de ces colonnettes sert d'appui aux doubleaux secondaires des grandes arcades, et l'autre monte jusqu'aux chapiteaux du second ordre, à côté de la colonne engagée correspondant au doubleau. Du côté des grandes arcades du sud, ces colonnes et colonnettes sont curieusement scandés par des ébauches de chapiteaux au niveau des chapiteaux des arcades d'origine : apparemment, l'exhaussement des arcades n'a pas été techniquement possible sans enlever provisoirement la partie supérieure de ces colonnes et colonnettes. Voûtée vers 1145 / 1150 selon les dispositions prévues vers 1130, la nef ne possède pas de formerets, et les chapiteaux destinés aux ogives sont placés en biais comme dans le bas-côté sud. Les doubleaux ont le même profil que le rang inférieur de claveaux des grandes arcades, et le profil des ogives est également très simple, à savoir d'un gros tore en forme d'amande,,.

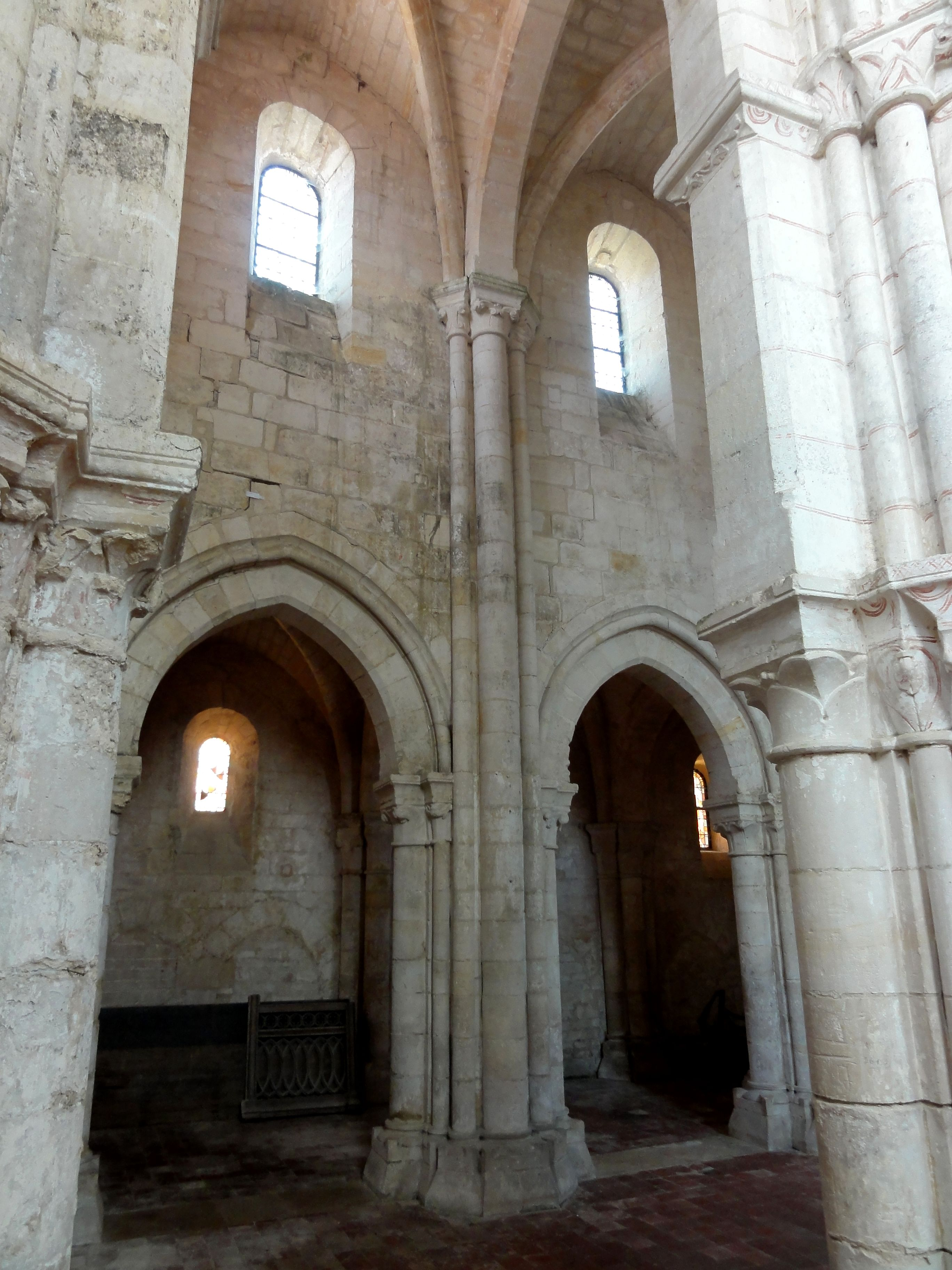
Élévation nord.
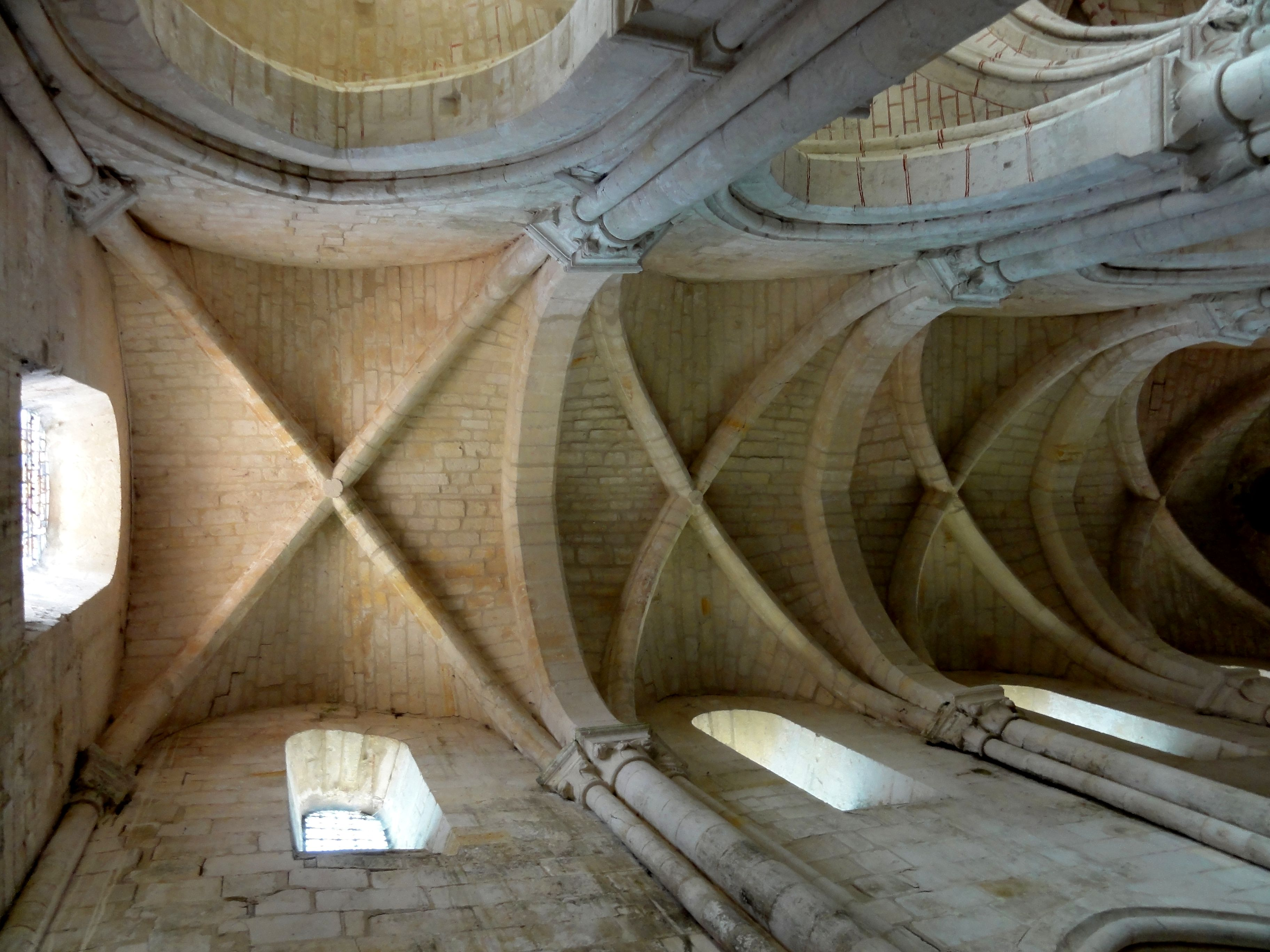
Voûtes de la nef.
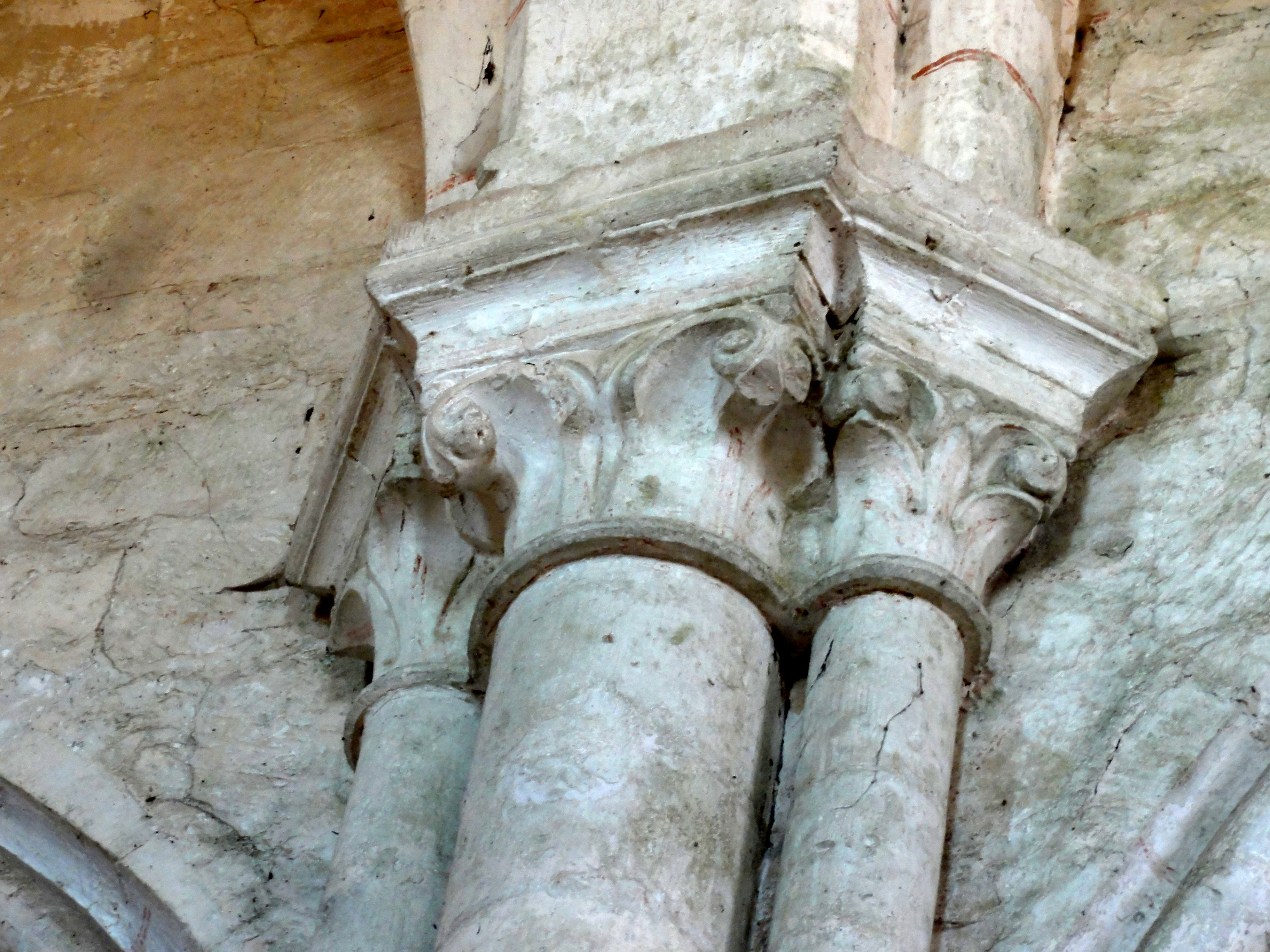
Chapiteaux du second ordre contre le mur sud.
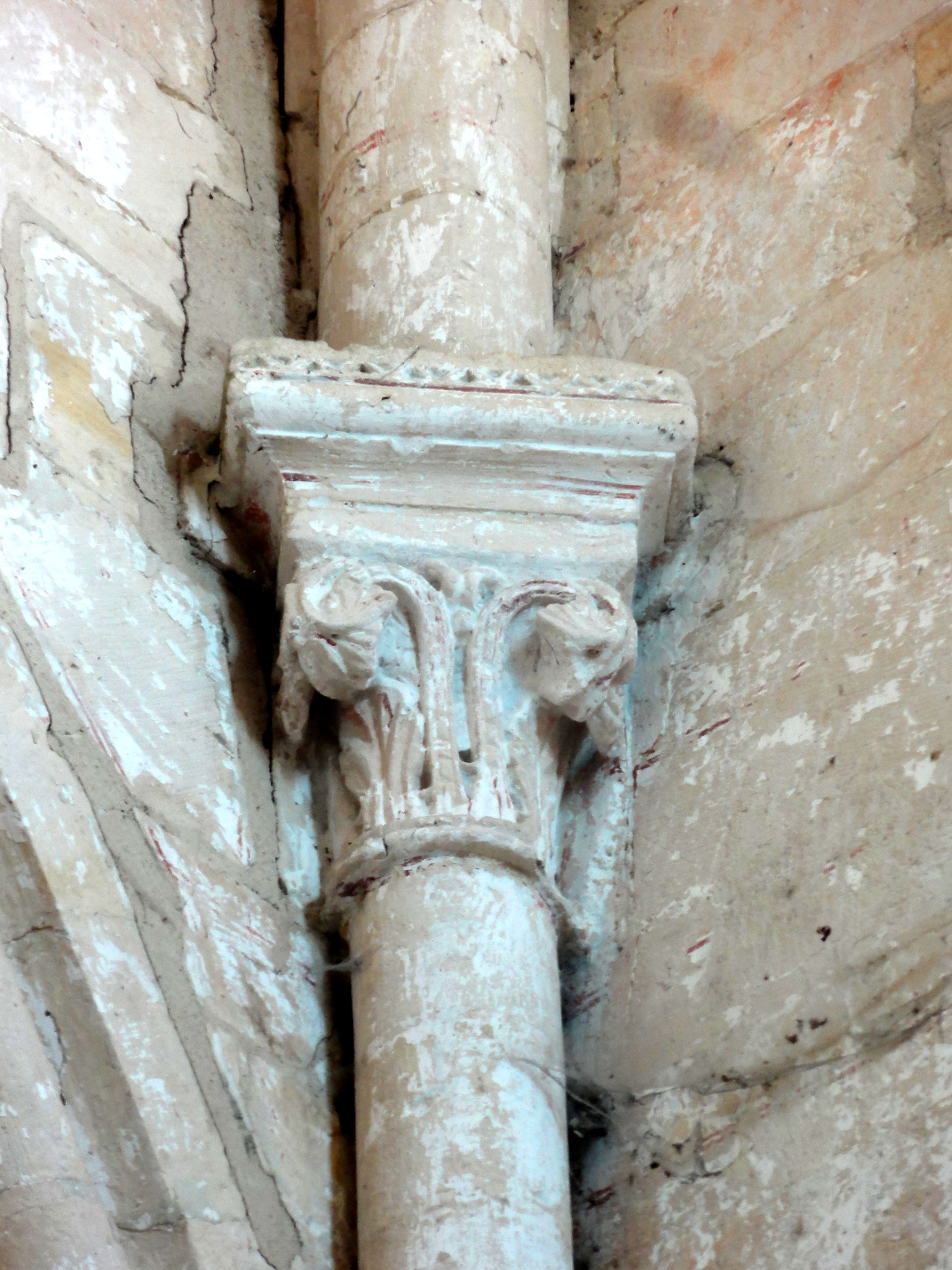
Chapiteau du 2e ordre dans l'angle nord-ouest.
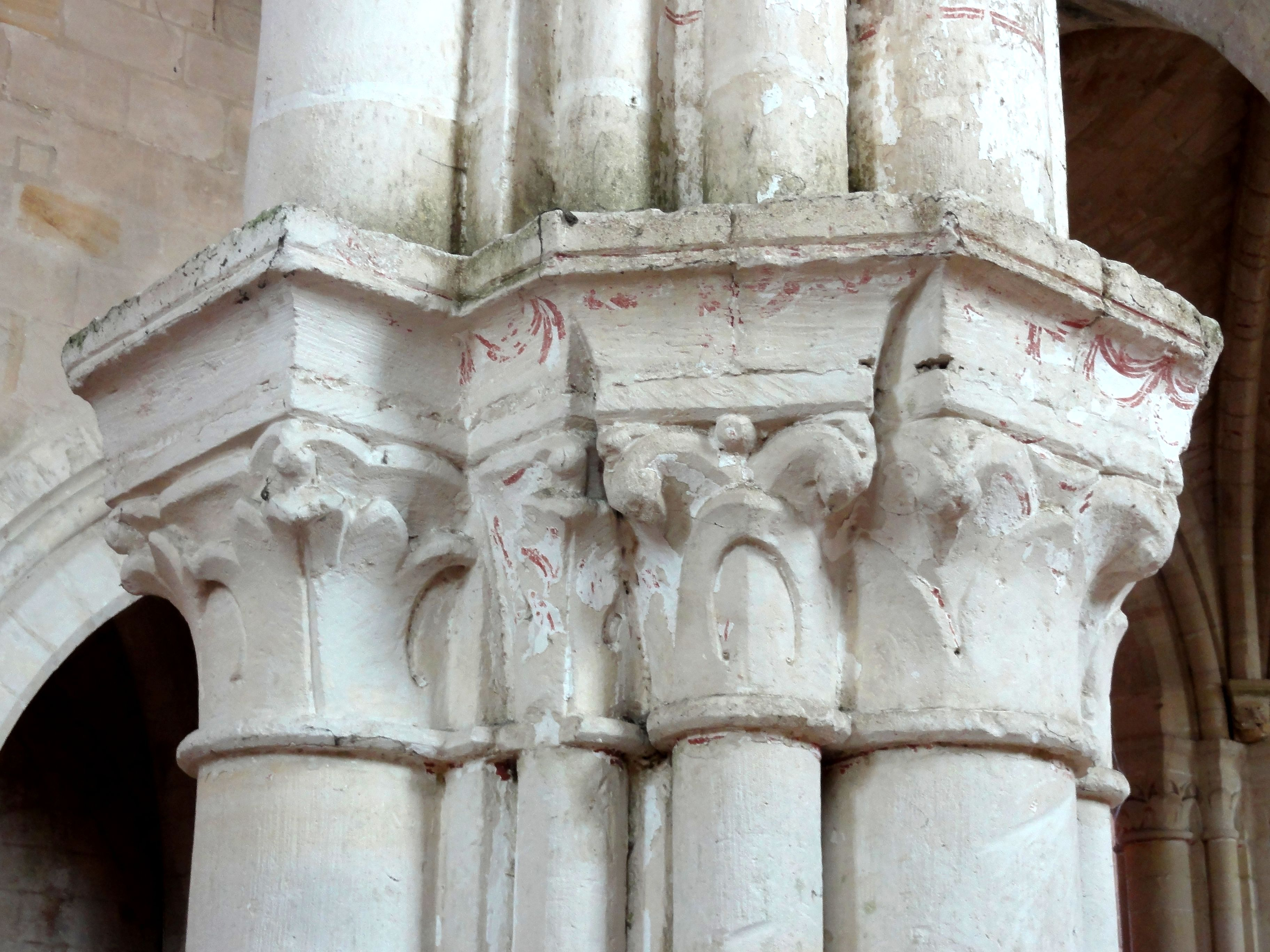
Chapiteau bas des grandes arcades du sud.
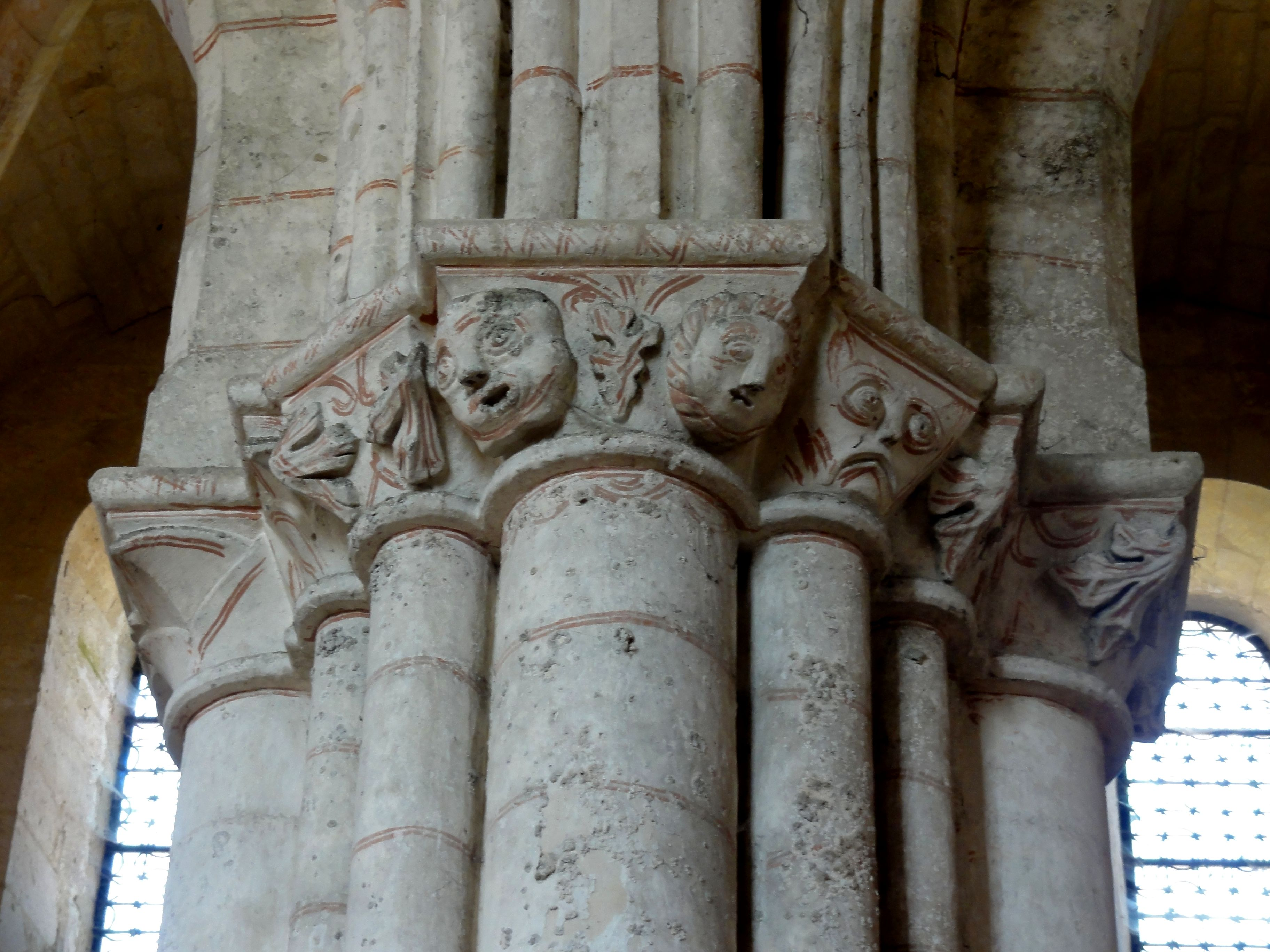
Chapiteaux du second ordre du 2e pilier au sud.

#### Bas-côté nord

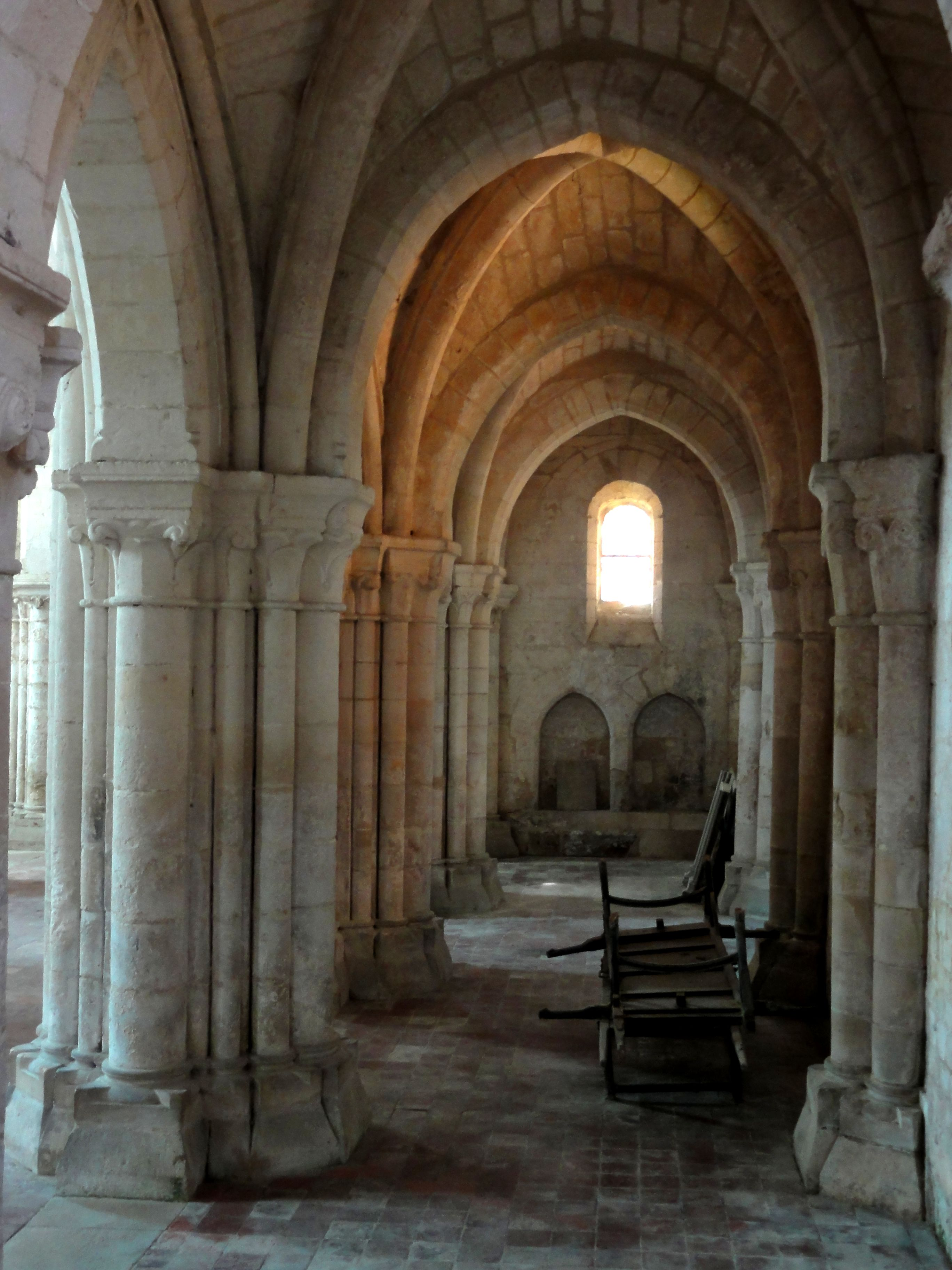
Bas-côté nord, vue vers l'ouest.

L'étroit bas-côté nord est analogue à la configuration d'origine du bas-côté sud. Les doubleaux intermédiaires étant nécessairement moins larges que les grandes arcades et les chapiteaux du premier ordre étant tous situés à la même hauteur, ils présentent un profil plus aigu. Les piles cantonnées des grandes arcades paraissent particulièrement volumineuses par rapport à l'étroitesse du vaisseau ; en effet, leur diamètre représente presque la moitié de l'ouverture des doubleaux. Du côté des grandes arcades et le long du mur du nord, les supports sont identiques aux colonnes et chapiteaux du premier ordre des grandes arcades du sud : des colonnes assez fortes soutiennent les grandes arcades et les doubleaux, et des colonnettes portent les doubleaux secondaires des grandes arcades ainsi que les ogives. Le long du mur, l'on trouve ainsi des faisceaux d'une colonne et de deux colonnettes. Leurs chapiteaux sont le plus souvent grossièrement épannelés. Ils sont garnis de volutes plates ou de feuilles recourbées, dont les enroulements et les tiges sont ornés de perles. Eugène Woillez remarque que les bases des colonnes avaient été enlevées pour gagner de la place, et les parties inférieures des fûts évidées ; cette modification a été supprimée par l'une des restaurations. Les ogives et doubleaux adoptent le même profil que dans la nef, dont les voûtes sont contemporaines (vers 1145-1150). Dans le mur occidental, deux arcatures aveugles à l'instar de celles du bas-côté sud sont visibles. Il en existait également dans le mur septentrional ; destinées à alléger les murs, elles étaient encore en l'état lors de la visite d'Eugène Woillez pendant les années 1840, mais seules les traces en demeurent visibles à ce jour. Elles devaient ressembler à celles toujours en place dans les bas-côtés de l'église de Villers-Saint-Paul, où des planches en bois étaient autrefois disposés sous les soubassements pour servir de bancs d'appoint. L'éclairage est procuré par cinq petites baies en plein cintre fortement ébrasées à l'intérieur, dont une à l'ouest et quatre au nord. La baie du mur occidental est particulièrement étroite, et l'examen extérieur montre qu'elle seule devrait être entièrement authentique,.

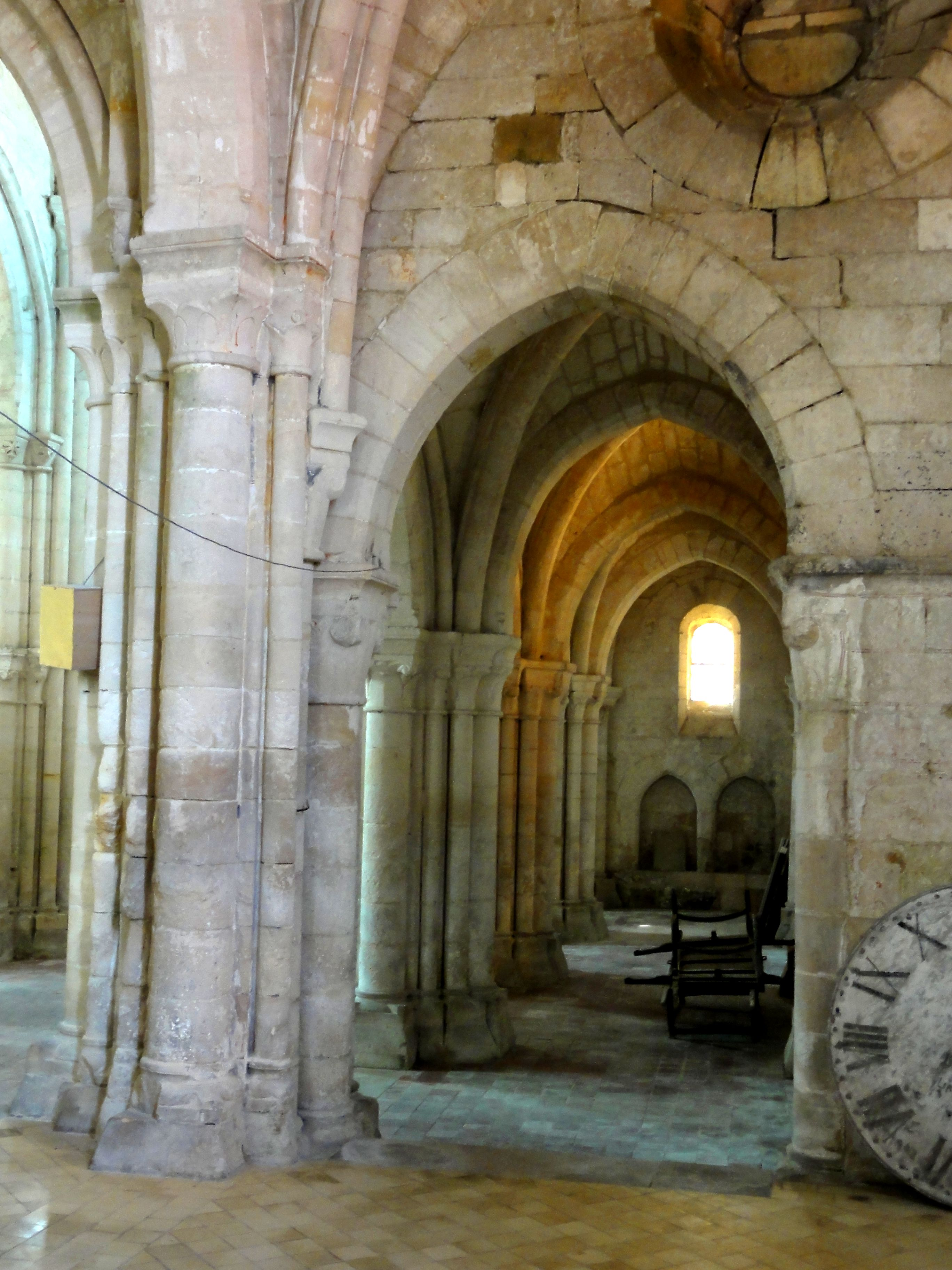
Vue dans le bas-côté nord depuis le croisillon nord.
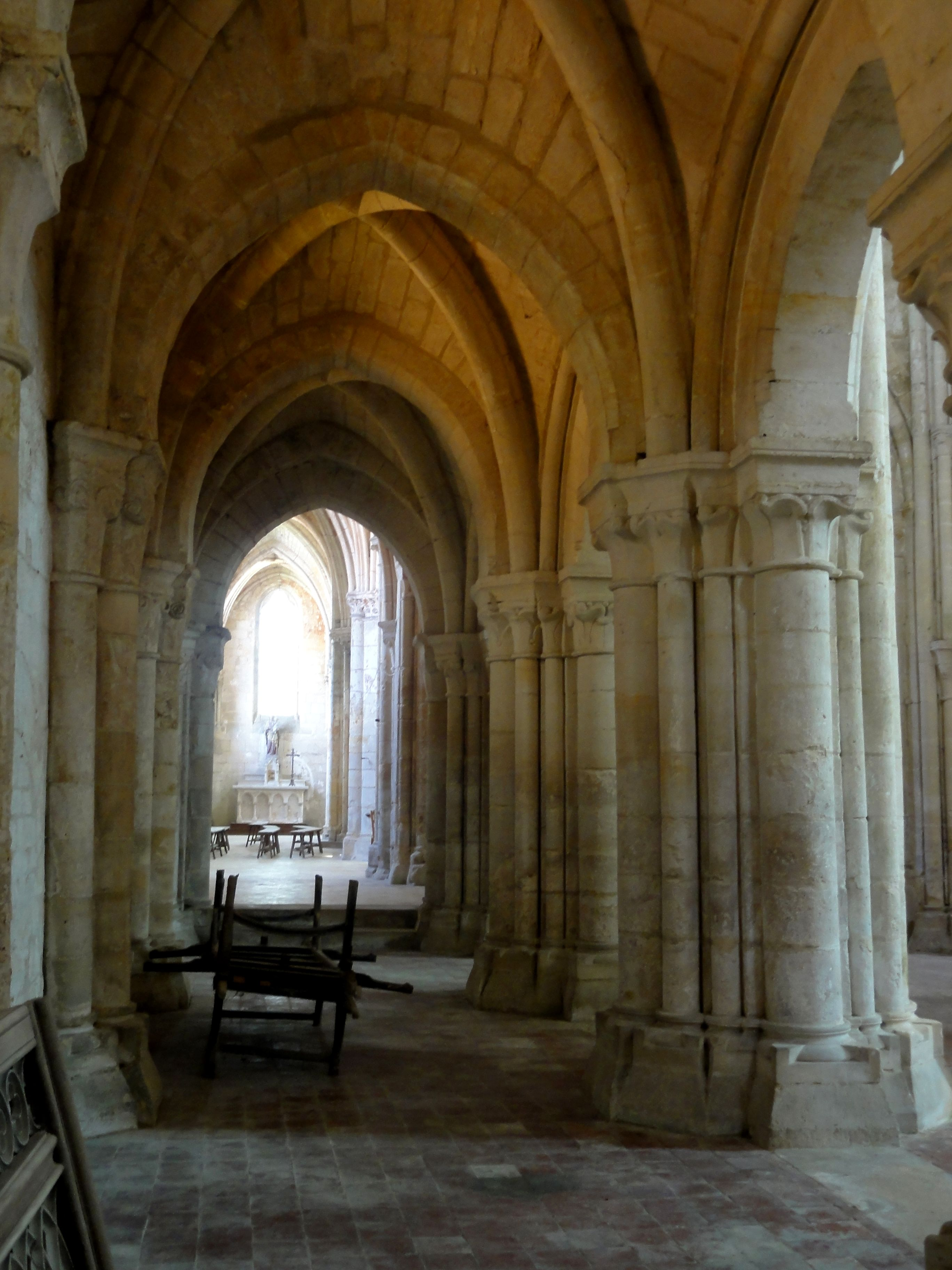
Vue vers l'est, en direction du croisillon nord.
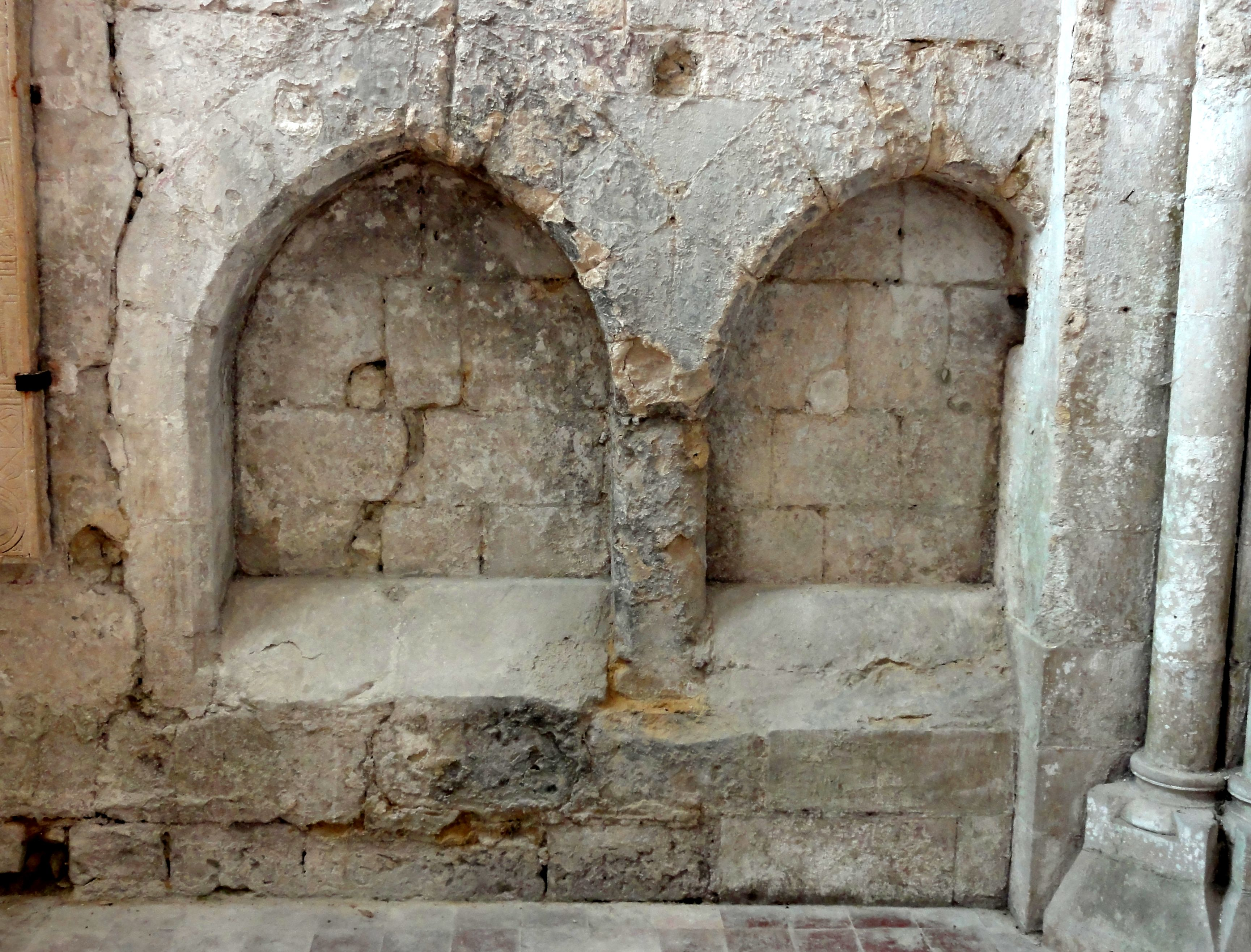
Arcatures aveugles au revers de la façade.
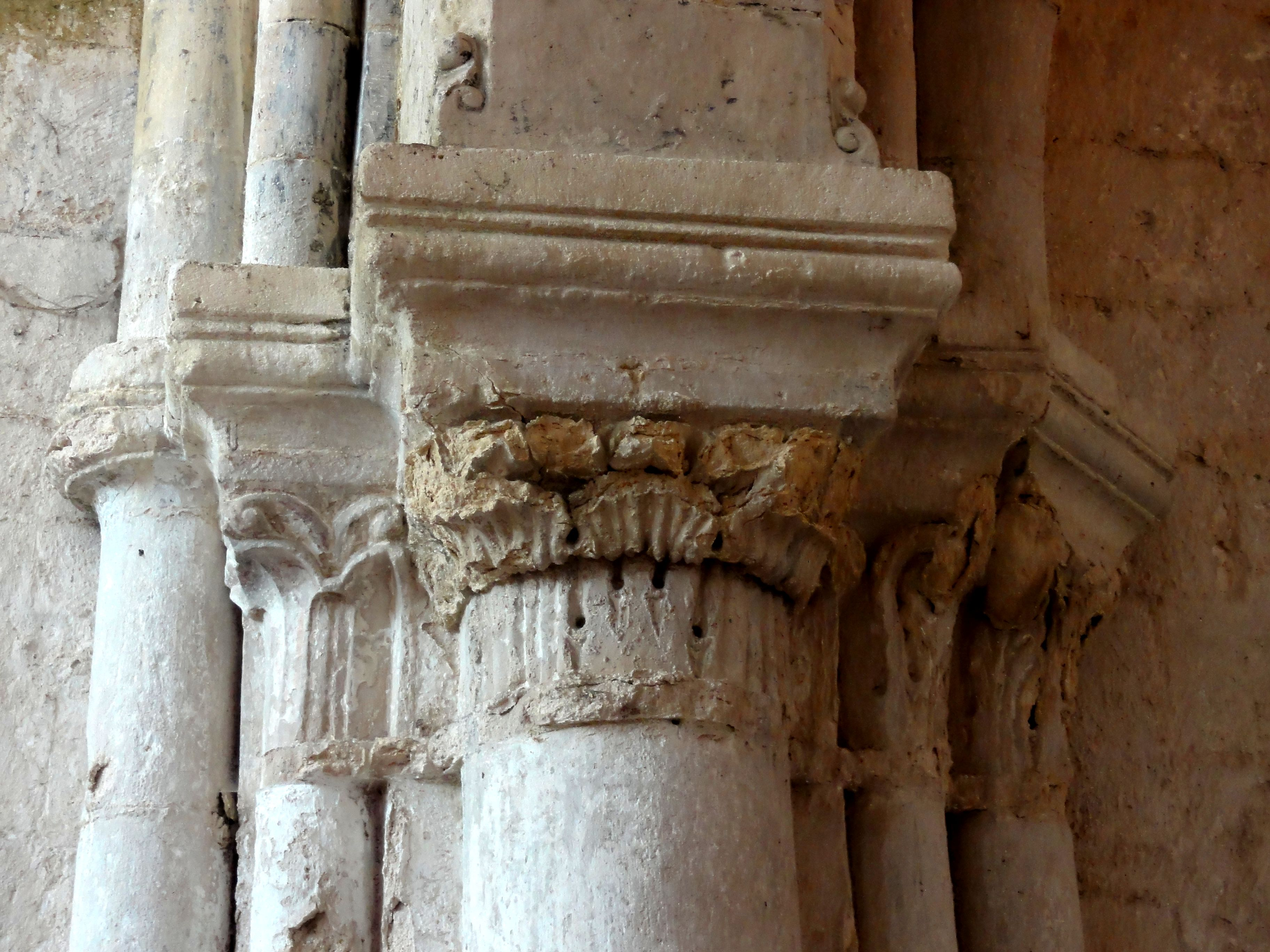
Chapiteaux au début des grandes arcades.
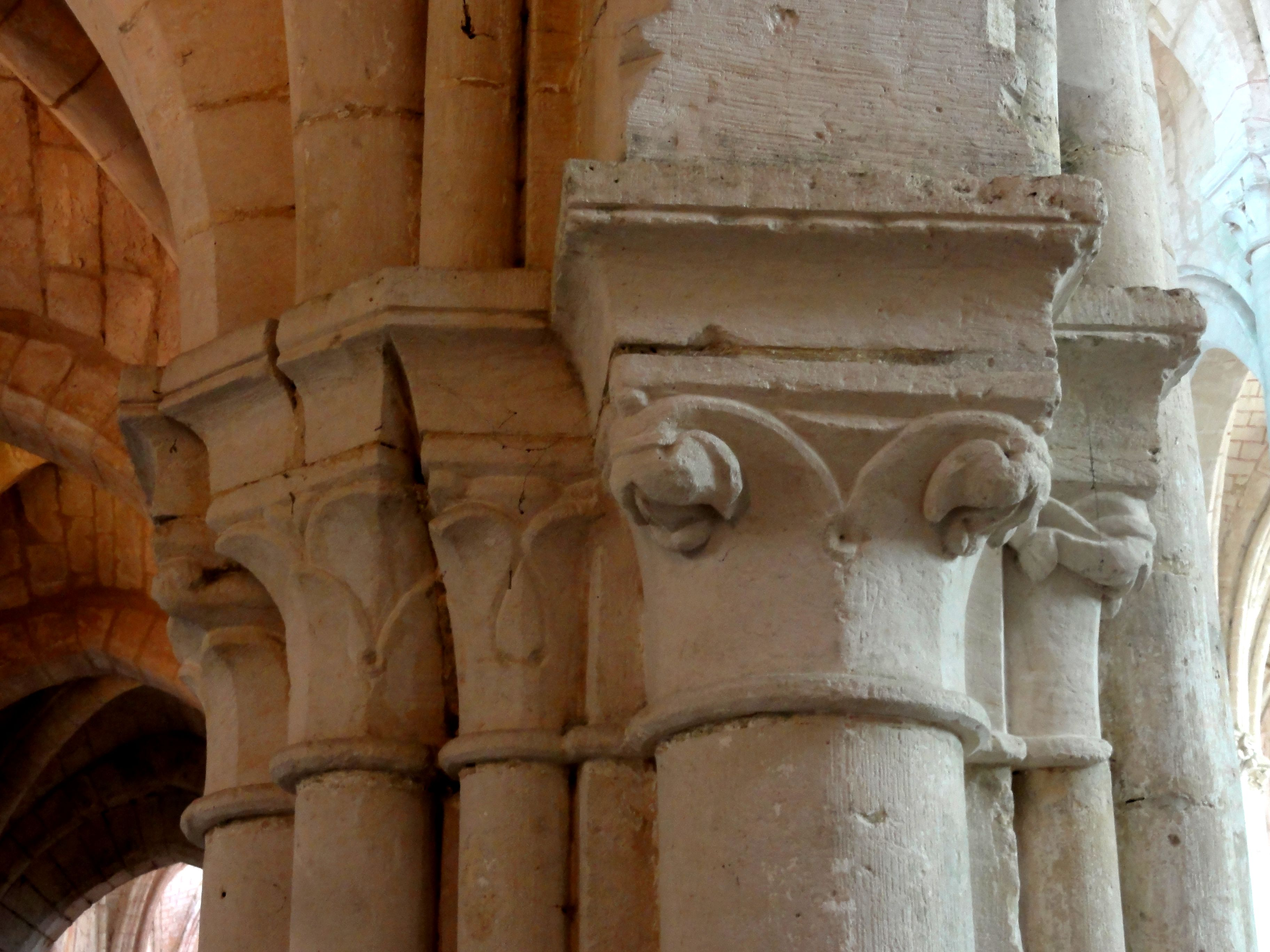
Chapiteaux de la 1re pile des grandes arcades.
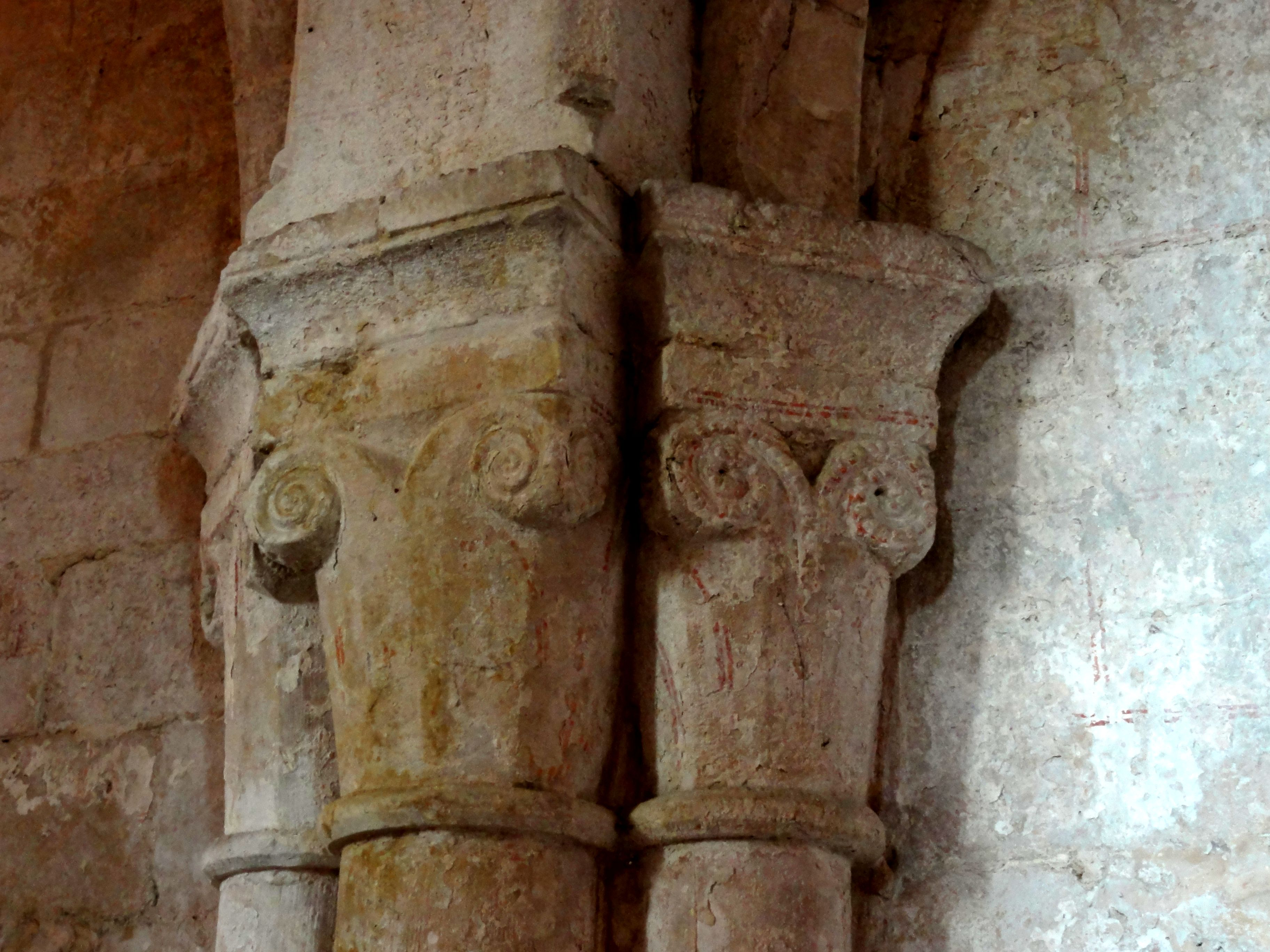
Chapiteaux contre le mur du nord, de facture plus simple.

#### Transept

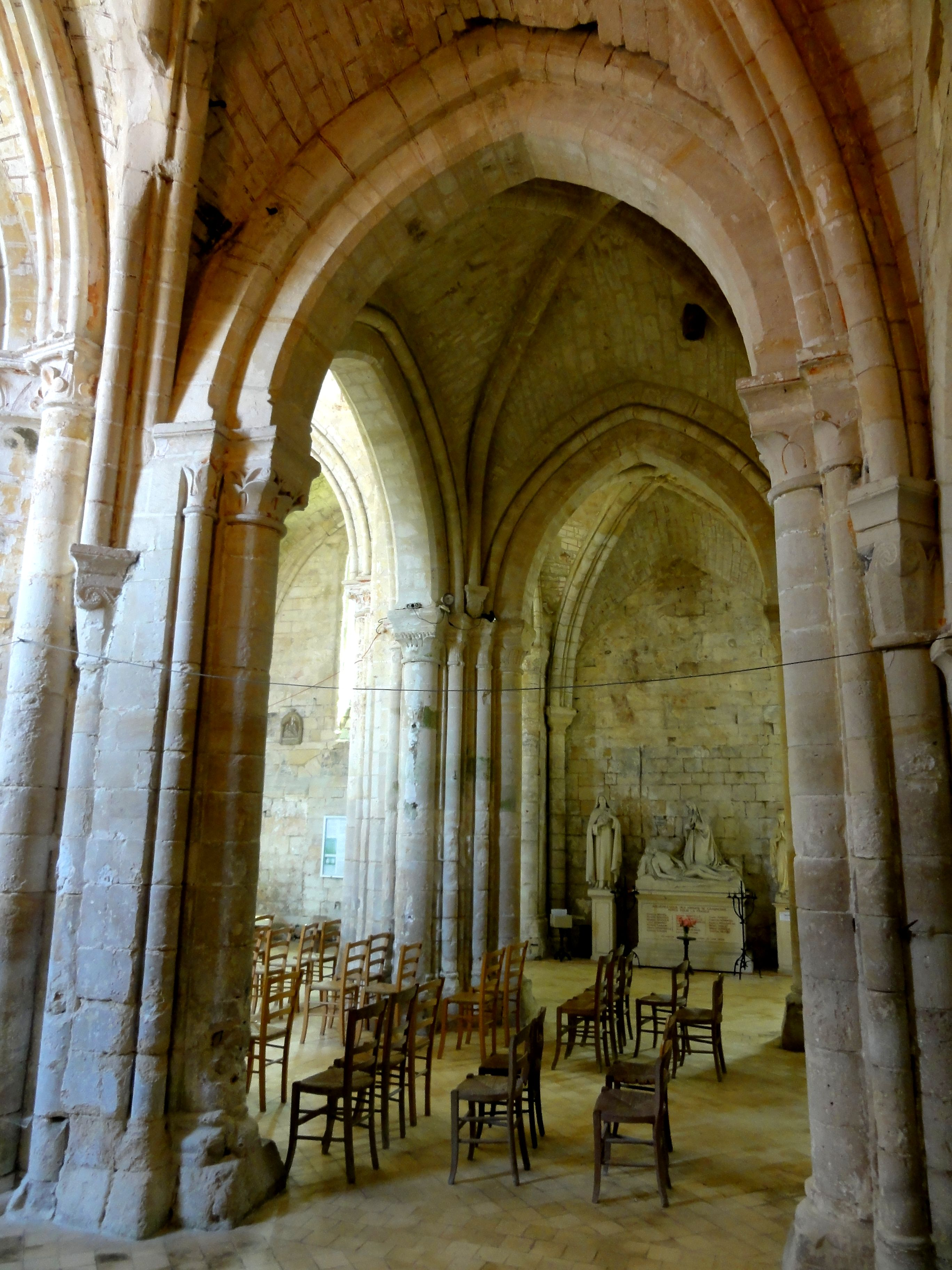
Transept, vue nord-sud.

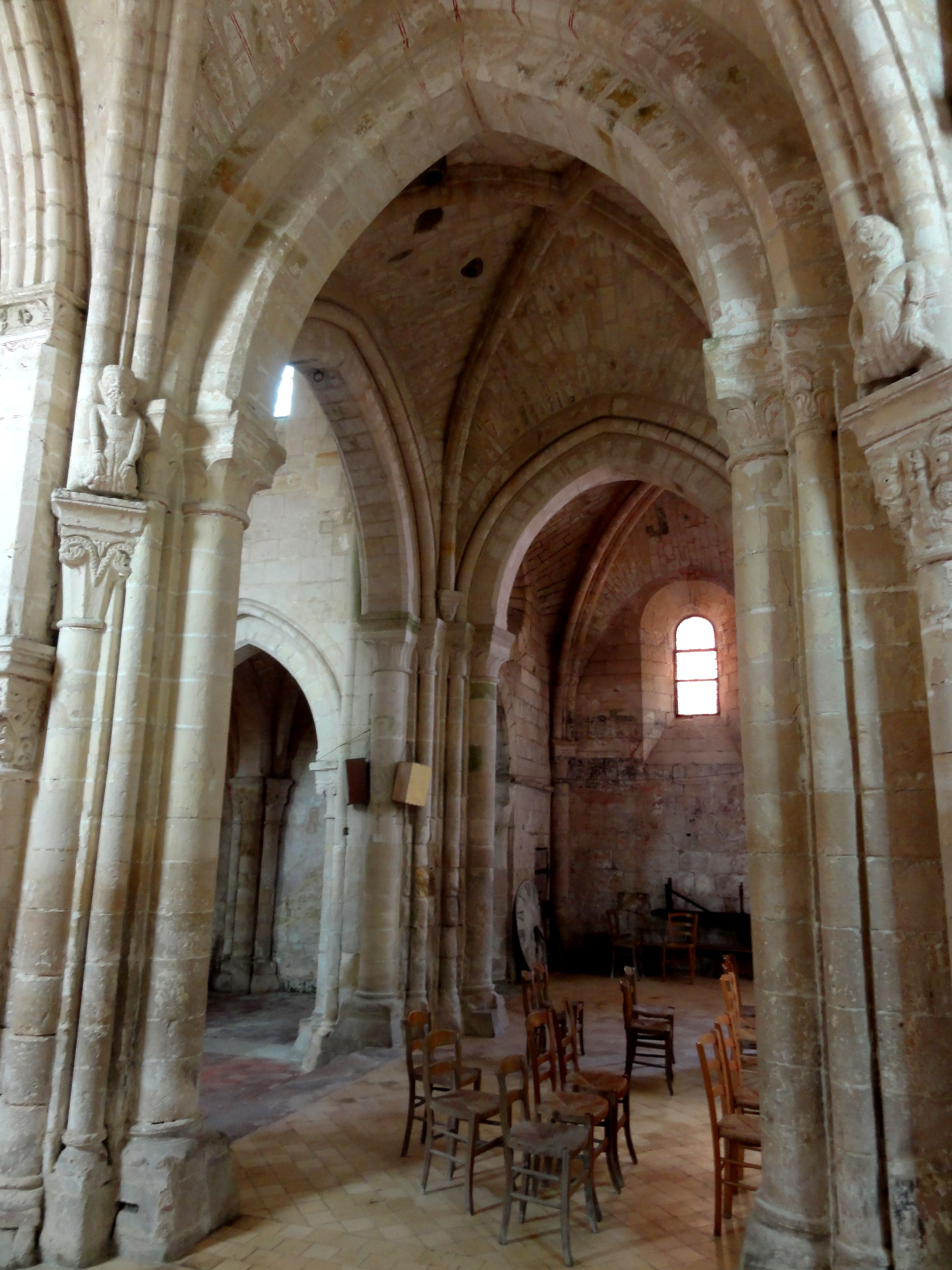
Transept, vue sud-nord.

Il comprend trois travées carrées d'environ quatre mètres de côté et de sept mètres de hauteur de voûtes. Le croisillon nord reste proche de son état des années 1130 : la voûte de la croisée a été refaite pendant la seconde campagne de construction, et le croisillon sud a été touché par le remaniement du bas-côté sud, notamment en ce qui concerne l'arcade le reliant à ce dernier. Mais les arcades orientales des deux croisillons ont été refaites pendant la troisième campagne de construction qui a vu aussi le début de construction du chœur et de ses collatéraux. Stylistiquement, ces arcades font partie des collatéraux du chœur et non du transept, qu'environ quatre-vingt-dix ans séparent. Il peut surprendre que l'arcade romane faisant communiquer la croisée du transept avec le chœur subsiste. Elle aurait pu être légèrement agrandie pour atteindre la même ouverture que les arcades gothiques entre croisillons et collatéraux. Si cela n'a pas été fait, c'est sans doute parce que les arcades romanes à l'est des croisillons étaient nettement plus petites, à l'instar de celle faisant communiquer le croisillon nord avec le bas-côté nord.
La voûte du croisillon nord entre dans le petit groupe des voûtes d'ogives les plus anciennes de France, qui se trouvent essentiellement dans le Beauvaisis. Les églises Saint-Lucien de Bury, Saint-Martin de Bailleval et Saint-Martin de Cauvigny possèdent également des voûtes d'ogives de la même période. La voûte est assez bombée, et le profil est de deux gros boudins séparés par une arête. Ce profil est semblable à celui du bas-côté sud et des deux premières travées du chœur, des années 1220, mais les boudins sont de plus fort diamètre, et il n'y a pas de formerets (comme dans la nef et le bas-côté nord). Une particularité est la retombée des ogives du côté de la croisée, car les deux boudins d'une même ogive s'arrêtent à des niveaux différents : les boudins extérieurs retombent sur de petits chapiteaux à mi-hauteur entre les chapiteaux de l'arcade vers le bas-côté nord et de l'arcade vers le croisée, et les boudins extérieurs s'arrêtent au niveau des chapiteaux de cette dernière. Une différence entre les côtés est et ouest témoigne du manque d'expérience avec la technique novatrice que représentait la voûte d'ogives vers 1130 : À l'ouest, le boudin se fonde dans le mur, et à l'est, il retombe sur le chapiteau normalement destiné au doubleau secondaire de l'arcade vers la croisée. Ce doubleau secondaire disparaît successivement derrière l'appareil de la voûte. Au nord, les supports prennent leur plus simple expression, comme dans les angles des bas-côtés et de la nef : il n'y a qu'un unique chapiteau et une seule colonnette dans chaque angle. Le mur du nord est percé d'une baie en plein cintre entourée de peintures murales, et du côté ouest l'on remarque un oculus bouché. Il était à l'origine placé au-dessus de la charpente du bas-côté nord de la nef.
La voûte de la croisée n'est pas non plus sans intérêt : le maître d'œuvre n'ayant pas trouvé de place pour les colonnettes supportant les ogives, elles sont amorties par des culots. La voûte actuelle du milieu du XIIe siècle devait remplacer une voûte d'arêtes, encore longtemps employée pour les bases des clochers notamment. Le profil des ogives est d'un gros tore en forme d'amande, comme dans la nef et le bas-côté nord. Dans le croisillon sud, à la naissance des ogives près des piles sud-est et sud-ouest du clocher, l'on observe la présence de petits atlantes, hauts d'une cinquantaine de centimètres, placés à genoux sur les tailloirs des chapiteaux. L'on retrouve ce type d'atlantes dans la dernière travée du bas-côté nord de l'église église Saint-Lucien de Bury, dans l'abside de l'église Saint-Léger de Lucheux et sous forme d'un culot à Saint-Étienne et probablement à Saint-Symphorien de Beauvais. Sinon, la sculpture est plutôt pauvre dans le transept que sur les grandes arcades, mais deux des chapiteaux les plus intéressants se trouvent dans le croisillon sud : l'un est situé au nord de l'arcade vers le bas-côté sud de la nef, et l'autre à proximité, sous l'atlante à l'ouest. Au centre, un homme et une femme se tiennent étroitement embrassés ; à droite, une tête énorme de diable dévore un enfant ; et à gauche, l'on voit la tête d'un homme barbu qui montre sa longue. Aucune fenêtre n'existe dans le croisillon sud, où le monument aux morts de la paroisse a trouvé sa place,,,.

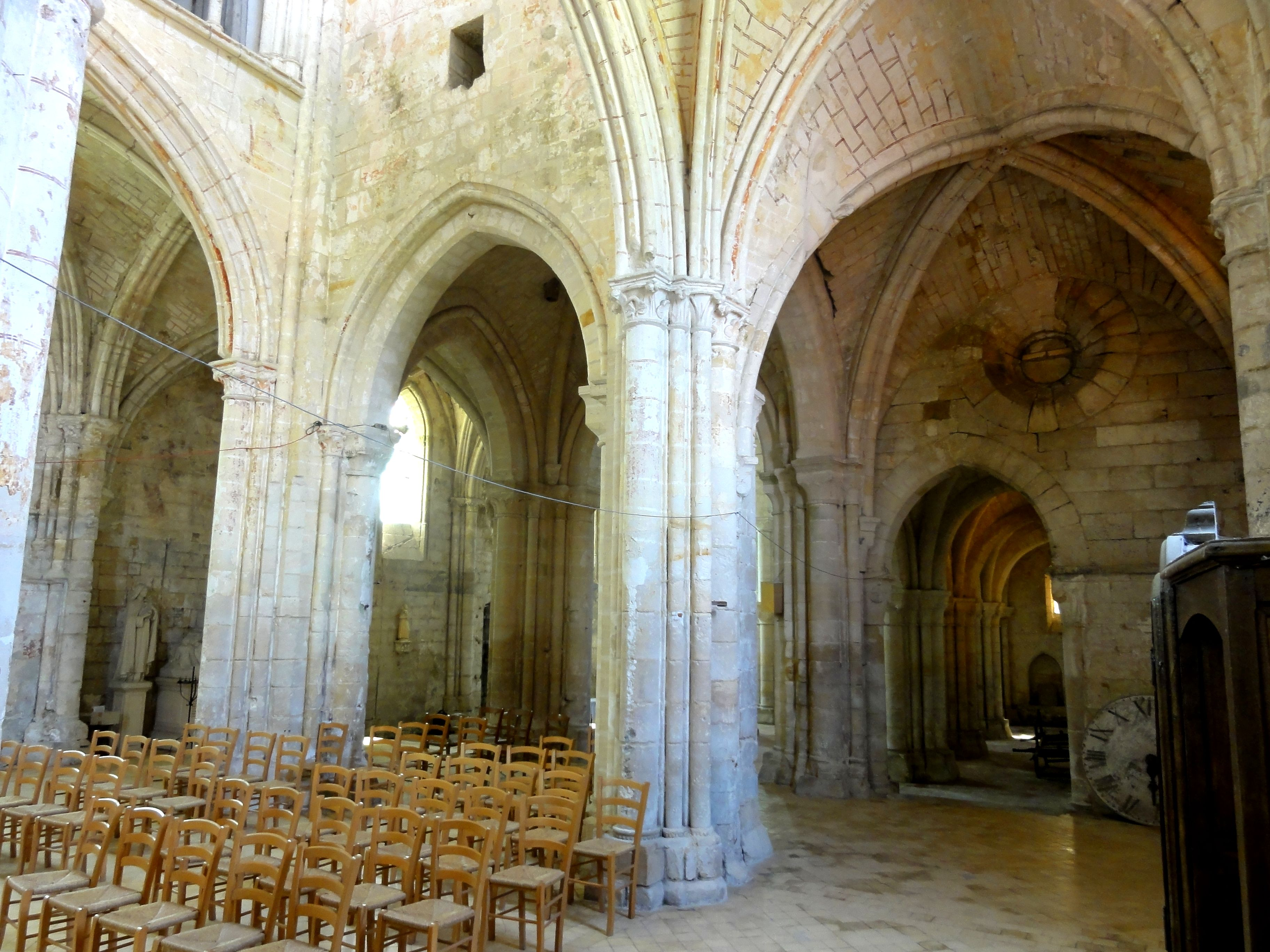
Transept, vue vers l'ouest.
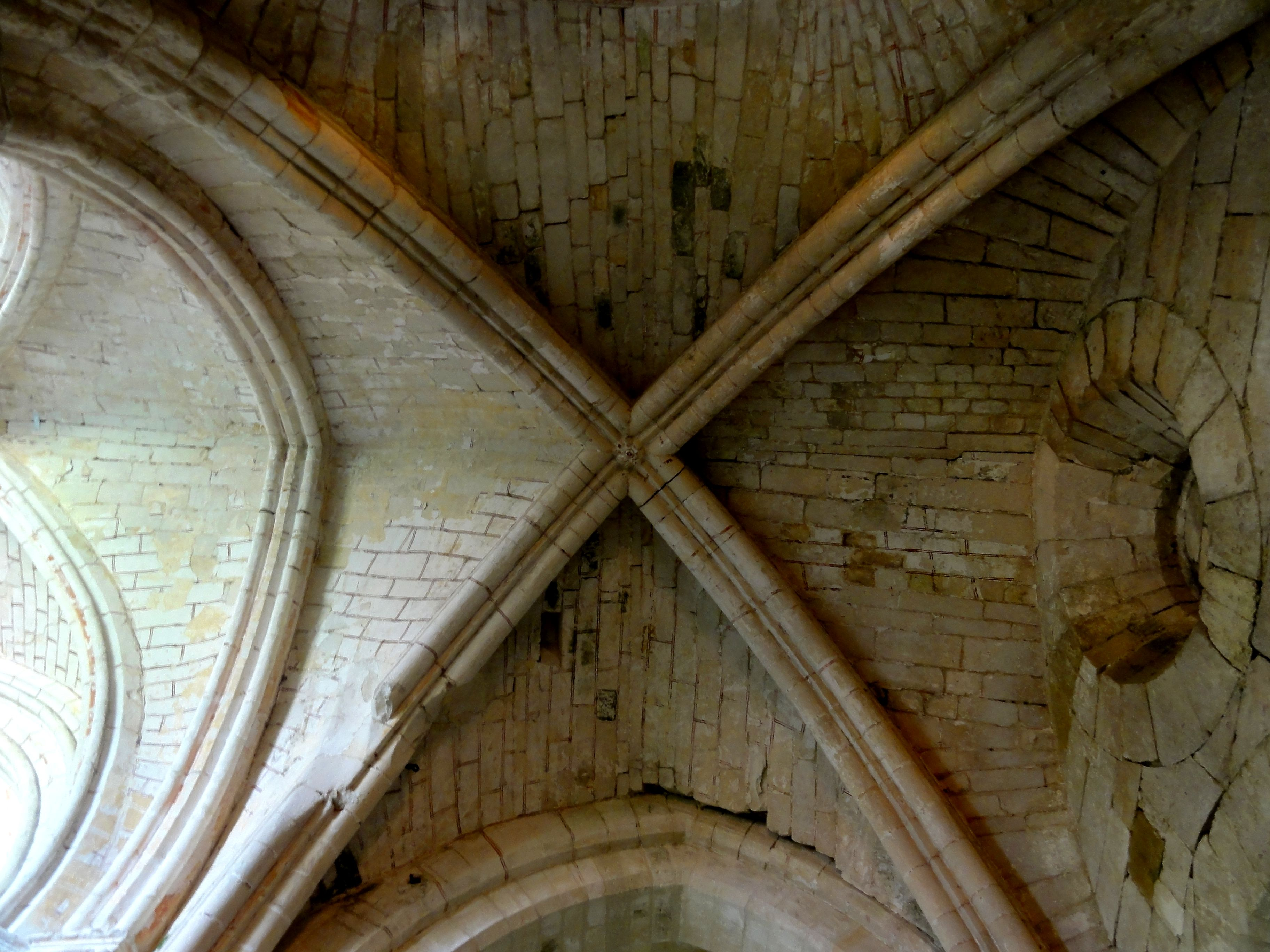
Voûte du croisillon nord.
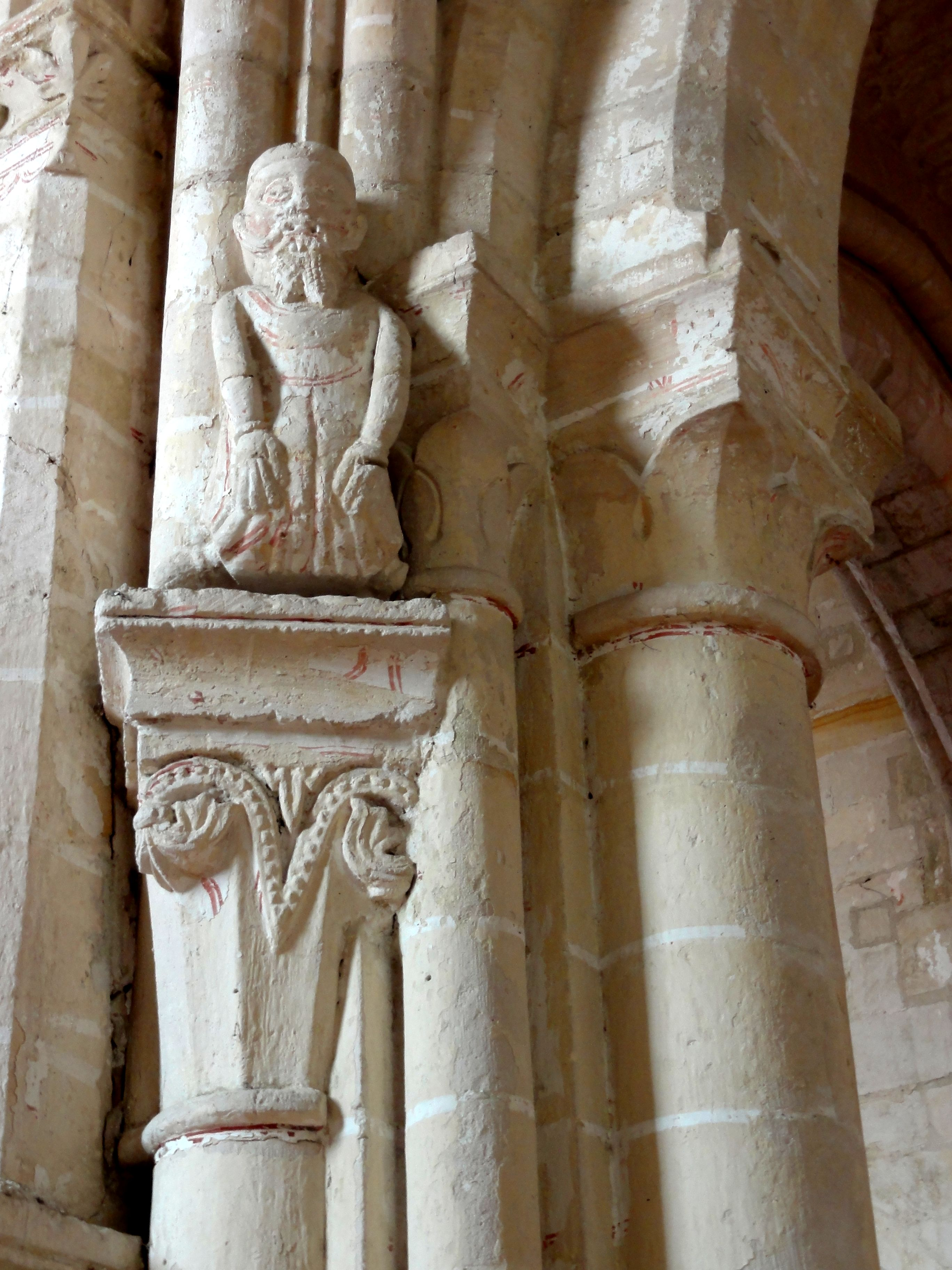
Chapiteau et atlante.
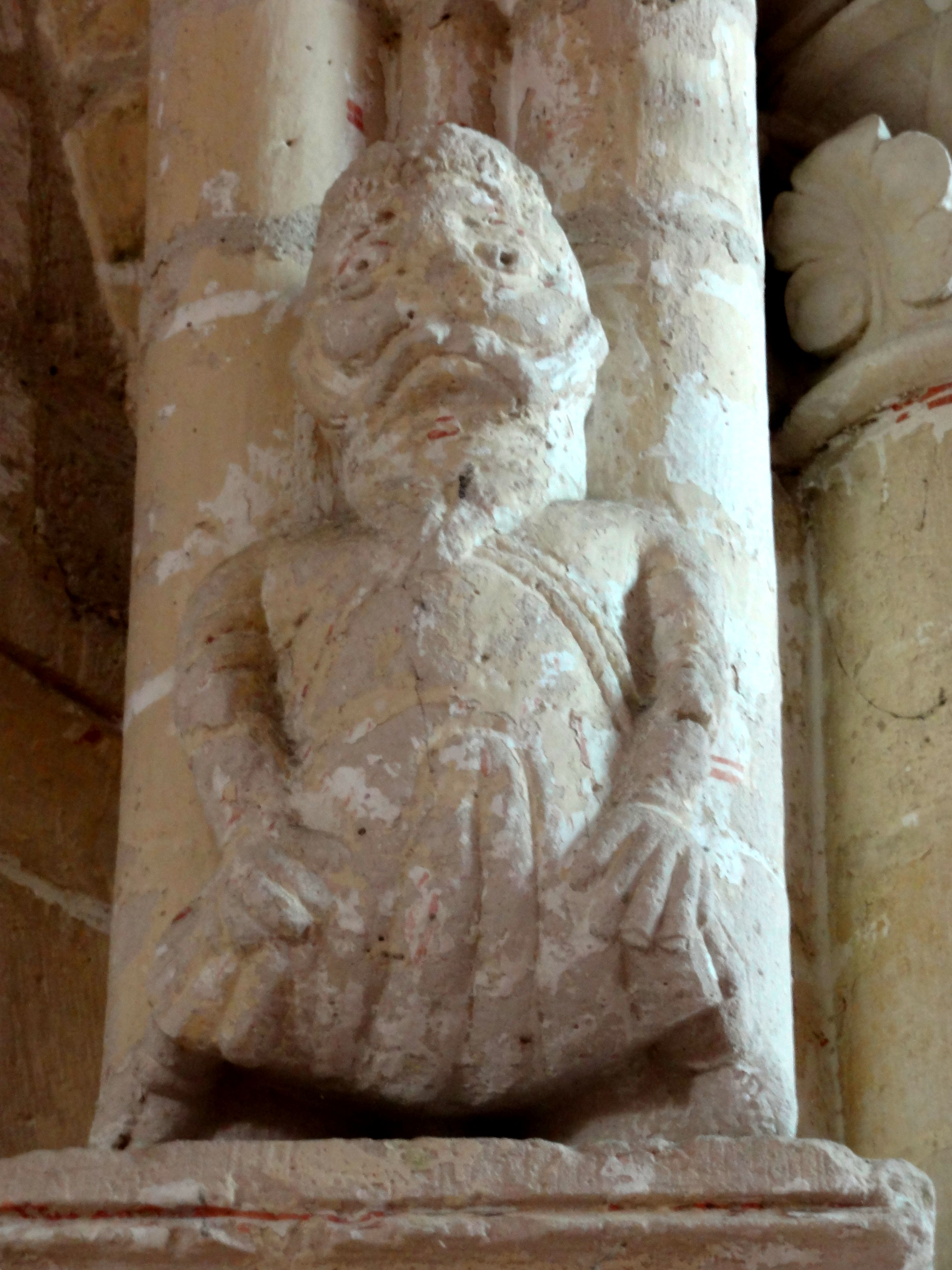
Atlante du croisillon sud.
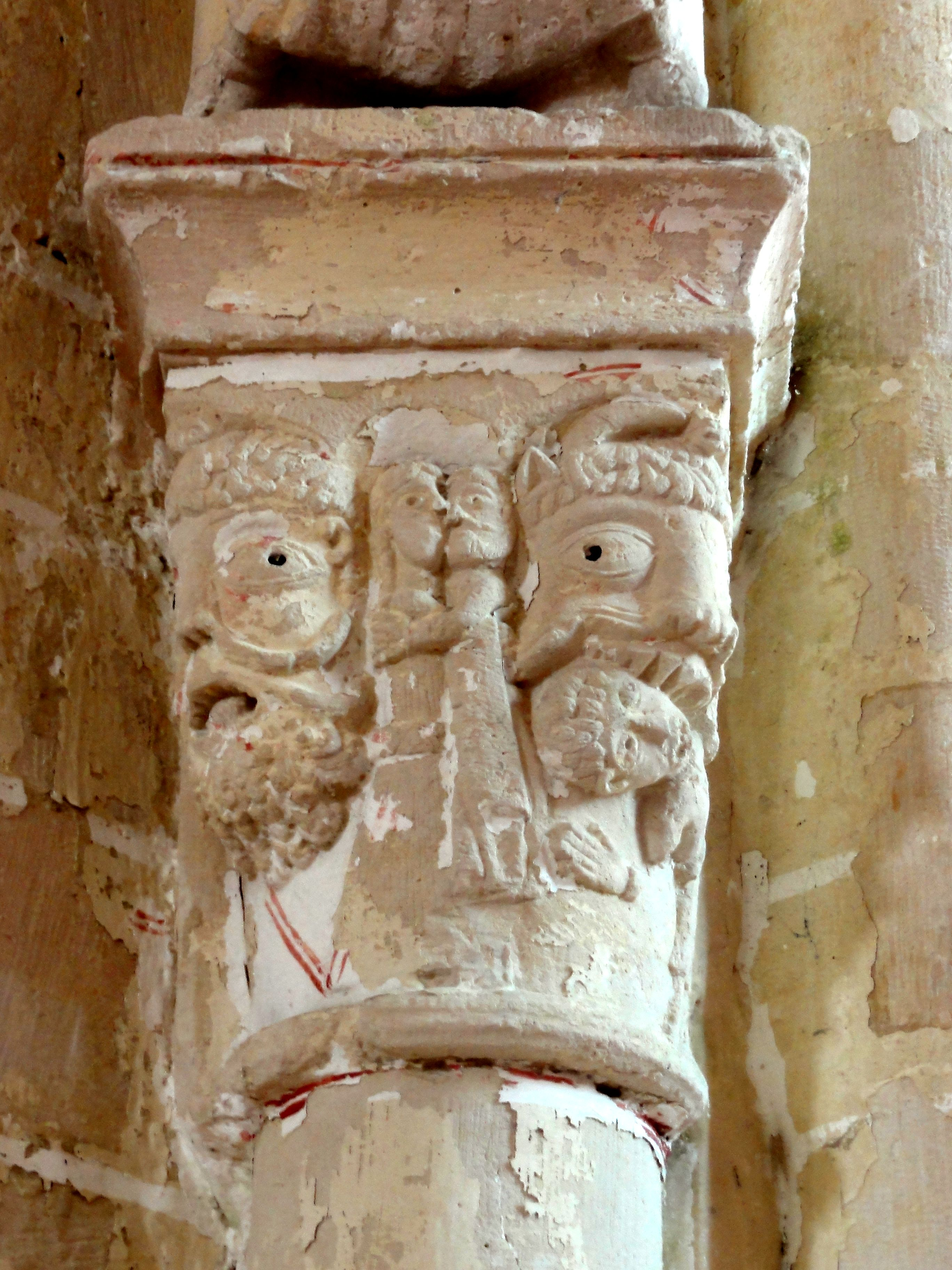
Chapiteau du croisillon sud.
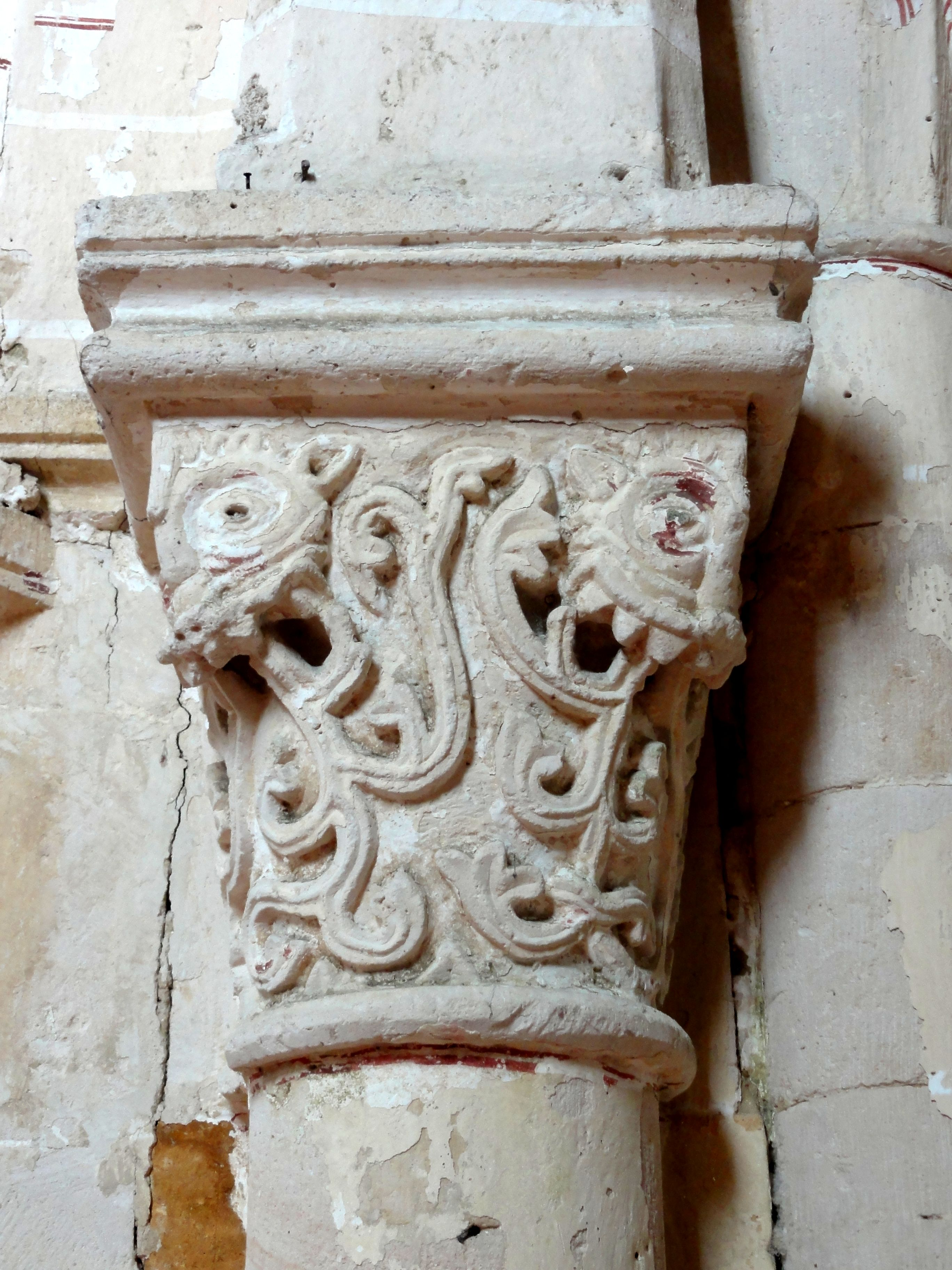
Chapiteau du croisillon sud.

#### Chœur

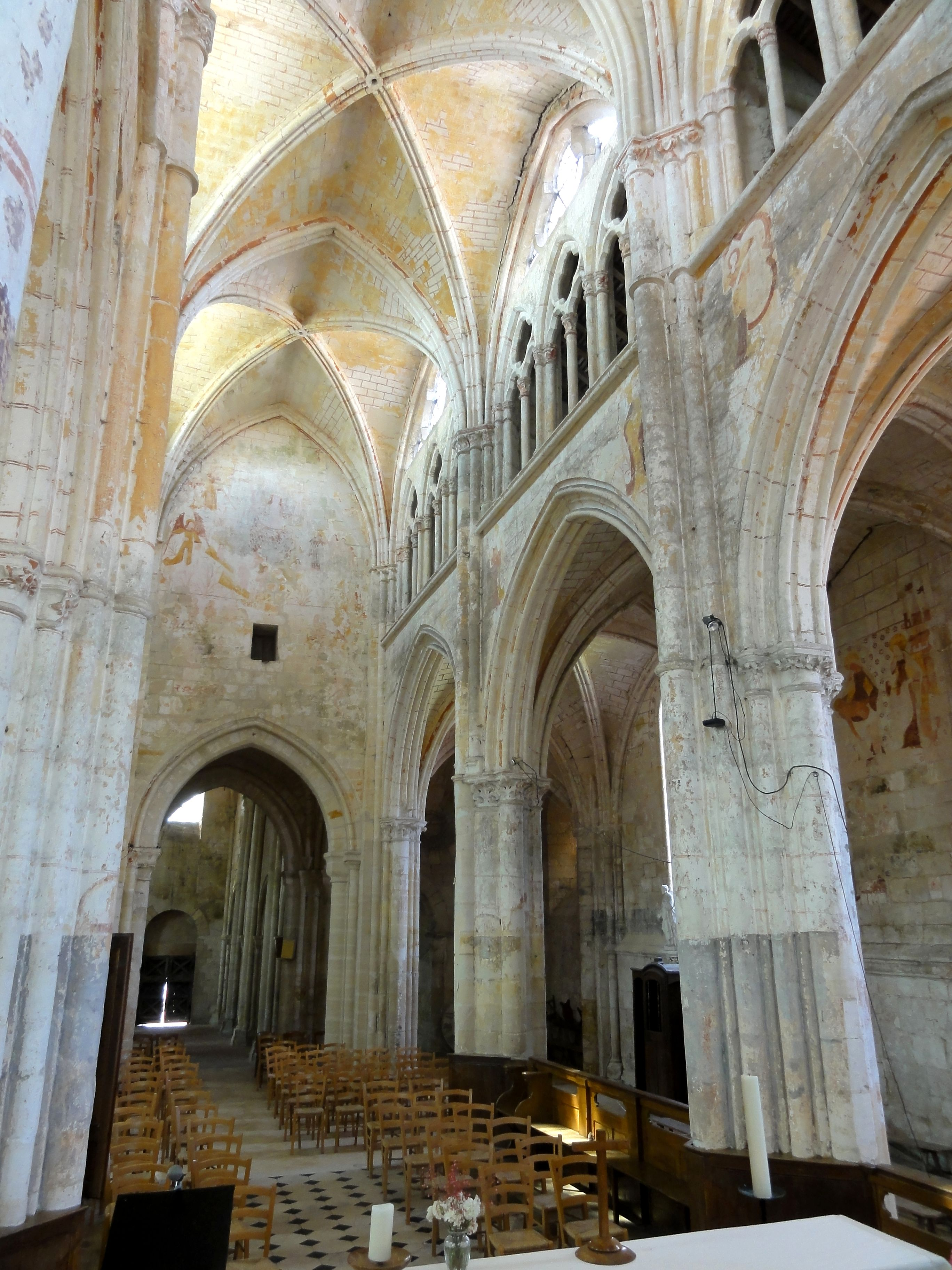
Chœur, vue vers l'ouest.

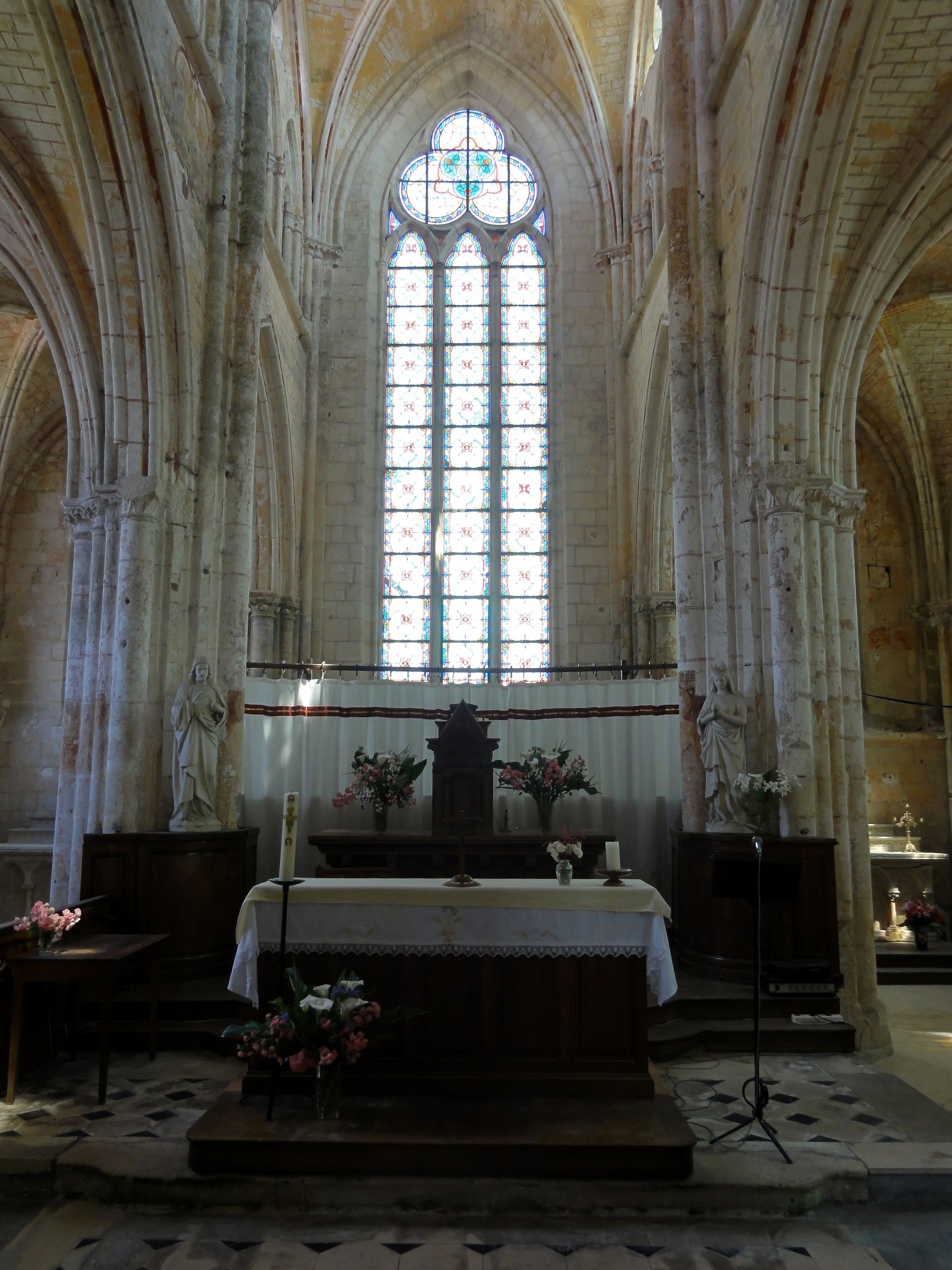
Chevet et maître-autel.

Le chœur montre l'évolution qui s'est produite au XIIIe siècle dans la construction. Plus élancé, plus ouvert à la lumière, il présente une plus grande unité. Seuls quelques petits détails dans la conception des piles ou la décoration des chapiteaux permettent de distinguer la succession des deux campagnes de travaux qu'il a connus lors de sa réalisation, et ce uniquement au niveau des grandes arcades. L'élévation comprend de larges arcades en arc brisé à double rouleau, un faux triforium composé d'une suite d'arcatures s'ouvrant sur les combles des bas-côtés, et des fenêtres de forme triangulaire recoupée par un grand trèfle, et comprimées en quelque sorte sous les voûtes. Occupant la presque totalité du vaisseau central, l'immense triplet du chevet laisse pénétrer la lumière dans le chœur. Associés à une élévation à trois niveaux qui privilégie les deux étages inférieurs, des chevets plats du même type se trouvent sur quelques églises influencées par la cathédrale Notre-Dame de Paris, dont notamment Saint-Denys d'Arcueil, Saint-Hermeland de Bagneux et Saint-Martin de Louveciennes, bâties entre la fin du XIIe siècle et le début du XIIIe siècle. La fenêtre du chevet de Cambronne se démarque surtout par ses dimensions, le caractère épuré de son dessin avec des chapiteaux et des bases des meneaux minuscules, et par la première apparition connue d'un remplage de trois lancettes identiques surmontées d'un trèfle. Ce type de remplage devient fréquent à partir de 1240.
Les galeries ouvertes sur combles sont les prédécesseurs des triforiums à proprement parler, mais continuent d'être utilisées par mesure d'économie alors que le triforium ajouré pleinement développé existe déjà. Ces galeries apparaissent pour la première fois avant le milieu du XIIe siècle dans la nef de l'église Saint-Étienne de Beauvais, et un peu plus tard dans l'église détruite Saint-Évremond de Creil. À Cambronne, elles sont constituées par trois groupes de deux arcatures trilobées, surmontés chacun par un quatre-feuilles et s'inscrivant dans une arcade en tiers-point. Ce même dessin se retrouve sur quelques vrais triforiums, comme par exemple ceux des églises Saint-Étienne de Brie-Comte-Robert, Saint-Séverin de Paris ou Saint-Martin de Cormeilles-en-Vexin. La mouluration et la sculpture des chapiteaux a toutefois été négligée à Cambronne. Les arcatures trilobées, les quatre-feuilles et les arcades extérieures ne sont pas circonscrites par des tores, mais délimitées simplement par des biseaux. Les feuillages des chapiteaux sont épars et maigres. Eugène Müller estime qu' « il semble que l'architecte qui présida à cet agrandissement visa plus à conduire vite la besogne et réaliser à un effet d'ensemble à l'intérieur qu'à assurer la solidité et soigner les détails d'exécution qui sont parfois lâchés et traités à la grosse ».
Mais pour revenir à l'agencement des parties hautes du chœur, une particularité est bien le traitement des baies des galeries et des fenêtres hautes comme des ensembles : elles sont entourées par les formerets des voûtes, et aucun larmier ou mouluration ne les sépare. Très peu de place est accordée aux fenêtres hautes, dont le remplage est formé par un trèfle. Des dispositions semblables se trouvent dans les églises Notre-Dame-de-l'Assomption de Champagne-sur-Oise, Saint-Martin de Triel-sur-Seine et plus particulièrement Saint-Aquilin de Fontenay-en-Parisis. La petite superficie de ces fenêtres est compensée par la verrière du chevet et les fenêtres à lancette simple des collatéraux, entourées d'une moulure et reposant sur un bandeau mouluré qui court tout autour du chœur. Les chapiteaux des grandes arcades et des voûtes des collatéraux sont traités avec davantage de soin que les chapiteaux des parties hautes. Les piliers des grandes arcades entre la première et la deuxième travée sont les seuls qui proviennent de la première campagne de construction du chœur (soit la troisième campagne de construction de l'église) vers 1220. Ils sont constitués d'un noyau cylindrique accosté de quatre colonnes, dont celle supportant le premier doubleau du chœur monte en hauteur sans interposition d'un chapiteau du premier ordre. Elle est toutefois ceinte d'une bague au niveau de la tablette qui sert de tailloir commun aux chapiteaux du premier ordre, et les colonnettes supportant les ogives prennent appui sur cette même tablette. Tous les autres piliers sont cantonnés de quatre colonnes et huit colonnettes (quatre colonnettes correspondant aux doubleaux secondaires des grandes arcades, et quatre aux ogives). Le long du mur des collatéraux, l'on trouve en conséquence des faisceaux d'une colonne et de deux colonnettes (deux correspondant aux formerets, et deux aux ogives),.

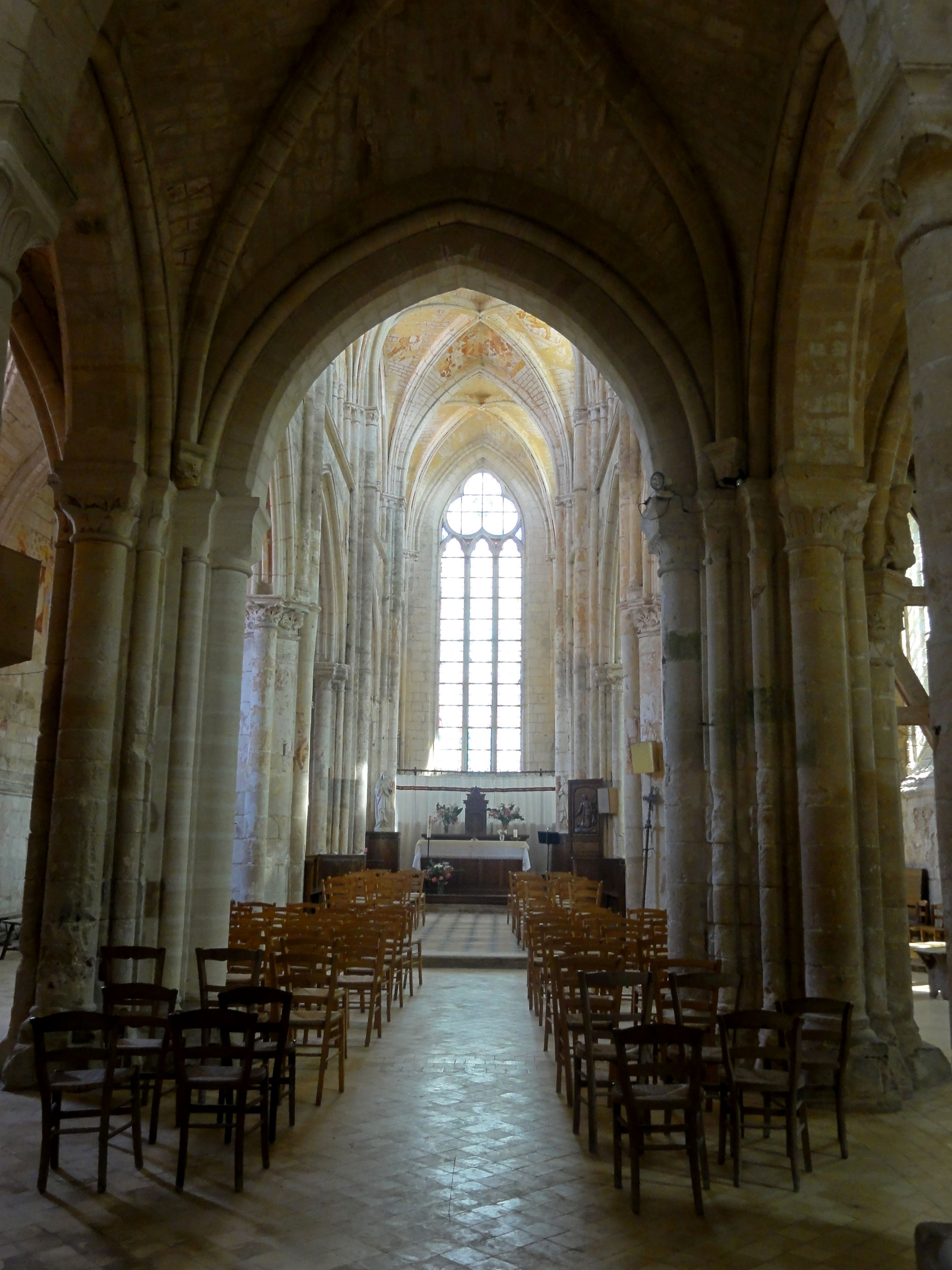
Vue depuis la croisée.
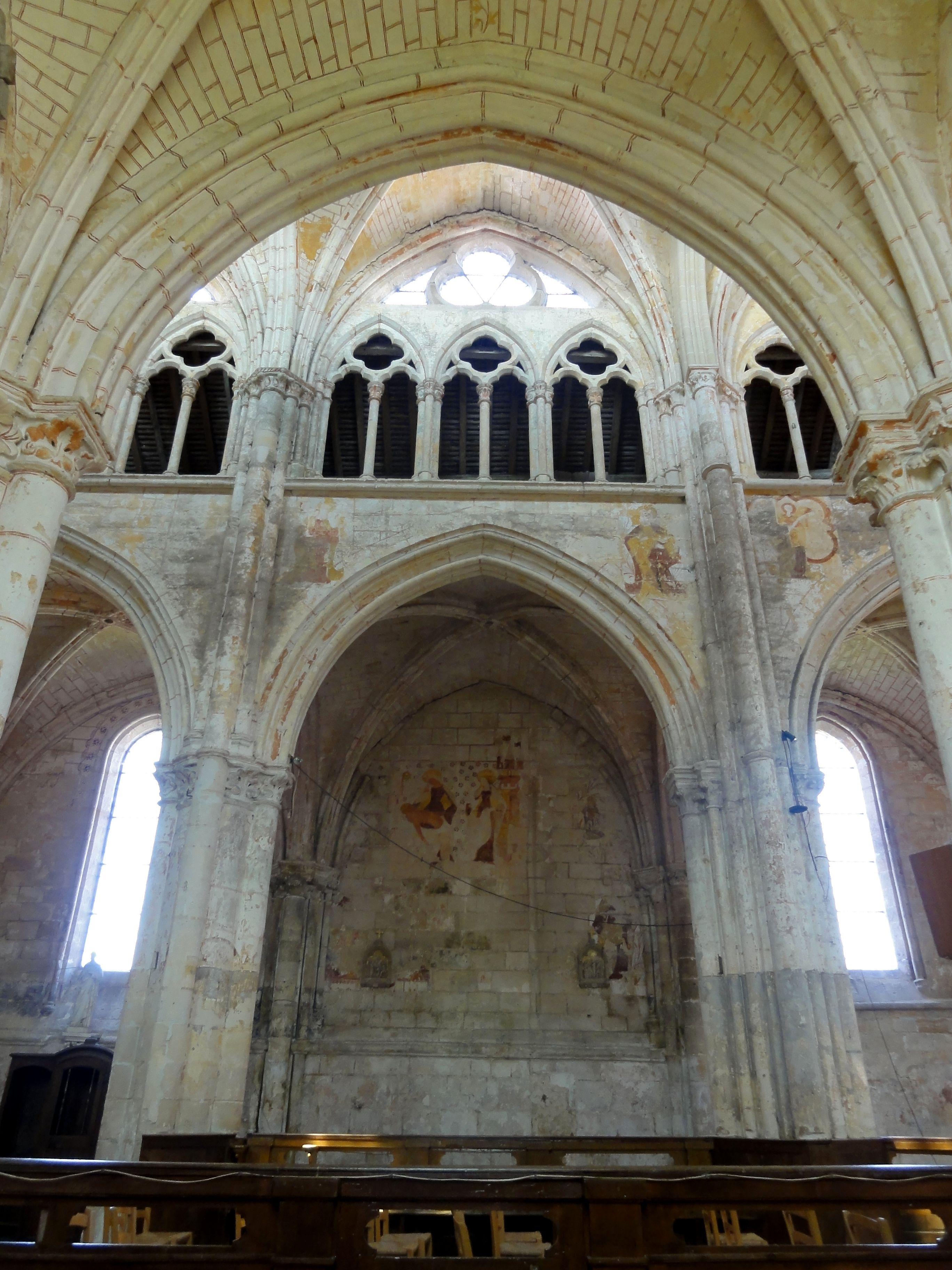
Vue par la 2e arcade du sud.
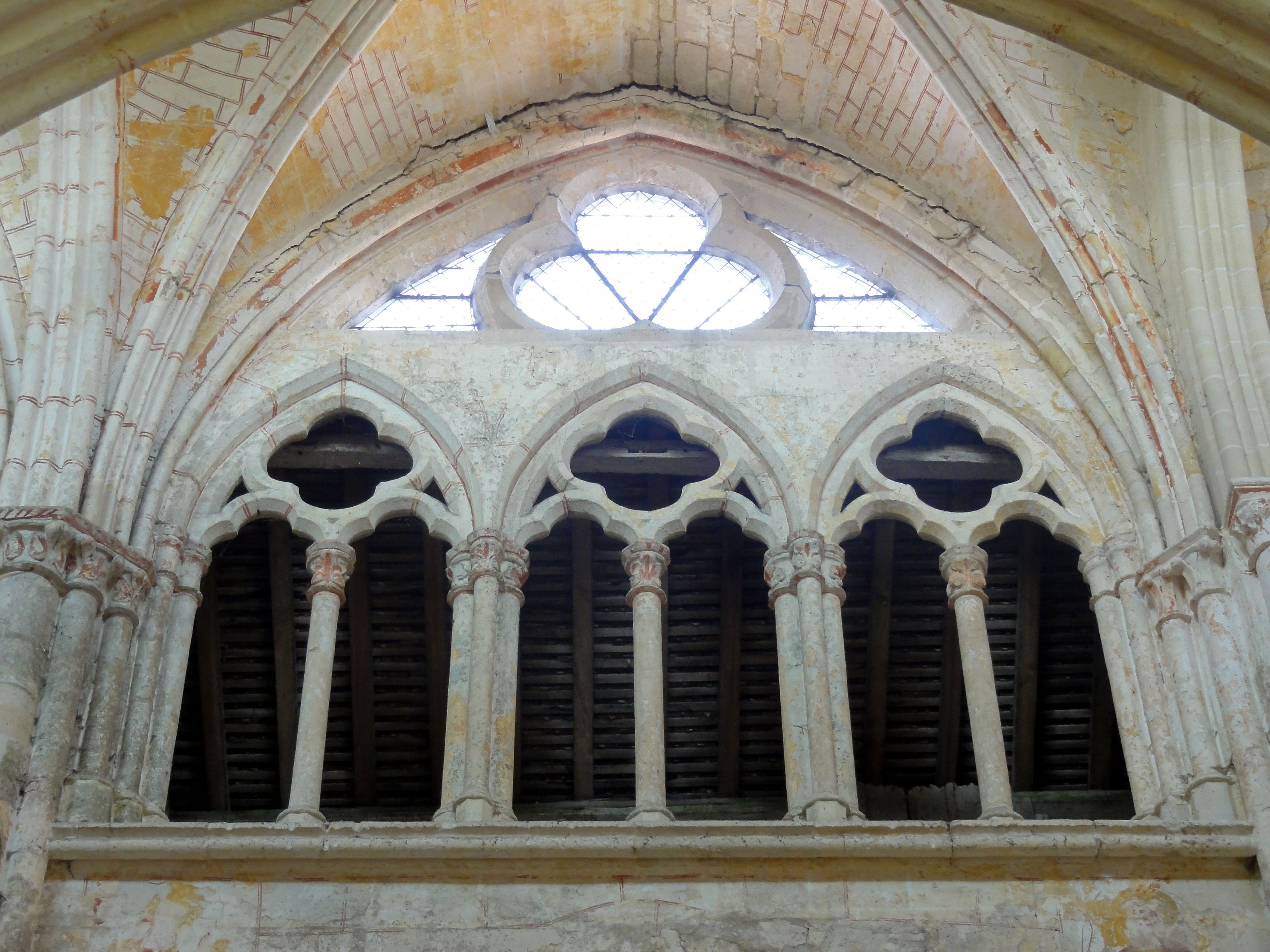
Faux triforium et baie haute.
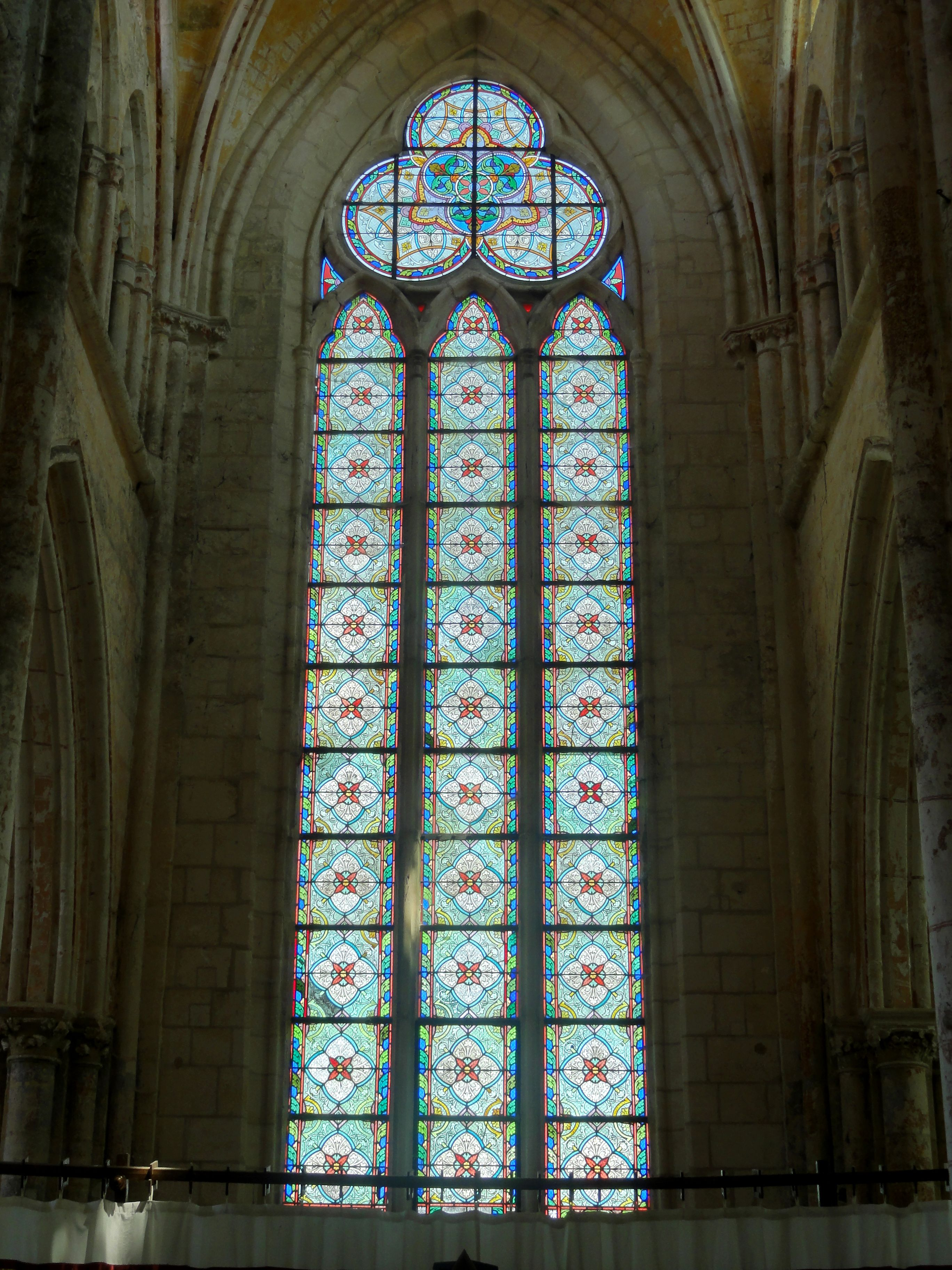
Fenêtre du chevet.
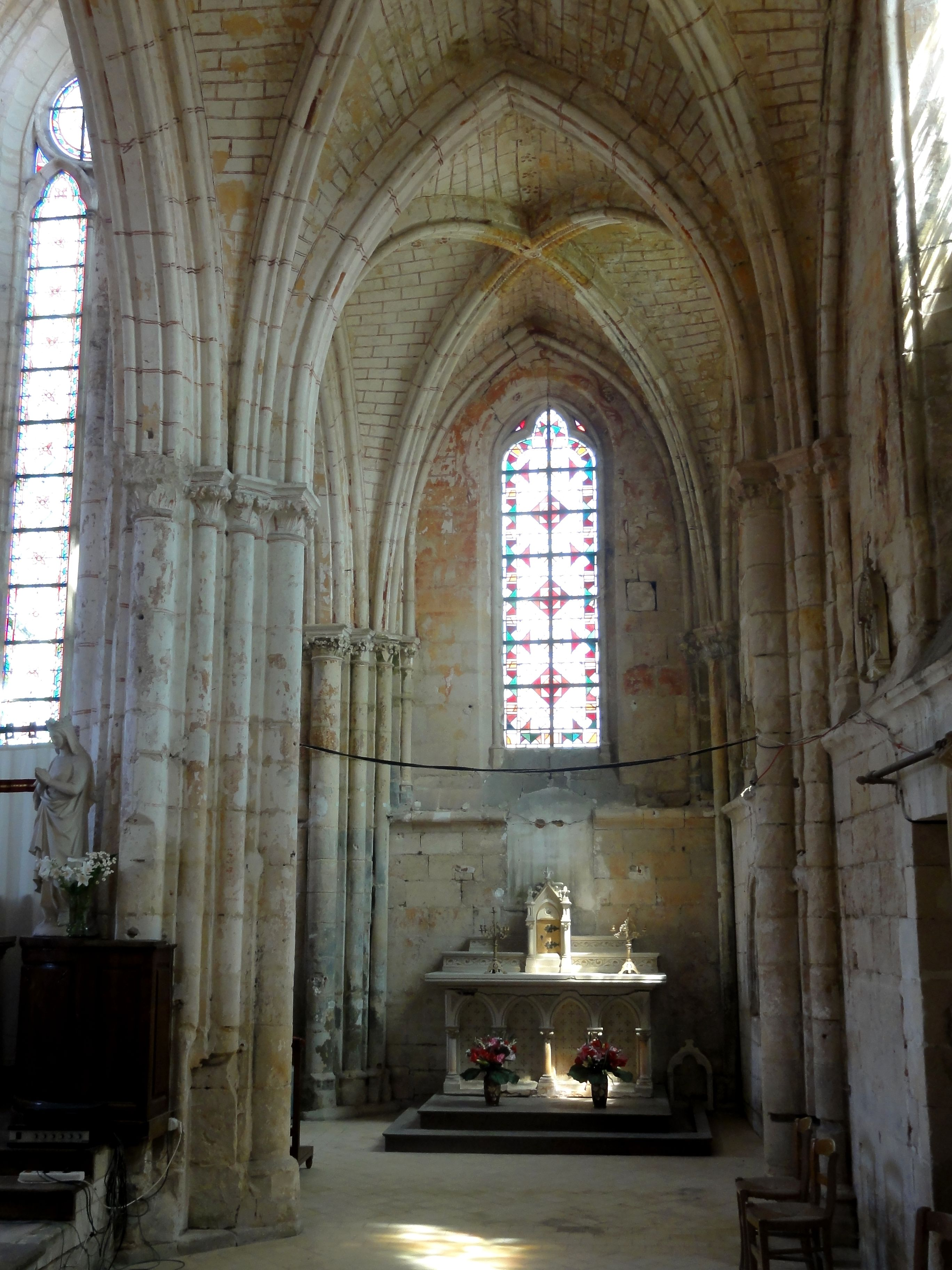
Collatéral sud.
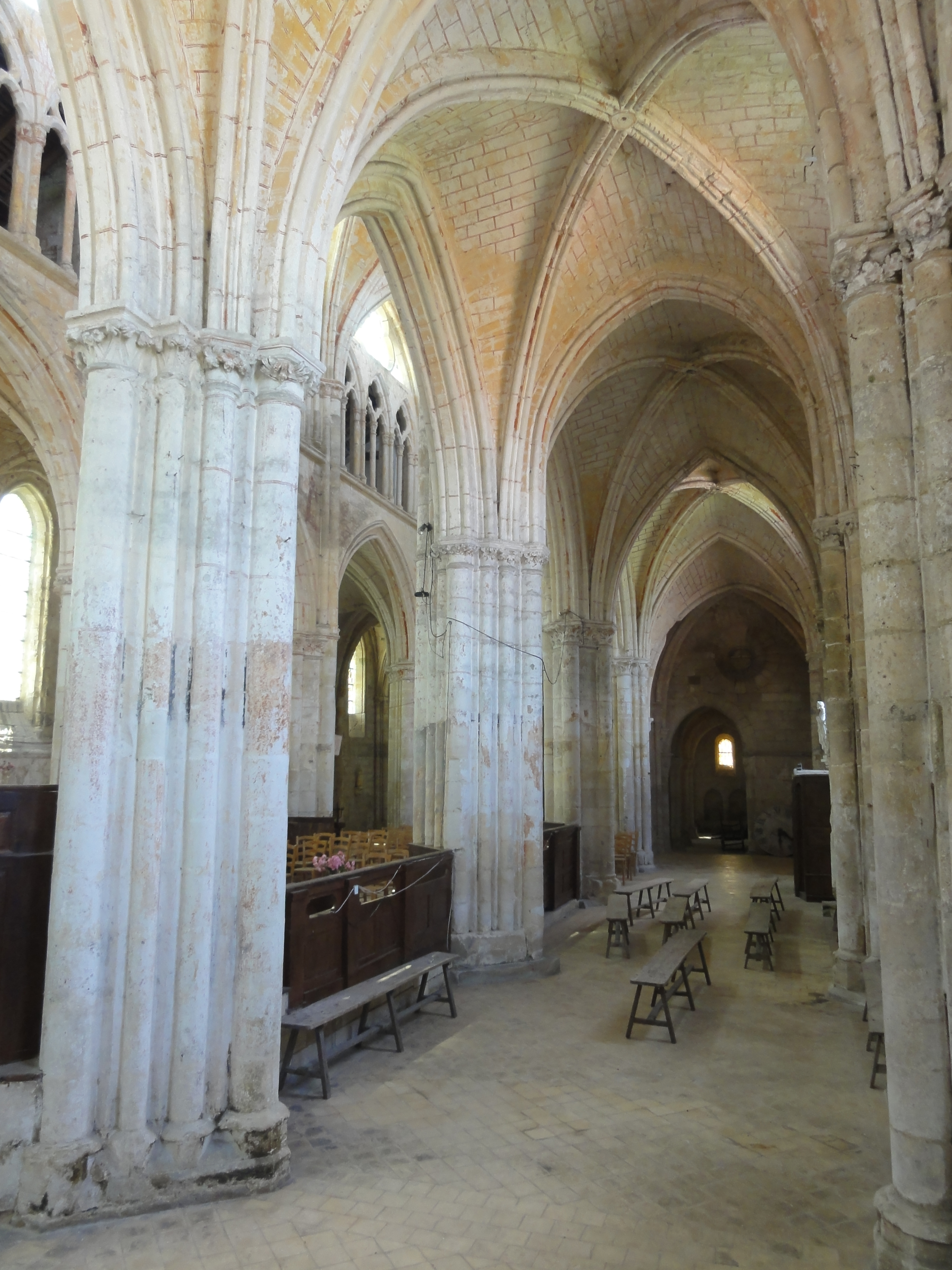
Collatéral nord.

#### Les peintures murales
Les parties de l'église construites au XIIIe siècle et en partie le transept étaient peintes à l'origine d'un appareil isodome en ocre rouge, simulant des pierres régulièrement juxtaposées. Les teintes ocre jaune et ocre rouge sont également utilisés pour rehausser le décor sculpté et plus particulièrement les chapiteaux dans le bas-côté sud et le chœur. L'essentiel de la décoration se trouvait dans le chœur où les murs étaient presque entièrement recouverts de peintures murales. Elles ont été restaurées dans les années 1980 et sont donc beaucoup plus lisibles. La restauration a consisté dans un soigneux nettoyage et une fixation des couleurs ; les lignes n'ont pas été retracées et tout est donc resté authentique.
Les restes les mieux conservés sont : 
- Le Jugement dernier, situé sur le mur ouest, au niveau du clocher ;
- Le Christ en gloire entouré des symboles des Évangélistes, sur la voûte de la troisième travée du chœur
- La descente de croix sur le mur gouttereau de la seconde travée du bas-côté nord.

L'on identifie également une Mise au tombeau et un décor floral sur le mur du croisillon nord. Ces peintures dateraient du XVe siècle, mais l'on retrouve en dessous un certain nombre de traces d'une polychromie antérieure. Peu d'édifices religieux possèdent encore un décor semblable. À titre d'exemple, l'on peut citer l'église Saint-Pierre de Chartres, l'abbatiale d'Essômes, l'infirmerie de l'abbaye Notre-Dame d'Ourscamp, la collégiale Saint-Quiriace de Provins, l'église Saint-Éliphe de Rampillon, l'église Saint-Denis de Rieux ou l'église Notre-Dame-et-Saint-Rieul de Rully,. Cet ensemble de peintures murales fait l’objet d’un classement au titre immeuble depuis 1875. Il donne un aperçu de ce qui a pu être le décor des églises les plus prestigieuses.

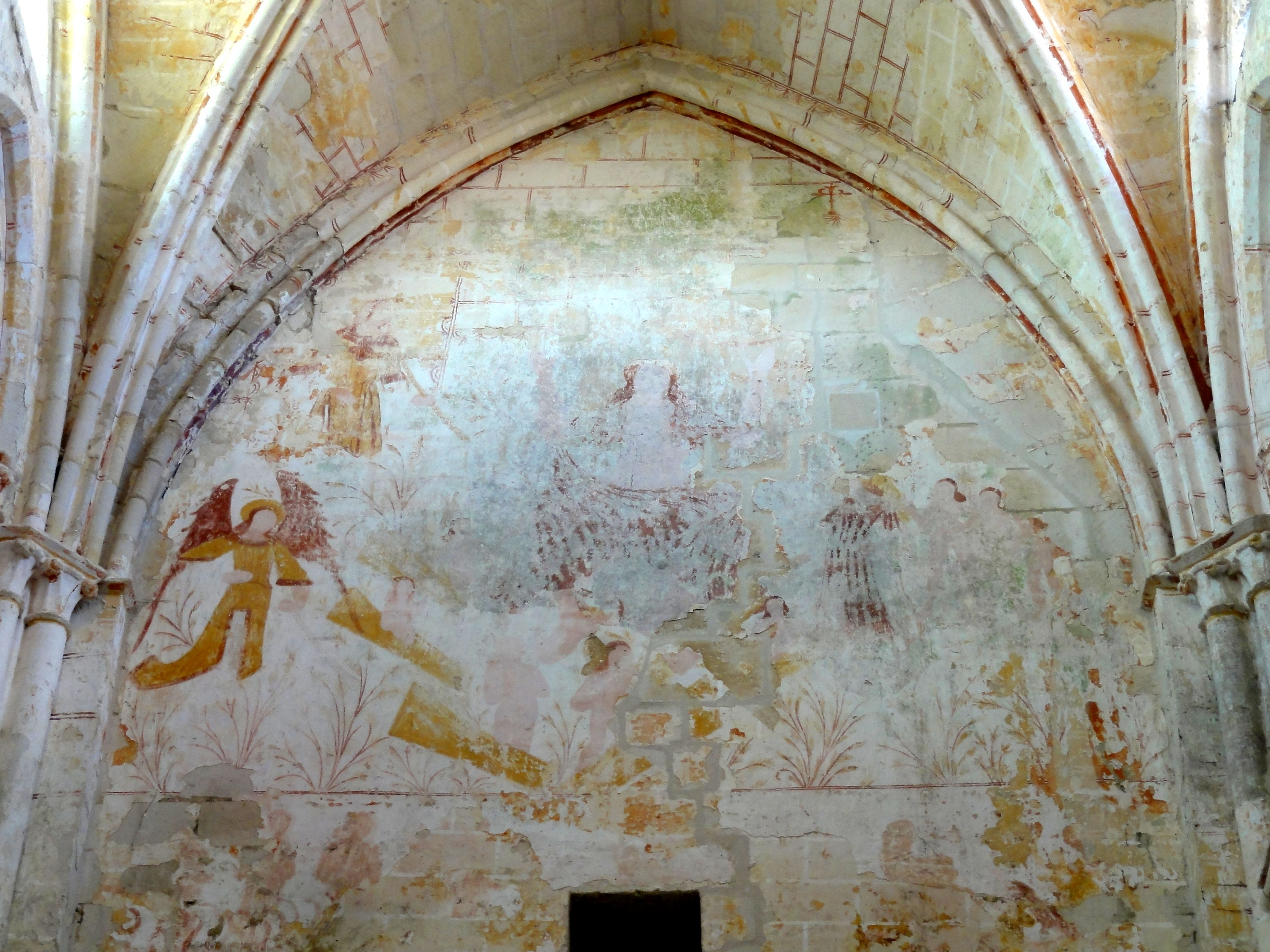
Le Jugement dernier.
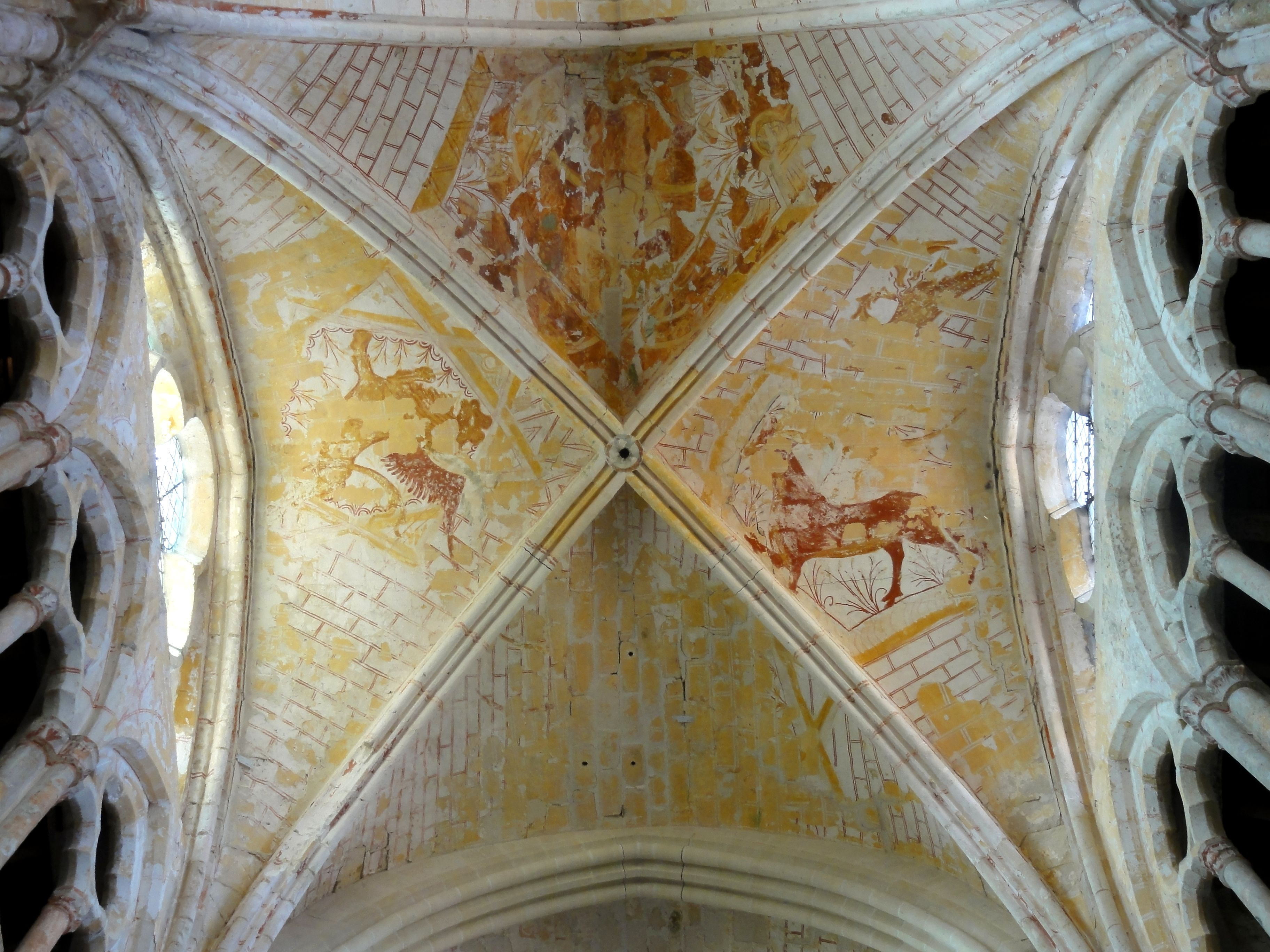
3e travée du chœur, voûte.
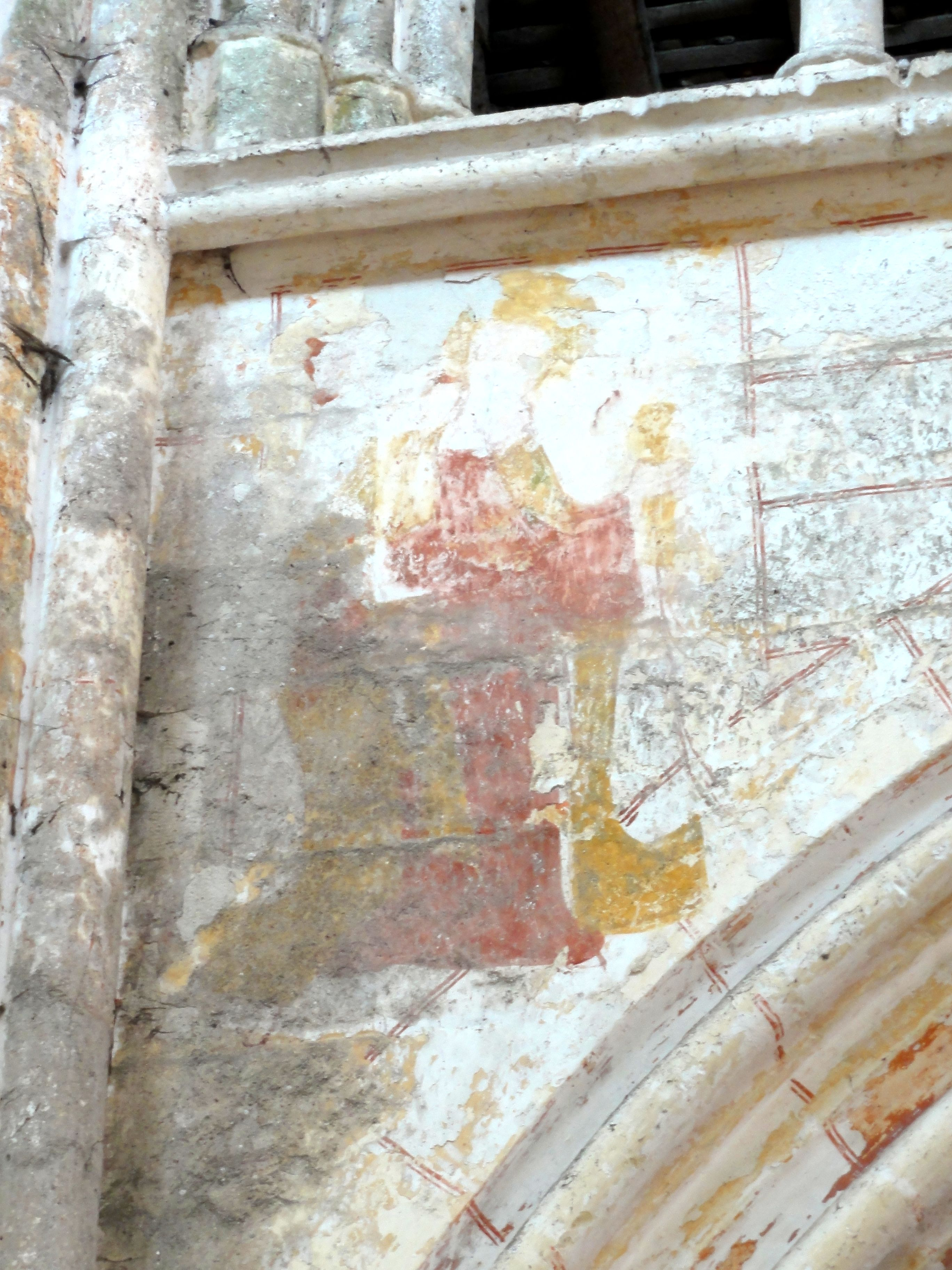
Chœur, 2e arcade du nord.
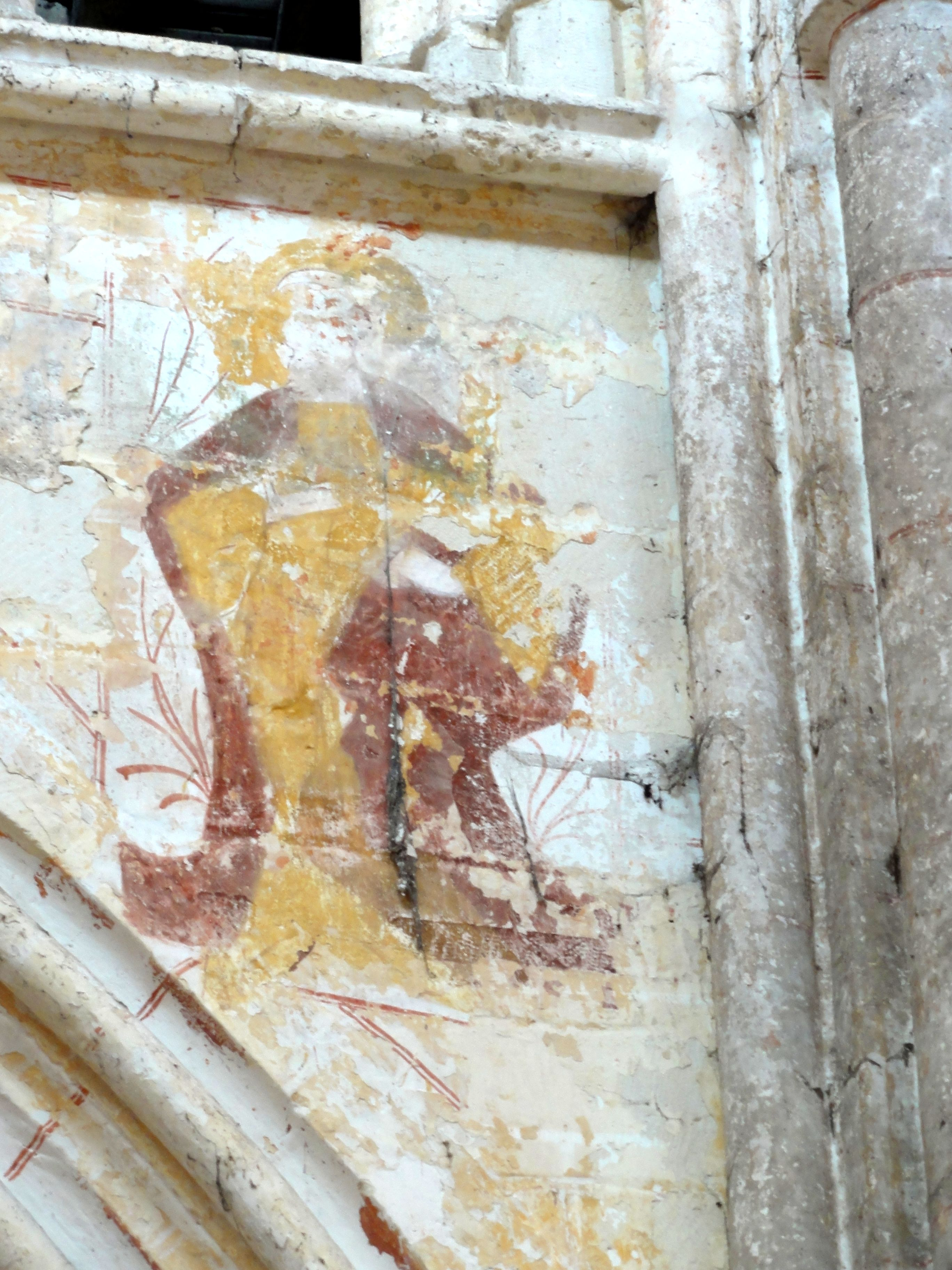
Chœur, 2e arcade du nord.
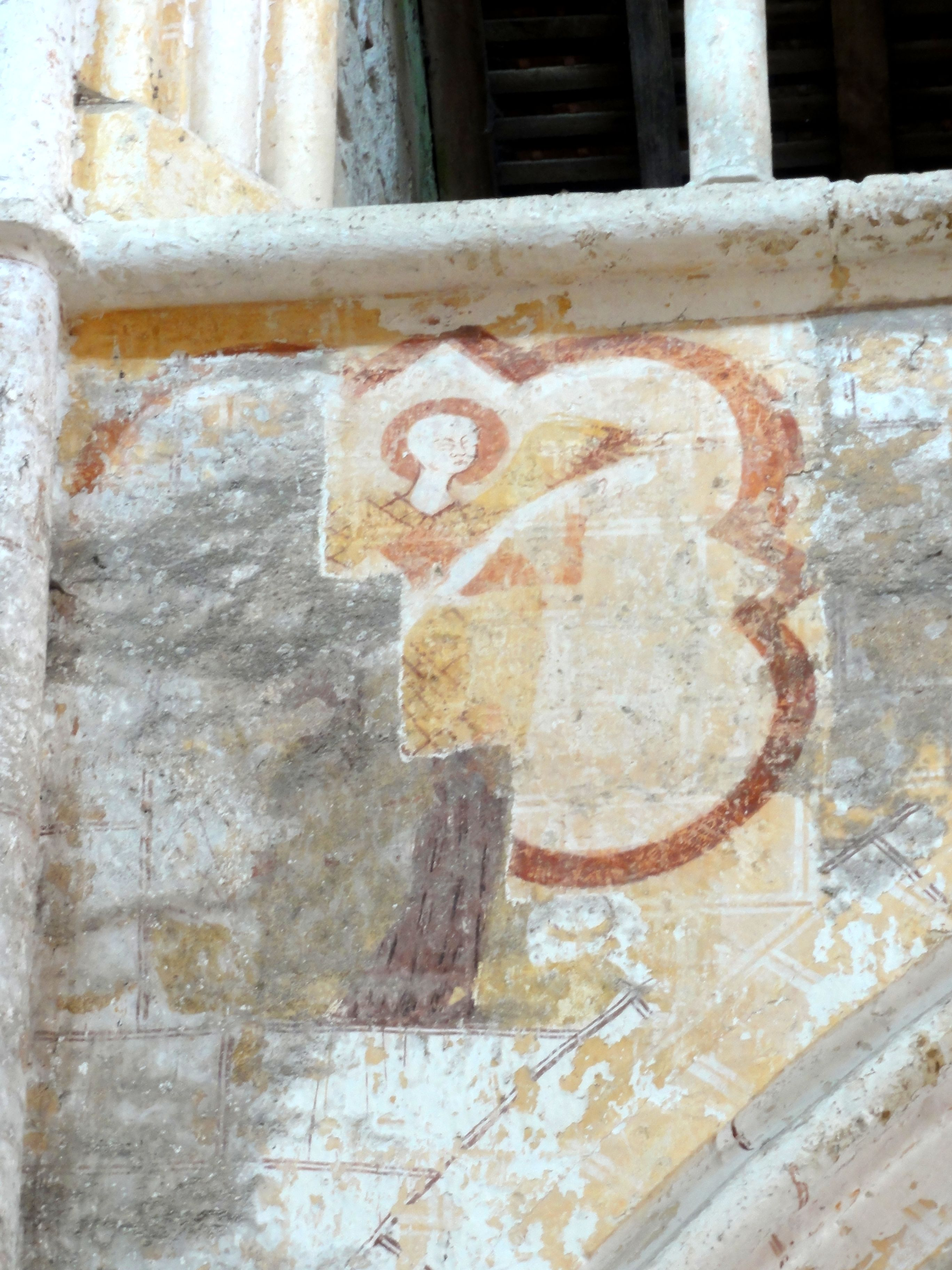
Chœur, 3e arcade du nord.
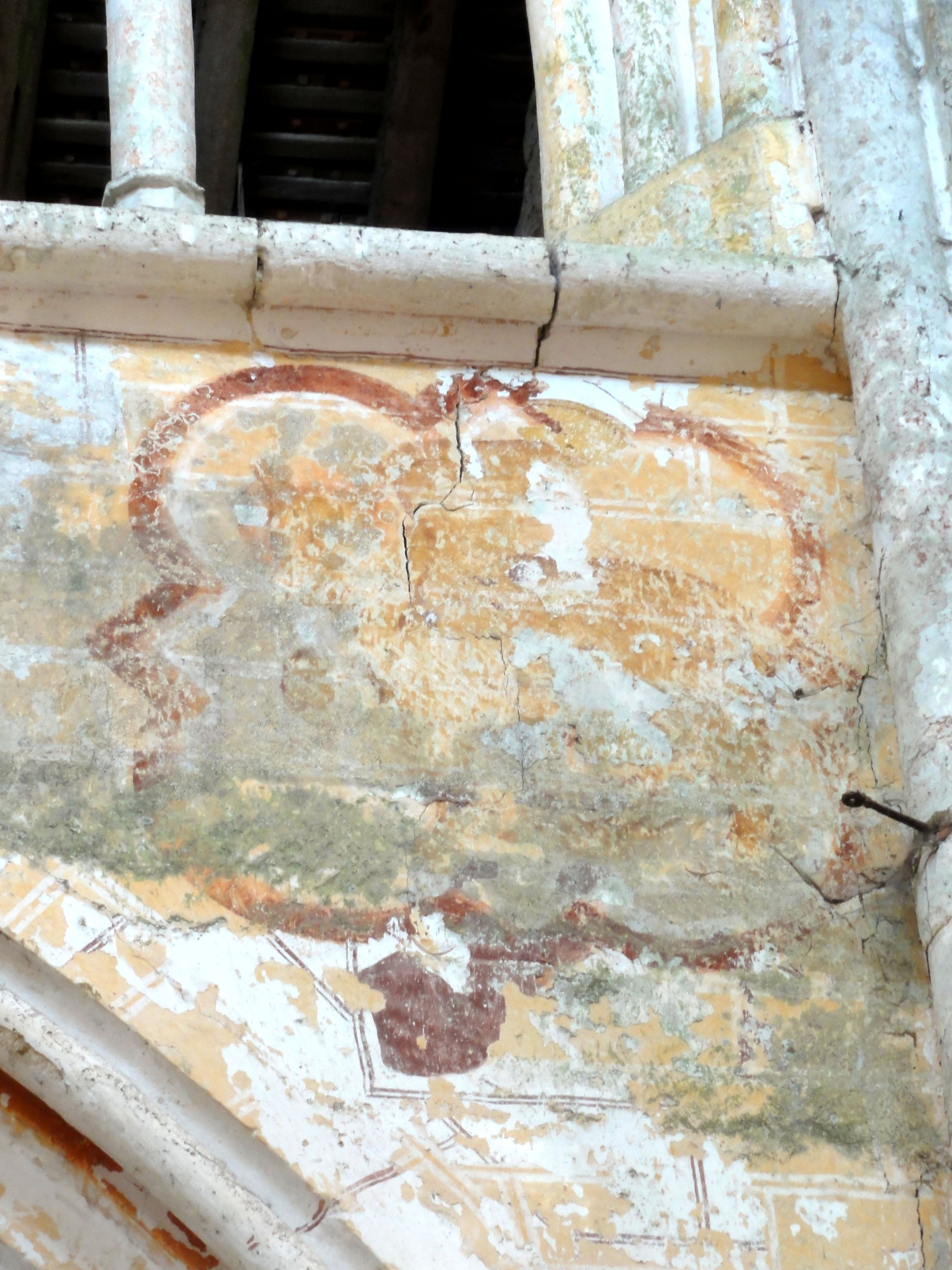
Chœur, 3e arcade du nord.

### Mobilier
Dans le bas-côté sud, l'on trouve deux dalles funéraires à effigies gravées redressés contre le mur, dans l'angle sud-ouest près des fonts baptismaux. L'une a été classée monument historique au titre immeuble avec l'église dès 1875 et vient de bénéficier d'une restauration. C'est celle de Jean de Hédouville, écuyer et seigneur d'Ars, mort le 23 septembre 1558, et de sa sœur Gabrielle, dame de Hédouville et morte le 22 octobre 1586 comme dernière des Hédouville. L'autre dalle fait l’objet d’un classement au titre objet depuis le 30 septembre 1911 avec une seconde dalle, qui s'est perdue. Elle date également du XVIe siècle et représente un seigneur en armure et sa femme, mais les inscriptions sont devenues indéchiffrables. Les fonts baptismaux sont également classés au titre immeuble depuis 1875. Ils se composent d'une cuve octogonale reposant sur un socle de la même forme, et sont accompagnés d'une piscine liturgique plus petite que la cuve baptismale, mais également octogonale. Cet ensemble est inhabituellement sobre et ne présente aucun décor sculpté ou gravé, exception faite d'un tore en bas de la cuve et des moulures simples sur la piscine et son socle. Les couvercles sont modernes.
Hormis ces quelques objets classés, le mobilier de l'église est assez rare. Il n'y a plus de chaire à prêcher, de banc d'œuvre ou de retable. Le maître-autel avec son tabernacle et son ensemble de crédences sont en bois, d'un style discret et intemporel. Les autels des collatéraux sont des réalisations néogothiques en pierre et stuc du XIXe siècle, caractéristiques de cette époque du remeublement des églises. La plupart des statues sont de plâtre, y compris la pietà du monument aux morts de 1919, qui est un moulage. Certaines de ces statues, telles que celles de sainte Thérèse de Lisieux et de saint Antoine de Padoue, se rencontrent dans toutes les églises de la région et ont été confectionnées en grande série. Un bâton de procession comporte une statuette en bois doré de saint Étienne, patron de la paroisse. Le même saint patron est également représenté sur un bas-relief en bois, reconnaissables à ses attributs, une étole, des pierres et un livre des évangiles. Une peinture naïve sur bois représente la Vierge à l'Enfant.

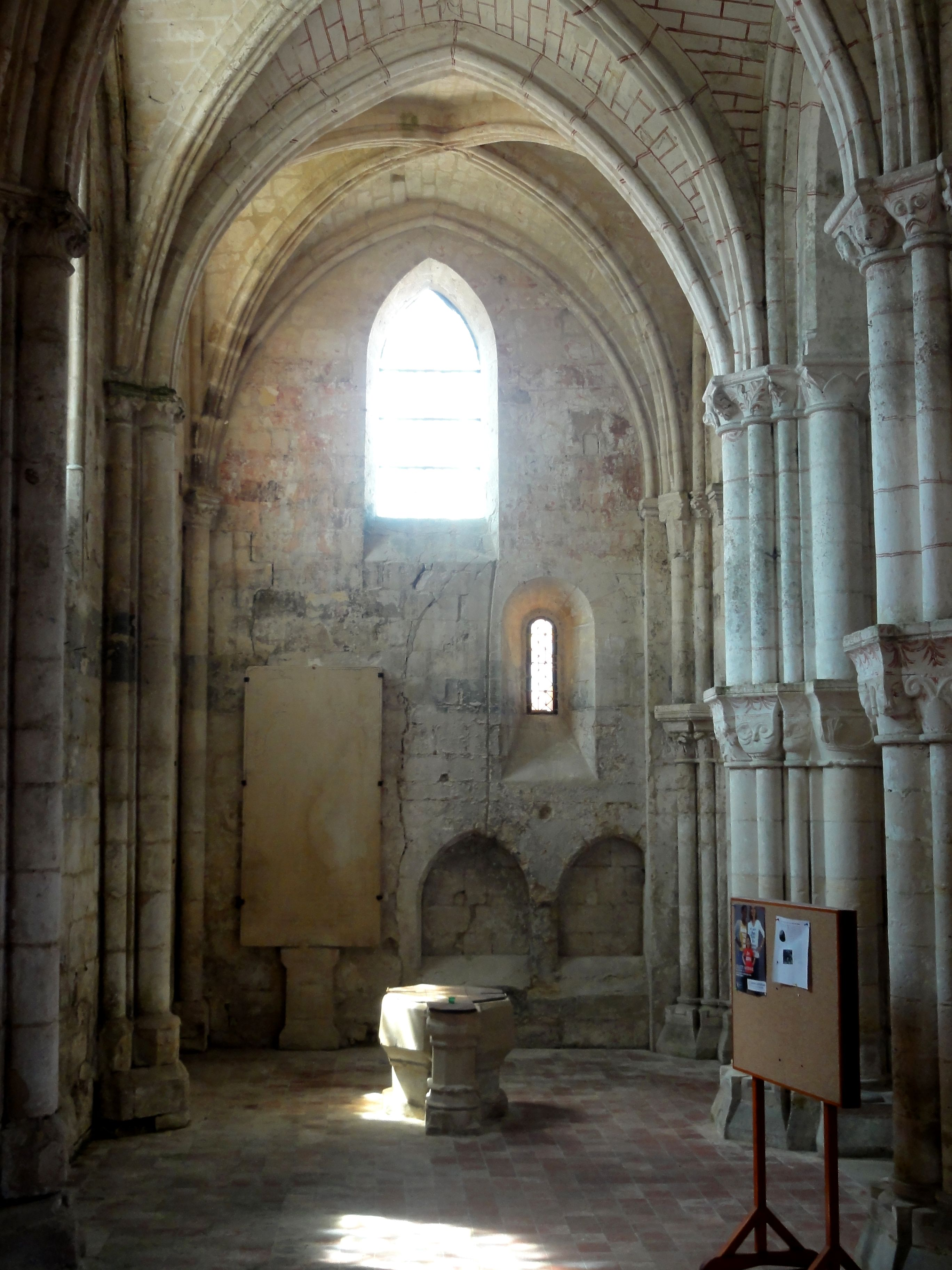
Chapelle baptismale.
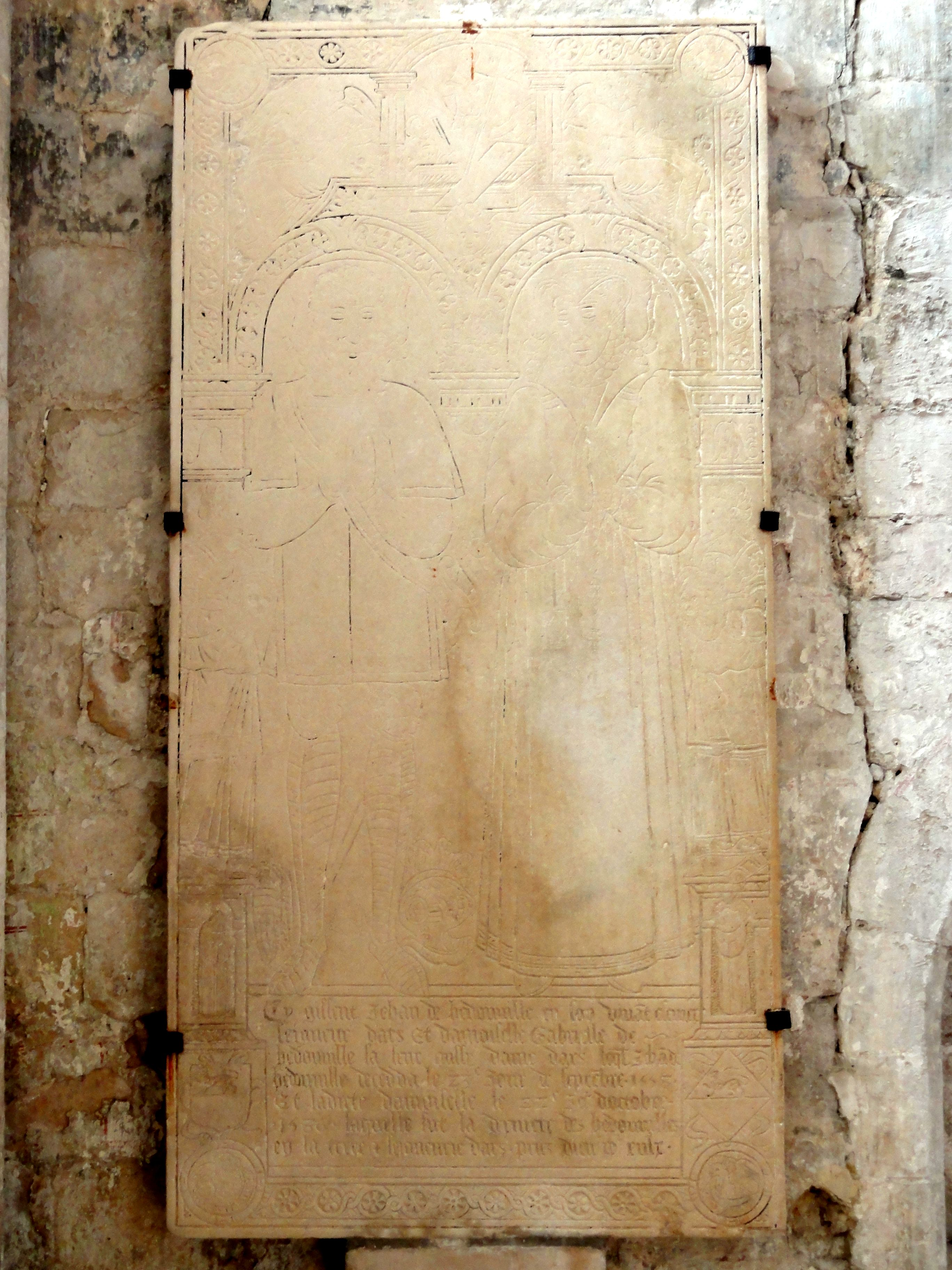
Dalle funéraire de Jean de Hédouville et de sa sœur.
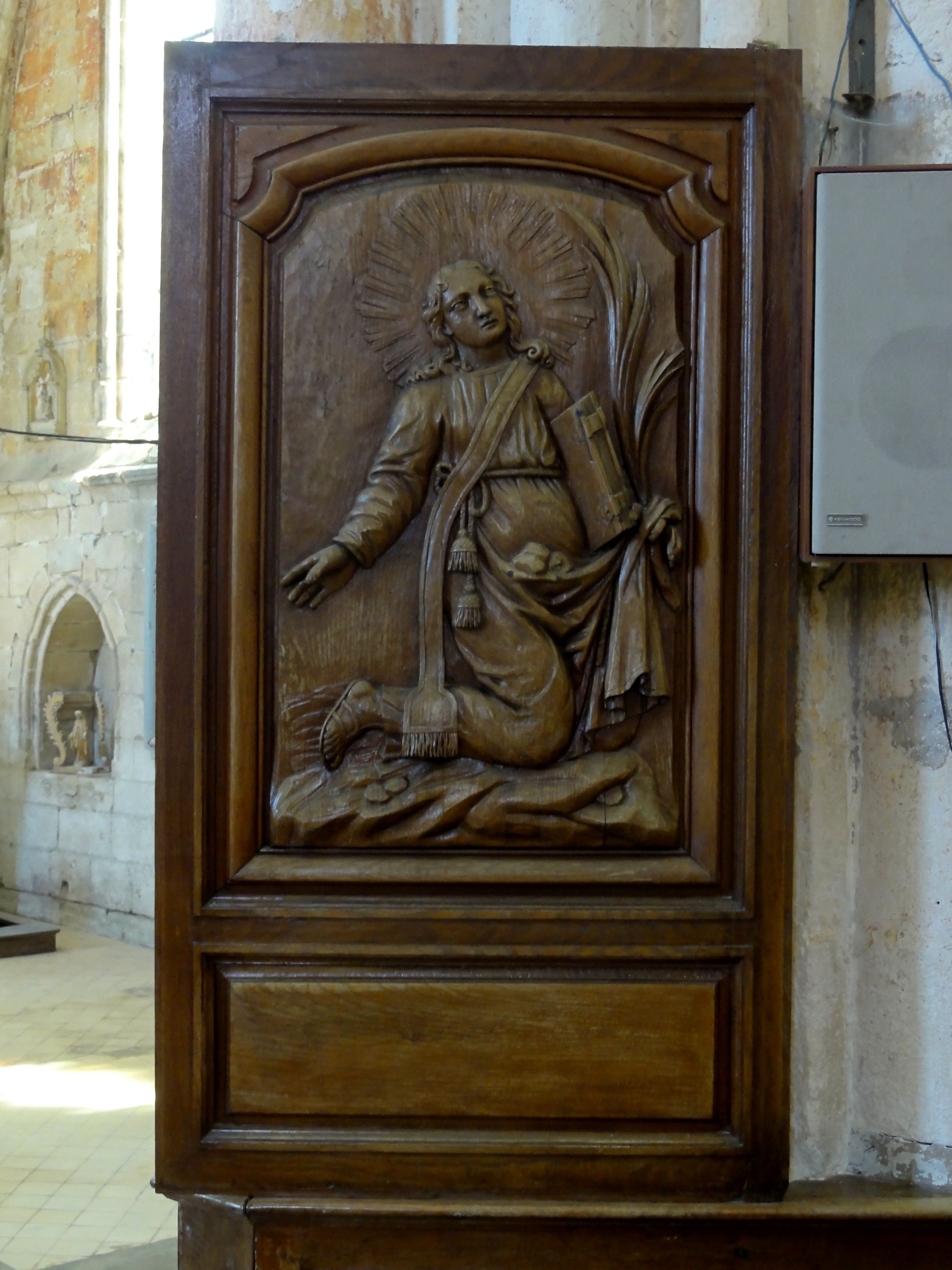
Bas-relief de saint Étienne.
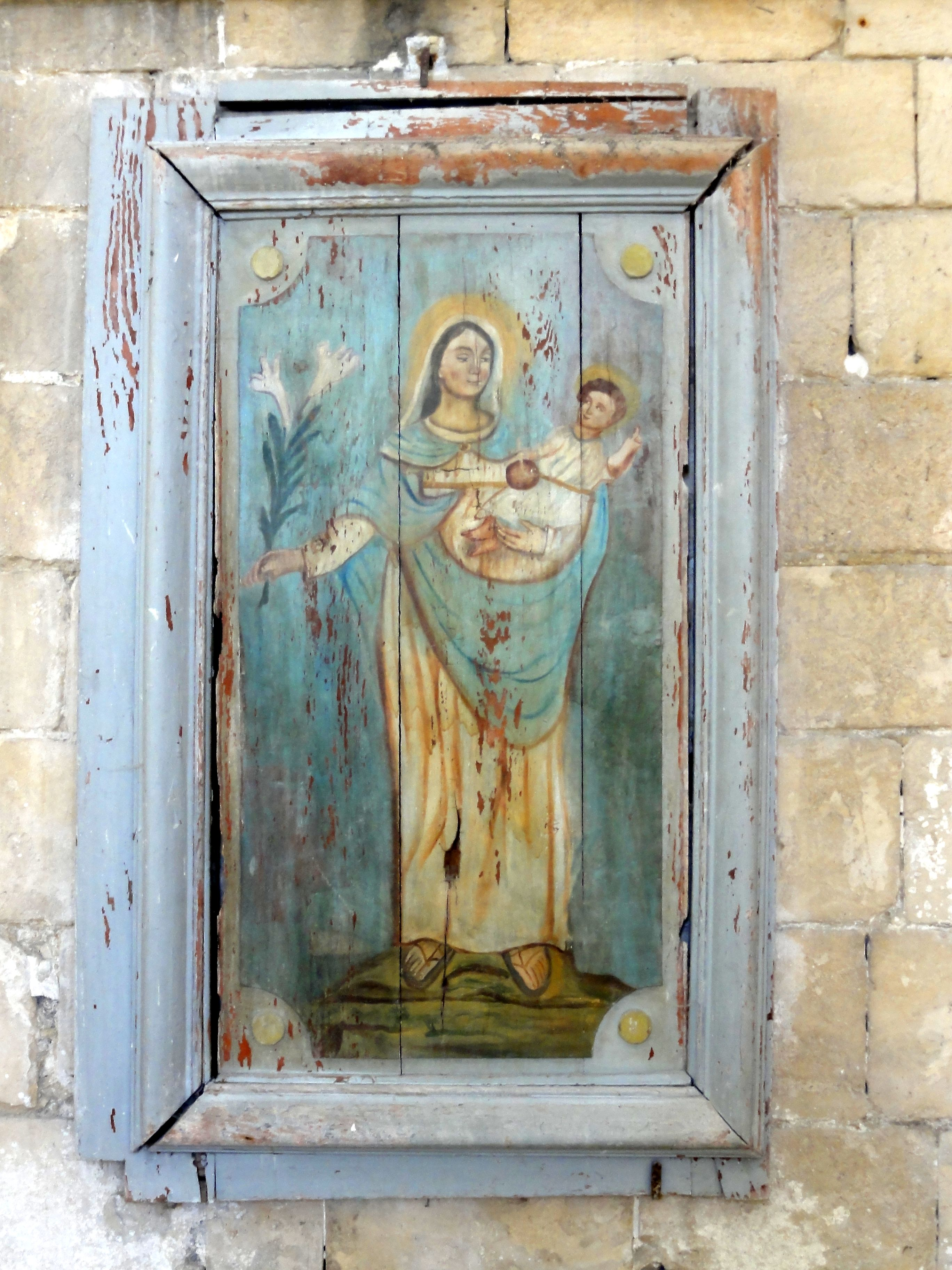
Peinture naïve de la Vierge.
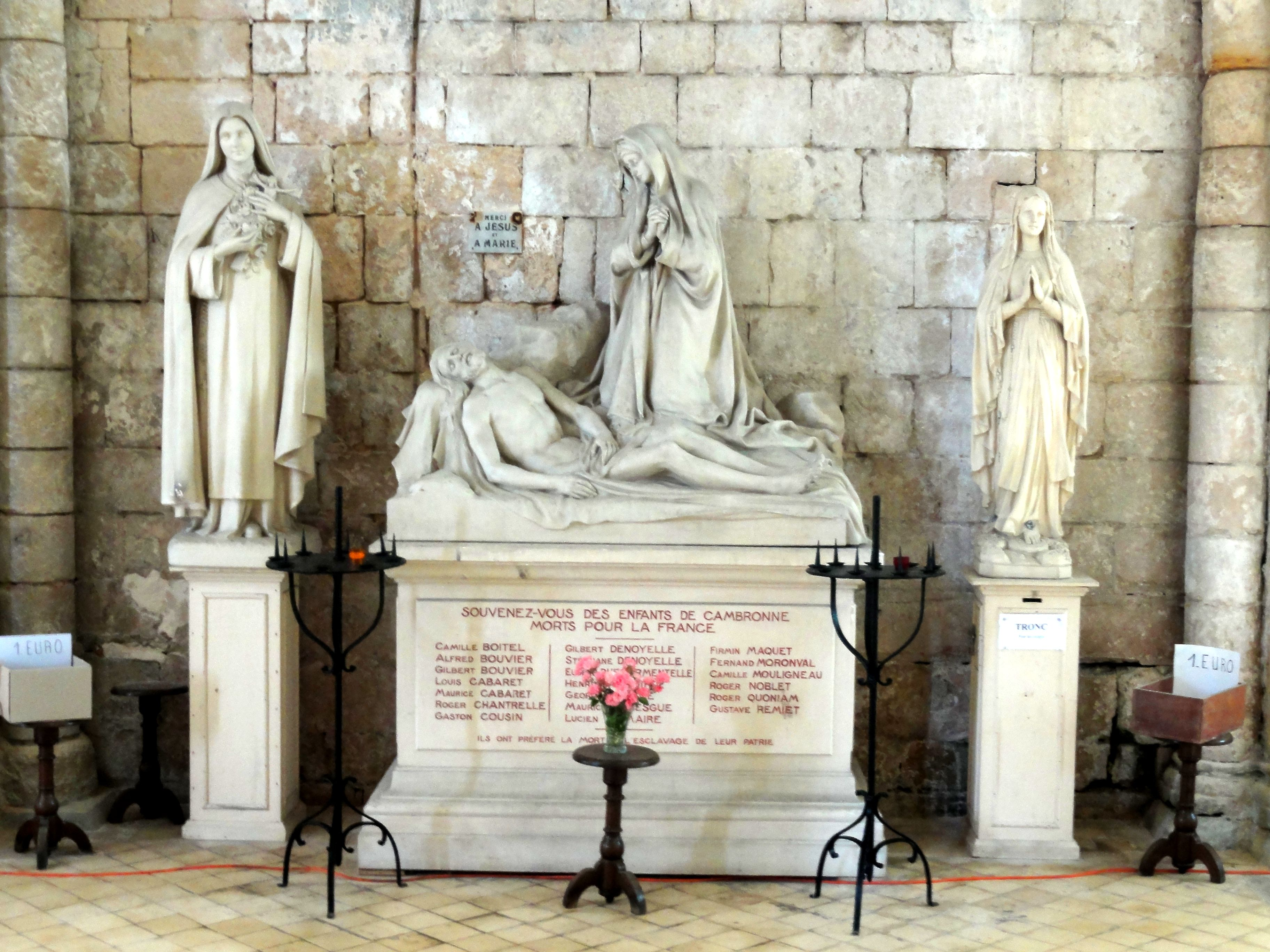
Monument aux morts.